# 14. November
Der 14. November ist der 318. Tag des gregorianischen Kalenders (der 319. in Schaltjahren), somit bleiben 47 Tage bis zum Jahresende.

## Ereignisse

### Politik und Weltgeschehen
- 1475: Georg der Reiche, der spätere Herzog von Bayern-Landshut, nimmt Jadwiga, die Tochter des polnischen Königs Kasimir IV., zur Frau. Das Hochzeitsfest in Landshut dauert acht Tage. Bis in die Gegenwart wird alle vier Jahre dieses Hochzeitsfestes gedacht.

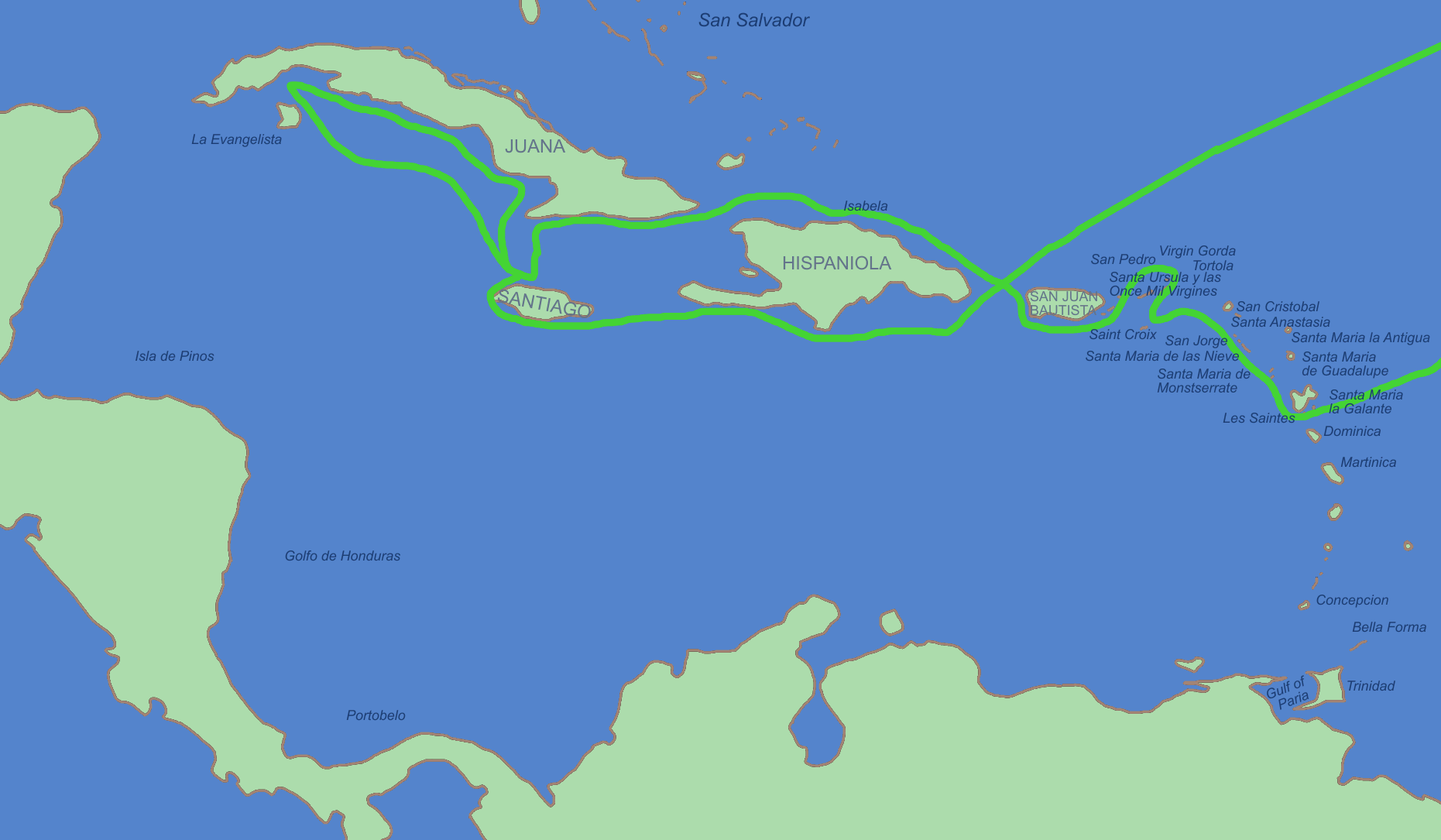
1493: Route der zweiten Reise von Kolumbus

- 1493: Christoph Kolumbus landet bei seiner zweiten Reise auf einer Insel der Kleinen Antillen, die er Santa Cruz nennt.
- 1495: In der Schlacht von Aguere gelingt den Truppen des Königreichs Kastilien ein Erfolg über die Guanchen, die Ureinwohner der Kanarischen Inseln.
- 1501: Die 15-jährige Katharina von Aragón wird in der St Paul’s Cathedral mit dem gleichaltrigen Prince of Wales, Arthur Tudor, getraut. Schon vier Monate später stirbt ihr Ehemann an schwerem Fieber. Die Witwe wird im Jahr 1509 von seinem jüngeren Bruder Heinrich geheiratet.

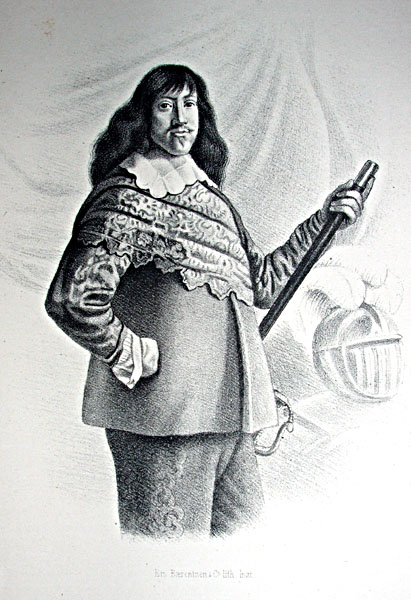
1659/65: Friedrich III. von Dänemark

- 1633: Im Dreißigjährigen Krieg erobern schwedische Truppen unter Herzog Bernhard von Sachsen-Weimar die Freie Reichsstadt Regensburg.
- 1659: Ein schwedischer Angriff auf das von König Friedrich III. regierte Dänemark wird mit niederländischer und brandenburgischer Hilfe bei Nyborg abgewehrt.
- 1665: In Dänemark unterzeichnet König Friedrich III. das Königsgesetz, wodurch der Reichsrat abgeschafft wird. Der König muss lutherischer Konfession sein und darf das Reich nicht teilen, schuldet jedoch nur Gott Rechenschaft. Die Erbfolge kann aus der männlichen oder der weiblichen Linie erfolgen.
- 1795: Die Reichsarmee erobert den Ort Lambsheim in der Rheinebene zwischen Worms und Speyer, nachdem sie französische Revolutionstruppen im Gefecht bei Lambsheim besiegt hat.
- 1805: Einen Tag nach der kampflosen Einnahme Wiens durch seine Truppen im Dritten Koalitionskrieg bezieht Napoléon im Schloss Schönbrunn Quartier.
- 1812: Russische Verbände unter General Wittgenstein schlagen die französischen Flügelarmeen des Marschalls Claude-Victor Perrin gen. Victor in der Schlacht bei Smoljany.
- 1868: Der Begriff Kaisertum Österreich wird per Handverfügung von Kaiser Franz Joseph I. durch die Bezeichnung Österreichisch-Ungarische Monarchie ersetzt.
- 1897: Als Reaktion auf die Ermordung zweier Missionare am 1. November in China beschlagnahmt das Deutsche Reich die Konzession der Kiautschou-Bucht.
- 1899: Das Deutsche Kaiserreich und die USA teilen im Samoavertrag die Samoainseln untereinander auf und legen damit den Konflikt um Samoa bei.

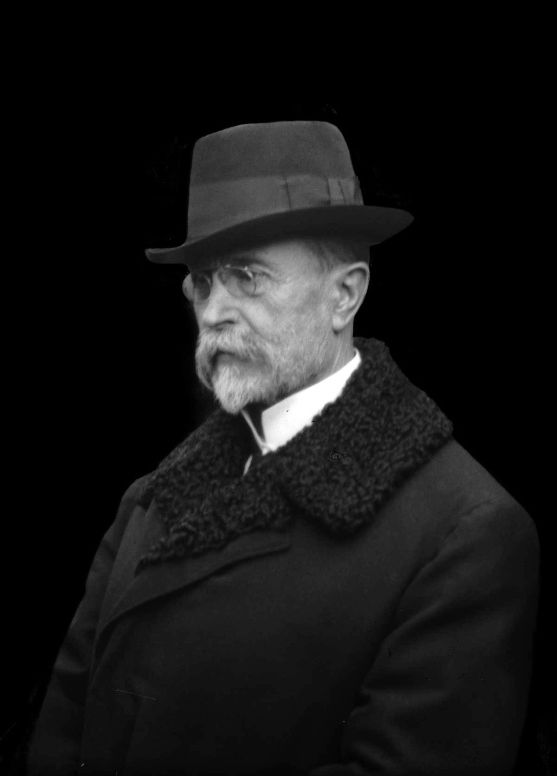
1918: Tomáš Garrigue Masaryk

- 1918: Tomáš Garrigue Masaryk wird von der tschechoslowakischen Nationalversammlung zum Präsidenten gewählt.
- 1918: Nach dem vorläufigen Regierungsverzicht von Großherzog Friedrich II. von Baden proklamiert die provisorische Regierung die Republik Baden.
- 1918: Józef Piłsudski wird zum kommissarischen Staatsoberhaupt des unabhängigen Polen ernannt.
- 1921: In Spanien entsteht durch den Zusammenschluss zweier junger kommunistischer Parteien die Partido Comunista de España.
- 1938: Im Rahmen der Novemberpogrome ordnet Reichserziehungsminister Bernhard Rust die sofortige Entlassung jüdischer Schüler aus staatlichen Schulen an. Die Teilnahme am Unterricht wird ihnen verboten.
- 1940: Im Zweiten Weltkrieg zerstören schwere Flächenbombardements der deutschen Luftwaffe im Zuge der Luftschlacht um England die historische Altstadt von Coventry. Die NS-Propaganda prägt daraufhin den Begriff Coventrieren.
- 1953: Die Bundesrepublik Deutschland verzichtet im Interzonenverkehr in Absprache mit den westlichen Alliierten auf die Durchführung von Grenzkontrollen.
- 1957: Im Lindauer Abkommen werden die Kompetenzen der deutschen Bundesländer für den Abschluss völkerrechtlicher Verträge und die Transformation der vom Bund mit Völkerrechtssubjekten geschlossenen Verträge geregelt.
- 1961: Die CDU-Abgeordnete Elisabeth Schwarzhaupt wird von Kanzler Adenauer zur Gesundheitsministerin berufen. Sie ist damit die erste Frau in der Geschichte der Bundesrepublik Deutschland, die ein Bundesministerium leitet.
- 1962: Kaiser Haile Selassie I. löst die Föderation Äthiopiens mit Eritrea auf und annektiert es als 14. Provinz.

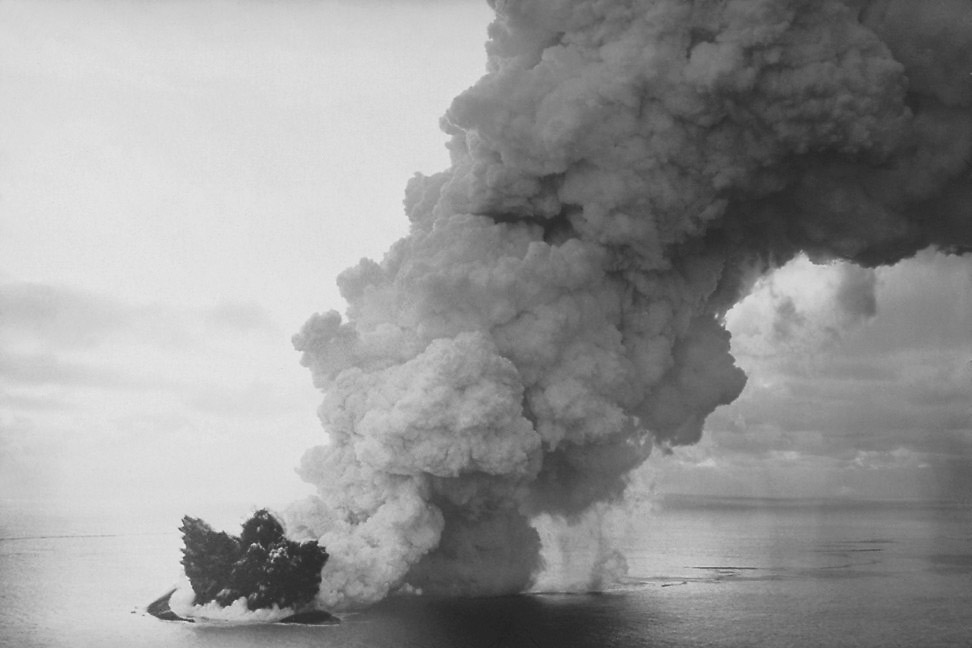
1963: Surtsey entsteht

- 1963: Südlich von Island erhebt sich die Insel Surtsey aus dem Meer.
- 1965: Die Schlacht im Ia-Drang-Tal, die erste größere Kampfhandlung zwischen Truppen der USA und Nordvietnams im Vietnamkrieg, beginnt mit der Landung einer Kompanie des 7th Cavalry Regiment.
- 1970: Die SPD verabschiedet einen Abgrenzungsbeschluss gegenüber den Kommunisten.
- 1973: Der Aufstand am Polytechnio Athen, der gegen die Griechische Militärdiktatur gerichtet ist, beginnt.
- 1980: Bei einem Putsch in Guinea-Bissau übernimmt der bisherige Ministerpräsident João Bernardo Vieira an der Spitze eines Revolutionsrates die Macht. Der bisherige Staatspräsident Luís de Almeida Cabral wird unter Hausarrest gestellt
- 1988: PLO-Chef Jassir Arafat ruft in der algerischen Hauptstadt Algier den Staat Palästina aus.

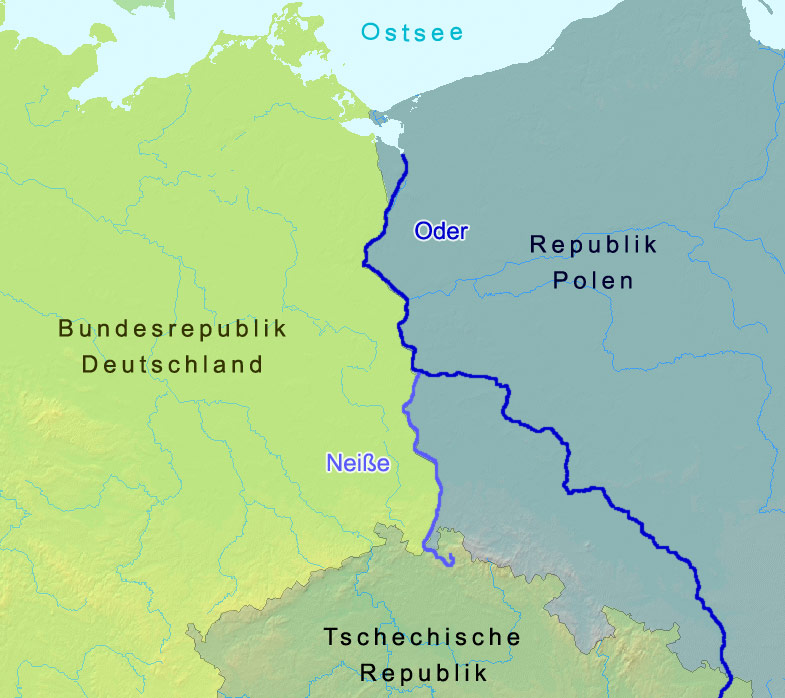
1990: Oder-Neiße-Grenze

- 1990: In Warschau wird der Deutsch-Polnische Grenzvertrag, der die Oder-Neiße-Grenze bestätigt, unterzeichnet.
- 1990: Nach Protesten über die Räumung dreier besetzter Häuser erfolgt die vom Regierenden Bürgermeister von Berlin, Walter Momper, ohne Rücksprache mit dem Koalitionspartner angeordnete Räumung der Mainzer Straße. Die Alternative Liste kündigt daraufhin die Koalition mit der SPD in Berlin auf.
- 1993: In Berlin wird die Neue Wache als zentrale Gedenkstätte der Bundesrepublik für die Opfer von Krieg und Gewaltherrschaft eingeweiht.
- 1999: Leonid Kutschma wird als Staatspräsident der Ukraine wiedergewählt.

### Wirtschaft

1922: Senderlogo

- 1922: Die British Broadcasting Corporation beginnt aus einem Londoner Studio mit ihren Hörfunksendungen.
- 1939: Im Dritten Reich ist von nun an der Einkauf von Textilien nur mehr über die Reichskleiderkarte möglich.
- 1964: Mit dem Ruhr-Park eröffnet in Bochum-Harpen eines der größten Einkaufszentren in Deutschland.
- 1967: Das United States Patent Office erteilt Theodore Maiman ein Patent auf den von ihm entwickelten Rubinlaser.
- 1971: Der Rundfunk der DDR beginnt das für westliche Hörer bestimmte Hörfunkprogramm Stimme der DDR auszustrahlen, das die Sendungen des Deutschlandsenders und der Berliner Welle ablöst.
- 1972: Der Dow Jones Index schließt erstmals über der Marke von 1.000 Punkten.

1983: Tempo-30-Zone

- 1983: In der Innenstadt von Buxtehude wird als Modellversuch die erste Tempo-30-Zone in Deutschland eingerichtet.
- 1994: Der Eurotunnel zwischen Calais in Frankreich und Folkestone in England wird für den Personenverkehr freigegeben und der Zugverkehr aufgenommen.
- 1998: Die 4. UN-Klimakonferenz verabschiedet den Aktionsplan von Buenos Aires, der sich mit der Senkung der Treibhausgase beschäftigt.

### Wissenschaft und Technik
- 1770: Der schottische Reisende James Bruce erkundet die Quellen des Blauen Nils.
- 1901: Der Wiener Arzt Karl Landsteiner gibt die Entdeckung der drei Blutgruppen A, B und 0 bekannt.

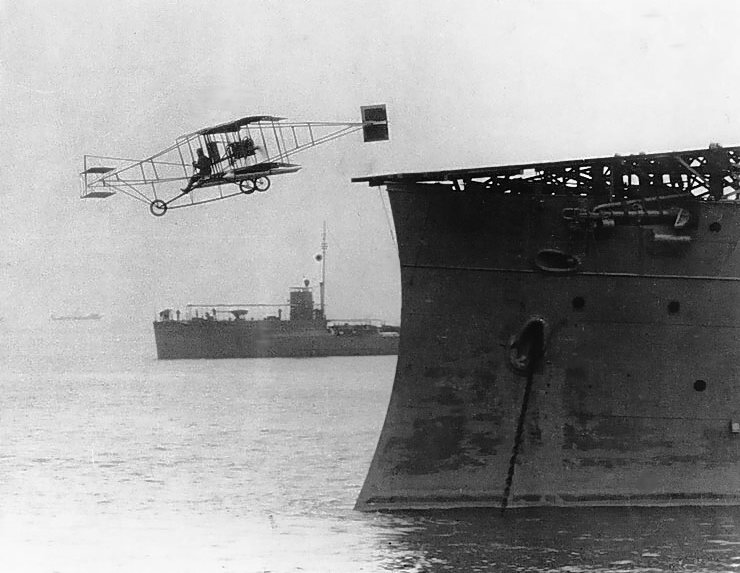
1910: Der Start von der USS Birmingham

- 1910: Dem Flugpionier Eugene Burton Ely gelingt als erstem Menschen der Start von einem Schiff, von einer Plattform auf dem leichten Kreuzer USS Birmingham.
- 1926: Der erste Genfer Wellenplan, in dem der Betrieb der Rundfunksender im Lang- und Mittelwellenbereich festgelegt wird, tritt in Kraft.

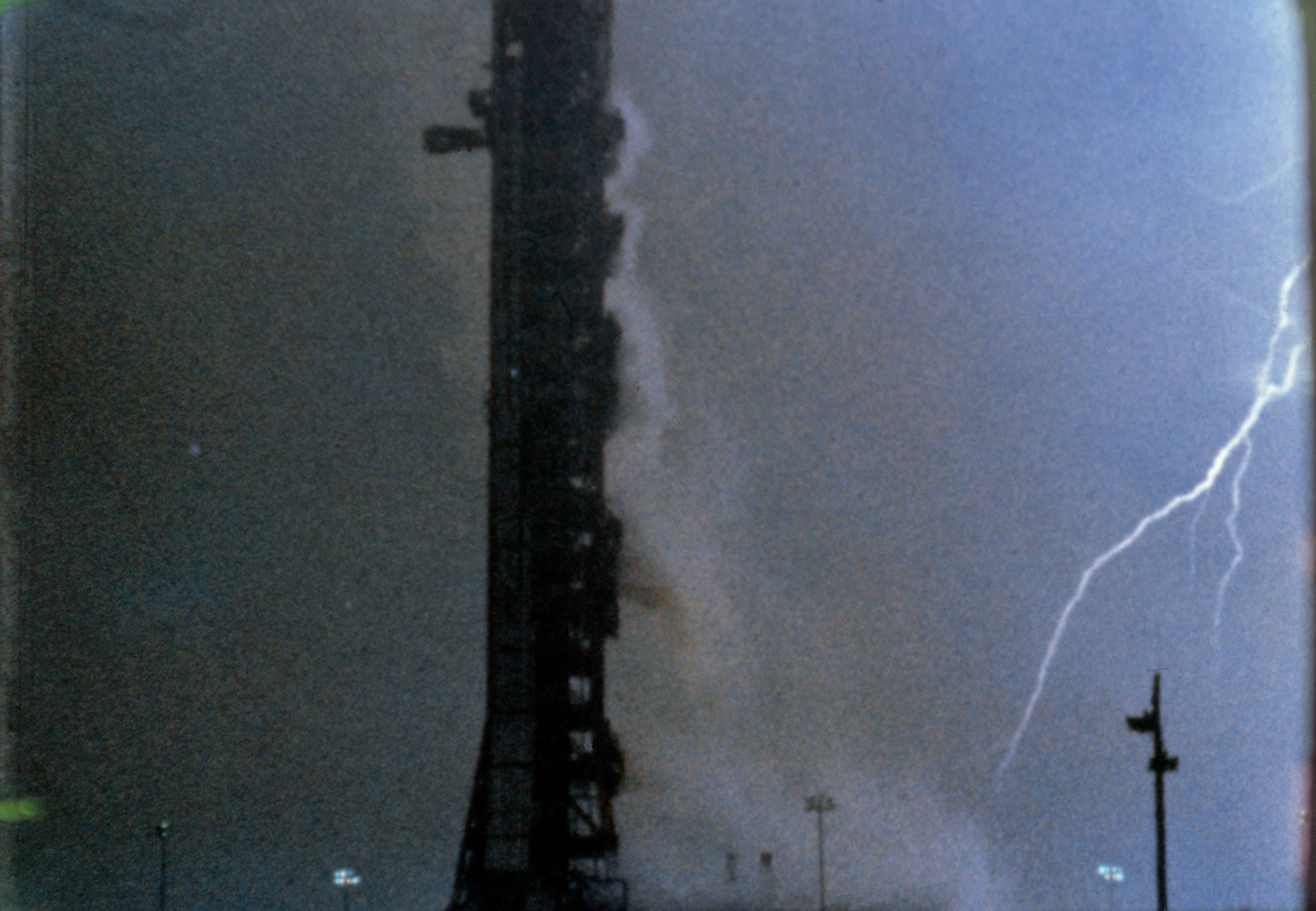
1969: Blitzschlag beim Start von Apollo 12

- 1969: Apollo 12, der zweite bemannte Mondflug der NASA, startet mit den Astronauten Charles Conrad, Richard Gordon und Alan Bean an Bord. Obwohl die Rakete beim Start gleich zweimal vom Blitz getroffen wird, verläuft der Start plangemäß.
- 1971: Die US-amerikanische Raumsonde Mariner 9 erreicht den Planeten Mars und schwenkt als erste irdische Sonde überhaupt in die Umlaufbahn eines anderen Planeten ein.
- 1994: In der etwa 98 Millionen Lichtjahre von der Erde entfernten Galaxie NGC 3370 im Sternbild Löwe bemerkt der Astronom S. Van Dyk eine entstandene Supernova.

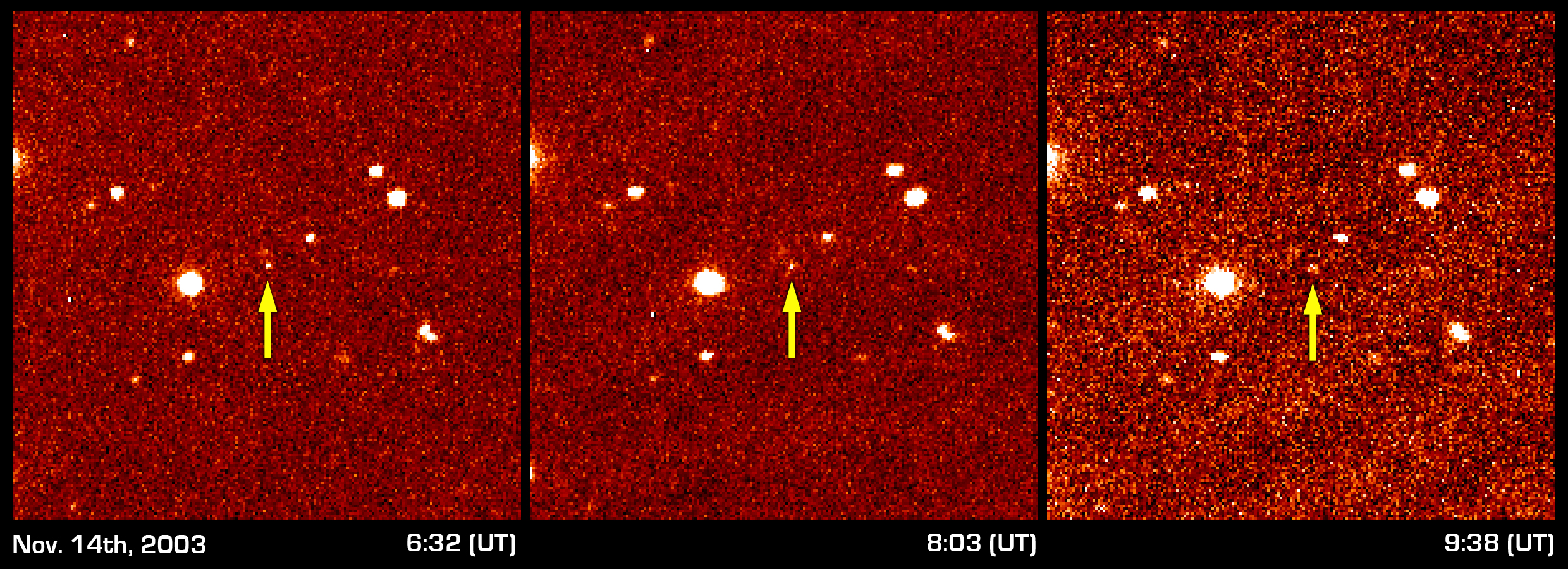
2003: Die Entdeckung von Sedna

- 2003: Mike Brown, Chad Trujillo und David Lincoln Rabinowitz entdecken den Asteroiden Sedna, ein transneptunisches Objekt, bei dem es sich möglicherweise um einen Zwergplaneten handelt.

### Kultur
- 1908: Am Theater an der Wien in Wien findet die Uraufführung der Operette Der tapfere Soldat von Oscar Straus statt.
- 1927: Das Musical Funny Face von George Gershwin wird am Alvin Theatre in New York City uraufgeführt.
- 1941: Alfred Hitchcocks Psychothriller Verdacht mit Cary Grant und Joan Fontaine wird uraufgeführt.
- 1946: Hermann Hesse bekommt den Nobelpreis für Literatur zugesprochen.
- 2024: Tag der eingelegten Gurke[1]

### Gesellschaft

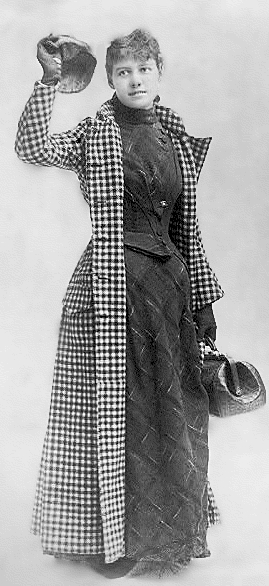
1889: Nellie Bly

- 1889: Die Reporterin Nellie Bly startet im Auftrag der New York World den Versuch, Jules Vernes Reise um die Erde in 80 Tagen tatsächlich umzusetzen. Nach der Rekordzeit von 72 Tagen kehrt sie nach New York City zurück.
- 1957: Durch den chaotischen Abbruch des Apalachin-Meeting wird der amerikanischen Öffentlichkeit erstmals ein Nachweis der Existenz eines nationalen Verbrecher-Syndikats geliefert.
- 1973: Die britische Prinzessin Anne heiratet den bürgerlichen Artilleriehauptmann Mark Phillips.

### Religion
- 1305: In Lyon wird Clemens V. zum Papst gekrönt.
- 1825: In Dublin wird die Prokathedrale der Unbefleckten Empfängnis der Hl. Jungfrau Maria eingeweiht. Der Sakralbau wird erster römisch-katholischer Bischofssitz im Vereinigten Königreich nach der Reformation.
- 1971: Schenuda III. wird als 117. Papst von Alexandrien und Patriarch der Koptischen Kirche inthronisiert.

### Katastrophen

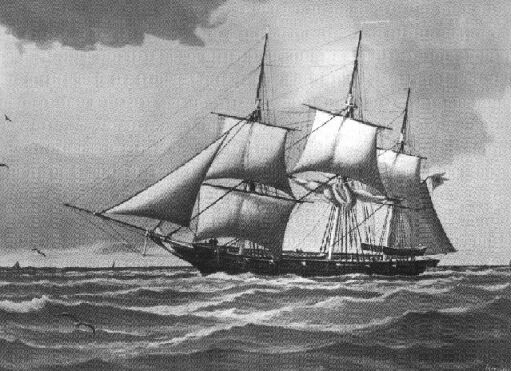
1861: Amazone

- 1861: Die Korvette Amazone der preußischen Marine geht mit ihrer gesamten Besatzung von über 100 Personen in einem Orkan vor der niederländischen Küste unter.
- 1909: Beim Untergang des Passagierschiffs La Seyne der französischen Messageries Maritimes nach der Kollision mit einem britischen Dampfer kommen 101 Passagiere und Besatzungsmitglieder ums Leben.
- 1960: Beim Eisenbahnunfall von Stéblová sterben 118 Menschen, 110 werden schwer verletzt. Dieser schwerste Eisenbahnunfall in der Geschichte der Tschechoslowakei wird wegen der herrschenden Pressezensur überwiegend totgeschwiegen.

Kleinere Unglücksfälle sind in den Unterartikeln von Katastrophe und in der Liste von Katastrophen aufgeführt.

### Sport

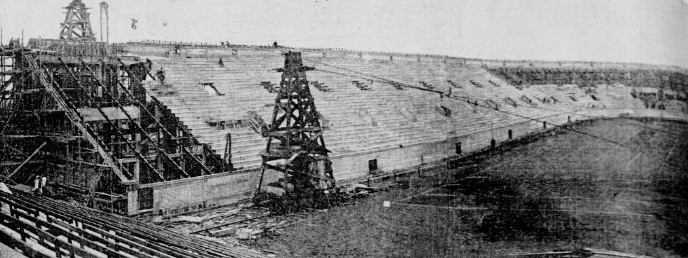
1903: Harvard Stadium

- 1903: Die Harvard University eröffnet mit ihrem Harvard Stadium eine Sportstätte in Hufeisenform, in der vorwiegend American Football gespielt wird.
- 1934: Im Highbury in London besiegt die englische Fußballnationalmannschaft den amtierenden Weltmeister Italien mit 3:2. Die mit großer Härte geführte Schlacht von Highbury wird von vielen als „echtes“ Finale der Fußball-Weltmeisterschaft 1934 angesehen, an der England nicht teilgenommen hat.
- 1966: Cassius Clay verteidigt seinen Box-WM-Titel gegen Cleveland Williams durch einen K.-O.-Sieg.
- 2010: Mit dem Sieg beim Großen Preis von Abu Dhabi schließt der 23-jährige Sebastian Vettel als neuer Formel-1-Weltmeister die Rennsaison ab.
- 2021: Australien gewinnt den siebten T20 World Cup in Oman und den Vereinigten Arabischen Emiraten, indem es im Finale Neuseeland mit 8 Wickets besiegt.

Einträge von Leichtathletik-Weltrekorden befinden sich unter der jeweiligen Disziplin unter Leichtathletik.

## Geboren

### Vor dem 18. Jahrhundert

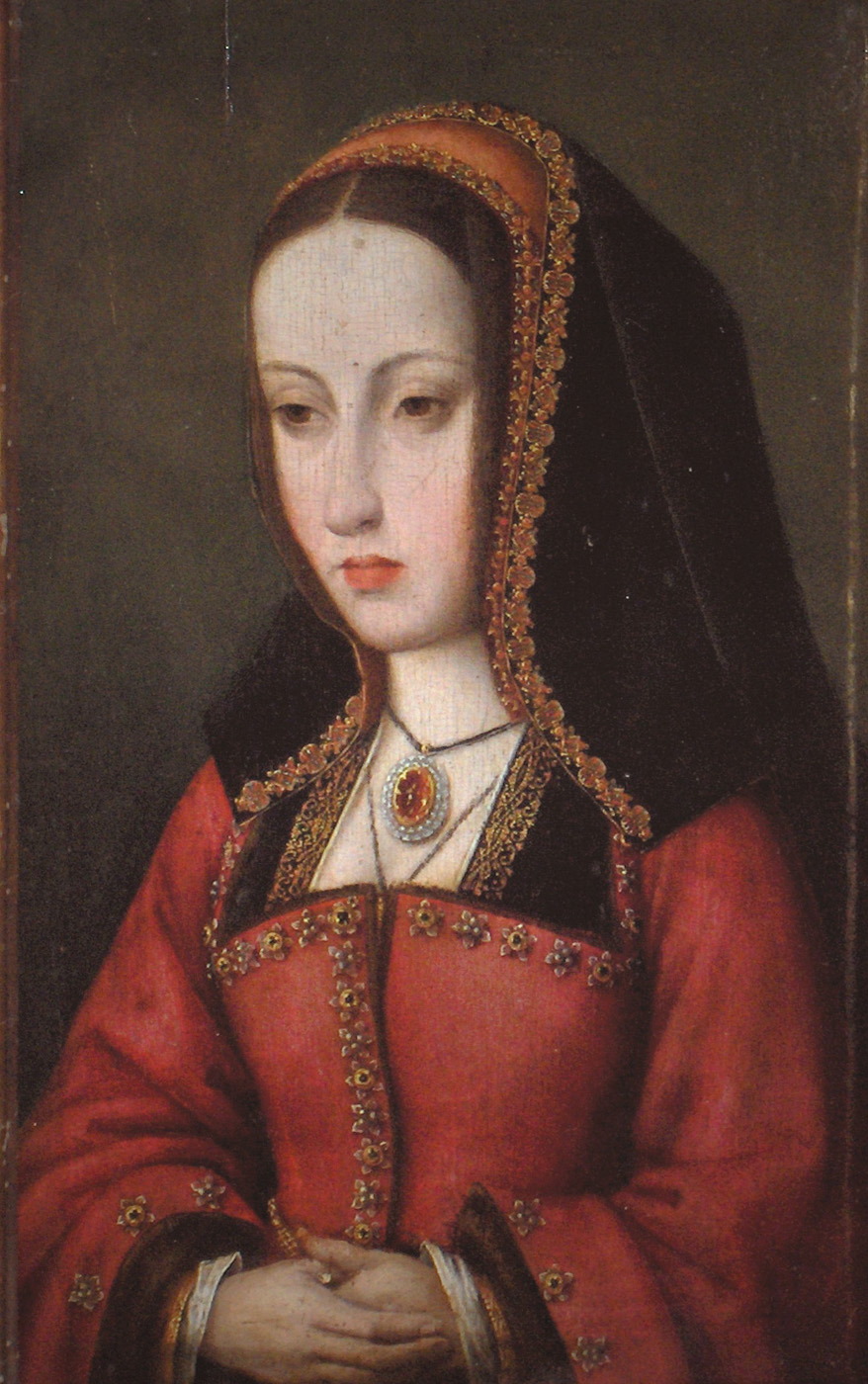
Johanna von Kastilien (* 1479)
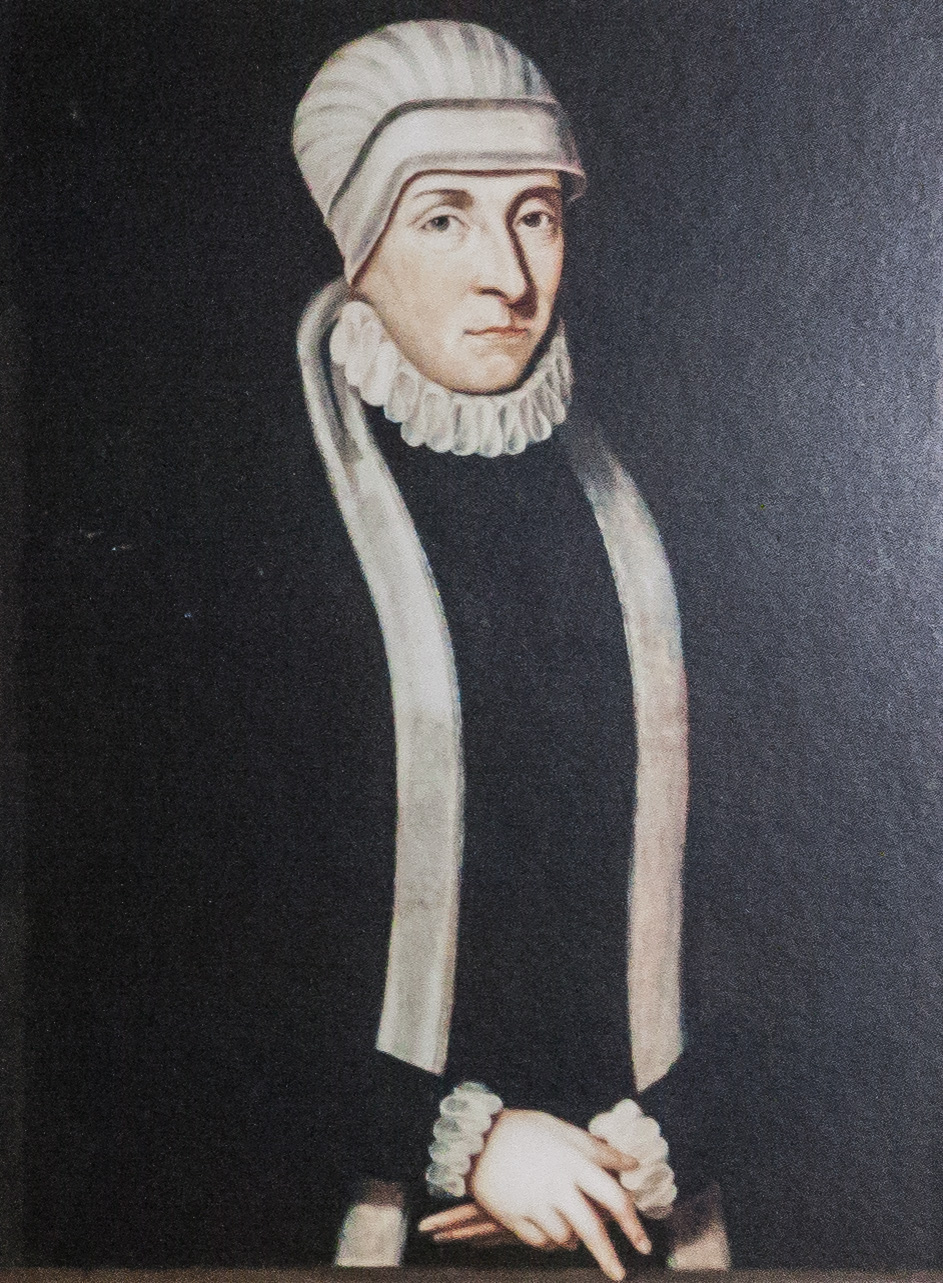
Anna von Oldenburg (* 1501)
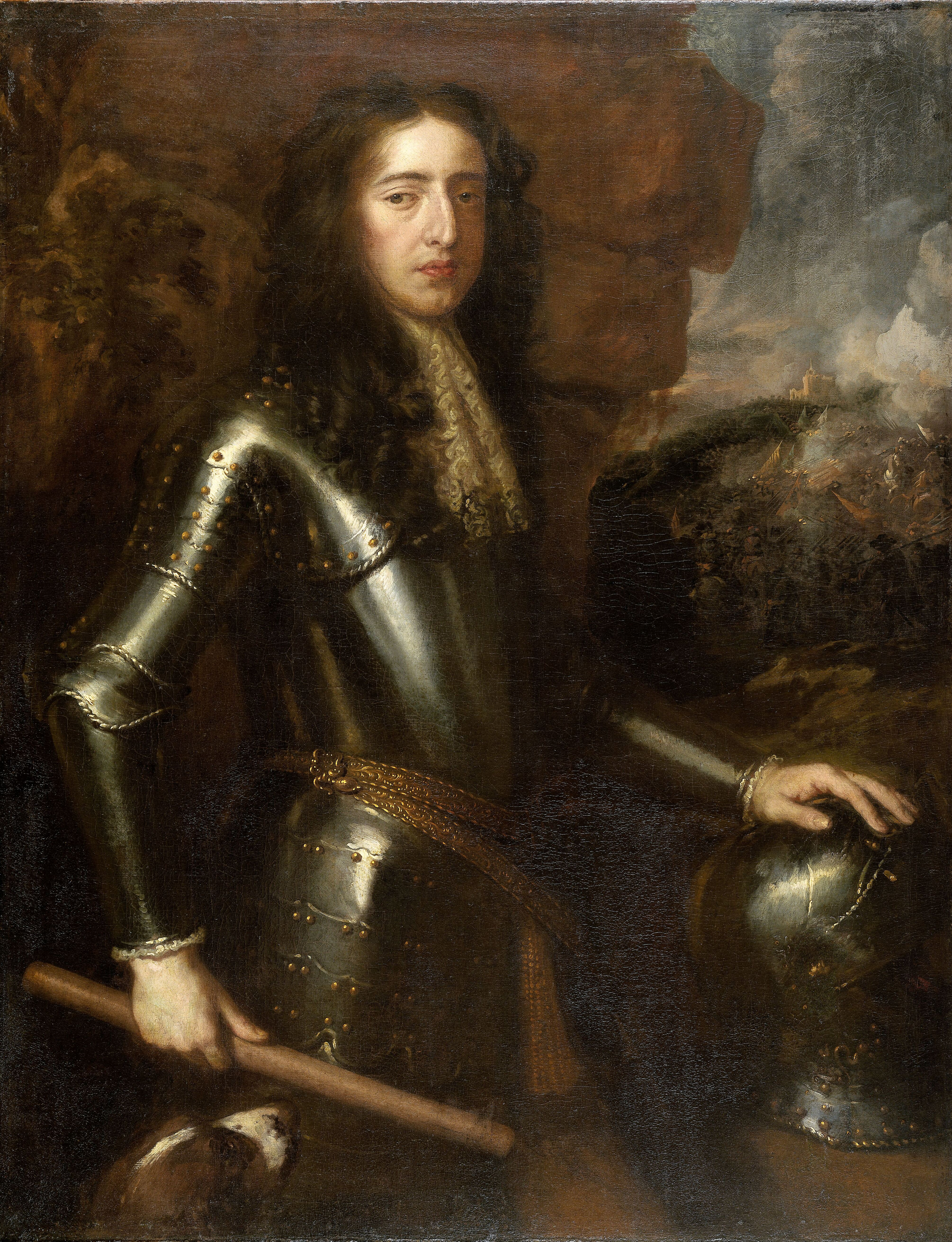
Wilhelm III. von Oranien (* 1650)
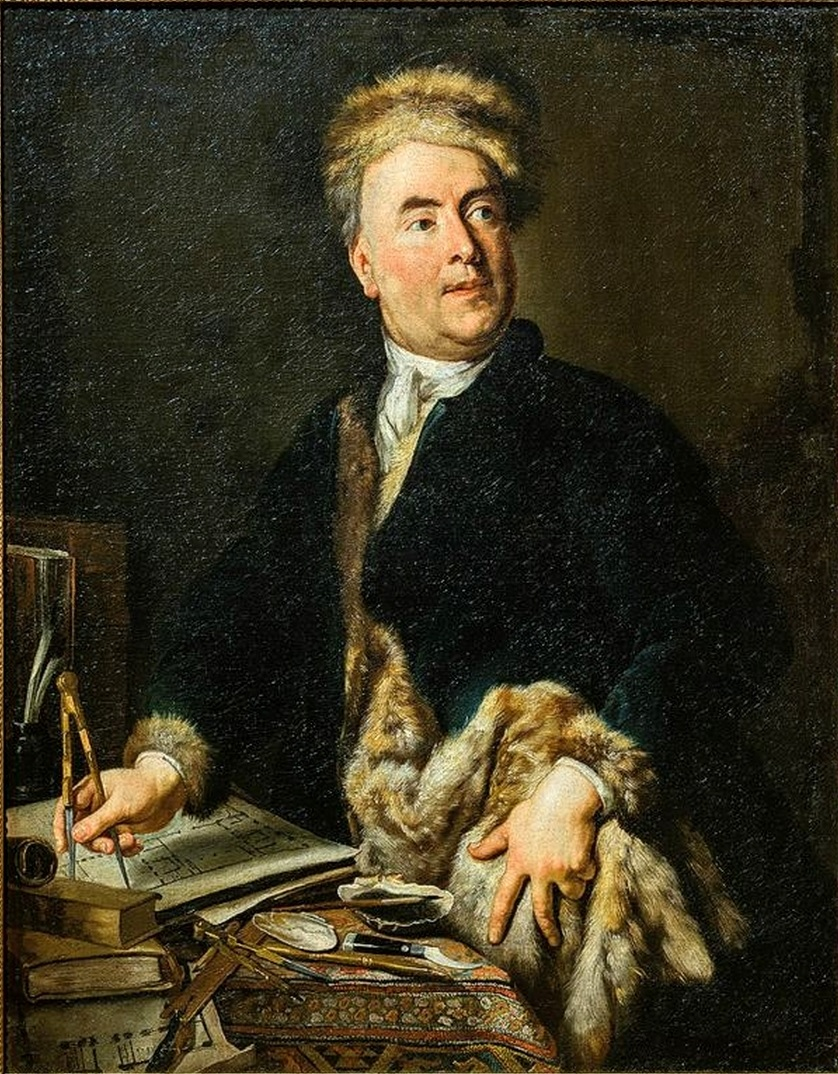
Johann Lucas von Hildebrandt (* 1668)

- 0459: Butz’aj Sak Chiik, Herrscher (Ajaw) der Maya-Stadt Palenque
- 1449: Sidonie von Böhmen, Herzogin von Sachsen und Markgräfin von Meißen
- 1479: Johanna, die Wahnsinnige, Königin von Kastilien und León
- 1487: Johann IV. von Pernstein, Oberstkämmerer und Landeshauptmann von Mähren
- 1501: Anna, Gräfin von Ostfriesland
- 1528: Jaroslav von Pernstein, böhmisch-mährischer Adliger
- 1582: Kraft zu Hohenlohe-Neuenstein-Öhringen, Graf von Hohenlohe-Neuenstein
- 1650: Wilhelm III. von Oranien, König von England
- 1668: Johann Lucas von Hildebrandt, österreichischer Barockbaumeister

### 18. Jahrhundert

Leopold Mozart (* 1719)
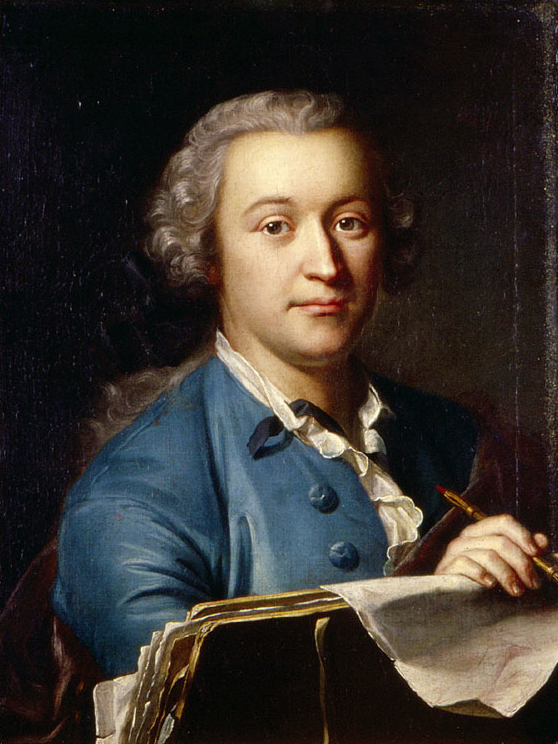
Johann Ludwig Aberli (* 1723)
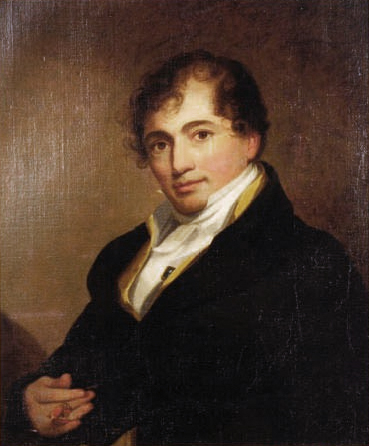
Robert Fulton (* 1765)
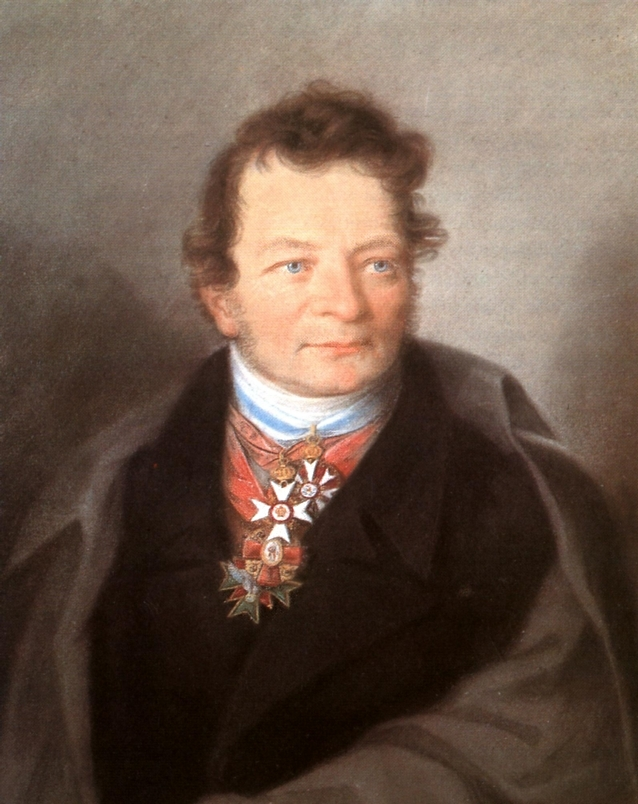
Anselm von Feuerbach (* 1775)

- 1712: Karl August, Markgraf von Baden-Durlach
- 1717: Franz Xaver Forchner, schwäbischer Maler
- 1719: Leopold Mozart, deutscher Komponist
- 1721: Friedrich Samuel Zickler, deutscher lutherischer Theologe
- 1723: Johann Ludwig Aberli, Schweizer Maler
- 1733: Jean Claude Eléonore Le Michaud d’Arçon, französischer General und Ingenieur
- 1740: Johann van Beethoven, kurkölnischer Hofmusikus, Vater von Ludwig van Beethoven
- 1745: Dominique Villars, französischer Arzt und Botaniker
- 1748: Friedrich von Dietrich, französischer Naturwissenschaftler und Bürgermeister von Straßburg
- 1760: Joachim Bernhard Nicolaus Hacker, deutscher Theologe, Poet und Schriftsteller
- 1763: Stanley Griswold, US-amerikanischer Politiker
- 1765: Robert Fulton, US-amerikanischer Ingenieur und Erfinder, Erbauer von Dampfschiffen und des U-Boots Nautilus
- 1765: François-Antoine Jecker, französischer Instrumentenbauer
- 1767: Maria Alberti, deutsche Malerin und Gründungsoberin der Clemensschwestern
- 1773: Stapleton Cotton, 1. Viscount Combermere, britischer Feldmarschall
- 1774: Gaspare Spontini, italienischer Opernkomponist und -dirigent
- 1775: Paul Johann Anselm von Feuerbach, deutscher Rechtsgelehrter, Begründer der modernen deutschen Strafrechtslehre
- 1776ː Maria Hoofman, niederländische Kunstsammlerin, Zeichnerin und Malerin
- 1777: Johann Ludwig Christian Carl Gravenhorst, deutscher Zoologe
- 1778: Johann Nepomuk Hummel, österreichischer Komponist und Pianist
- 1778: Christian von Rother, preußischer Politiker
- 1778: Heinrich Gottlieb Tzschirner, deutscher evangelischer Theologe
- 1779: Adam Oehlenschläger, dänischer Schriftsteller
- 1784: Karl Friedrich Schulz, deutscher evangelischer Kirchenliedkomponist und Musiklehrer
- 1786: Carl Andreas Naumann, deutscher Ornithologe
- 1788: Michail Petrowitsch Lasarew, russischer Marineoffizier und Admiral
- 1791: Deocar Schmid, deutscher Geistlicher und Missionar
- 1797: Charles Lyell, britischer Geologe
- 1799: Auguste Barbereau, französischer Komponist
- 1799: Carl Heinrich Behn, Bürgermeister von Altona
- 1799: Edouard Boilly, französischer Komponist

### 19. Jahrhundert

#### 1801–1850

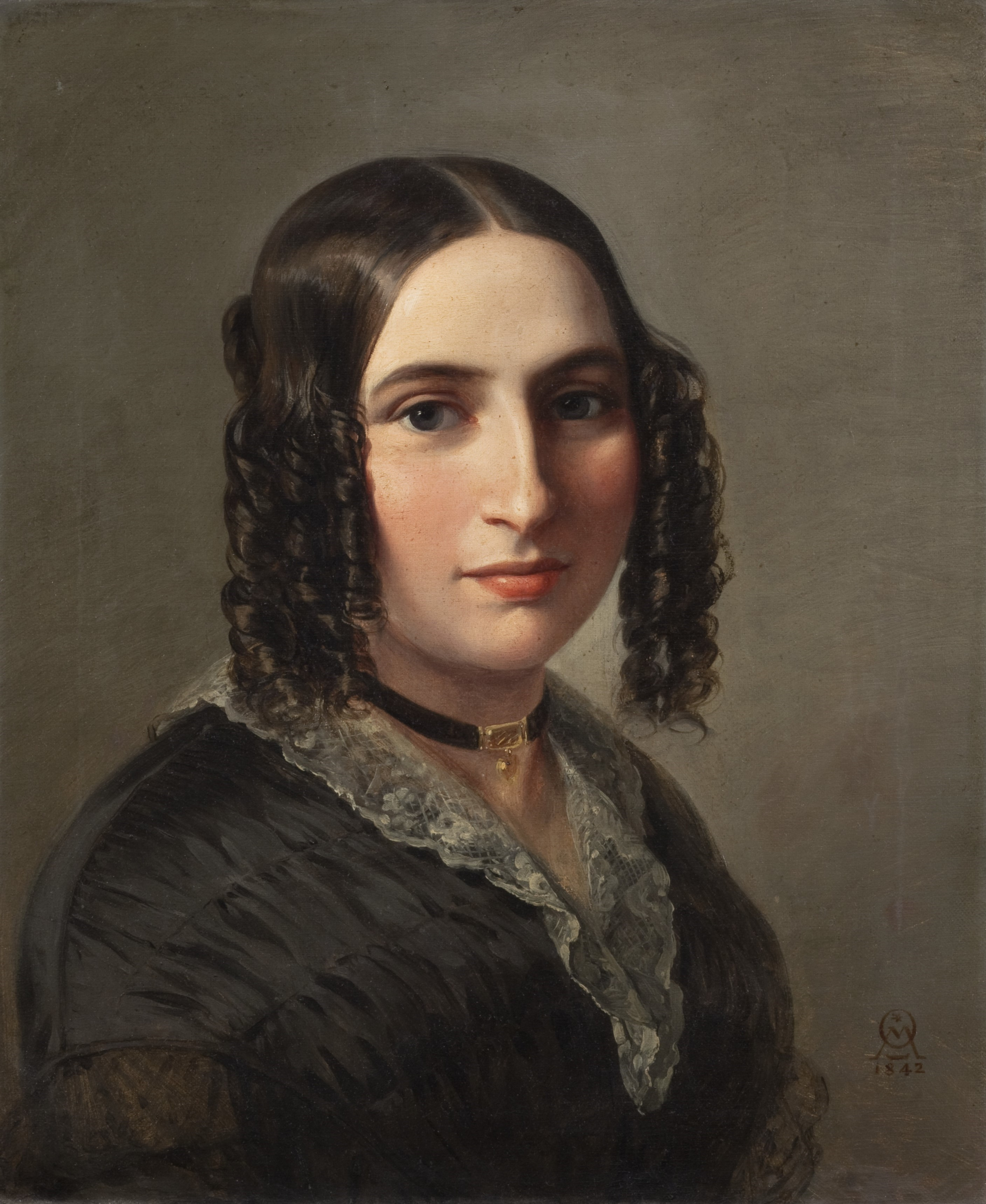
Fanny Hensel (* 1805)
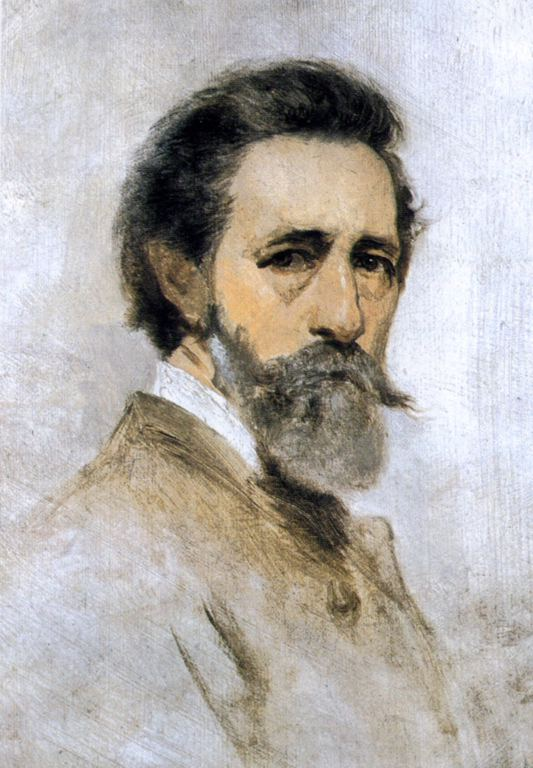
Anton Burger (* 1824)
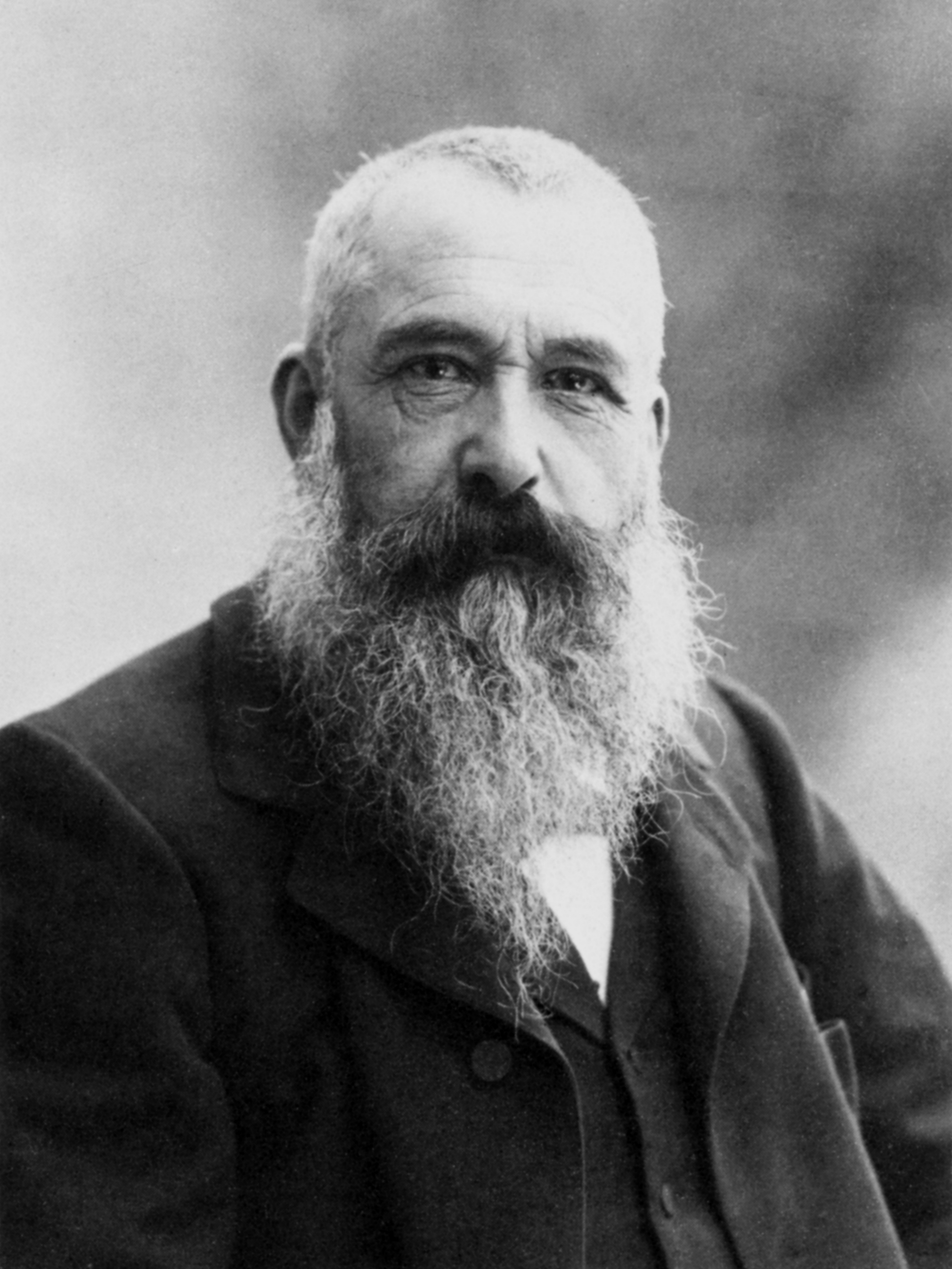
Claude Monet (* 1840)
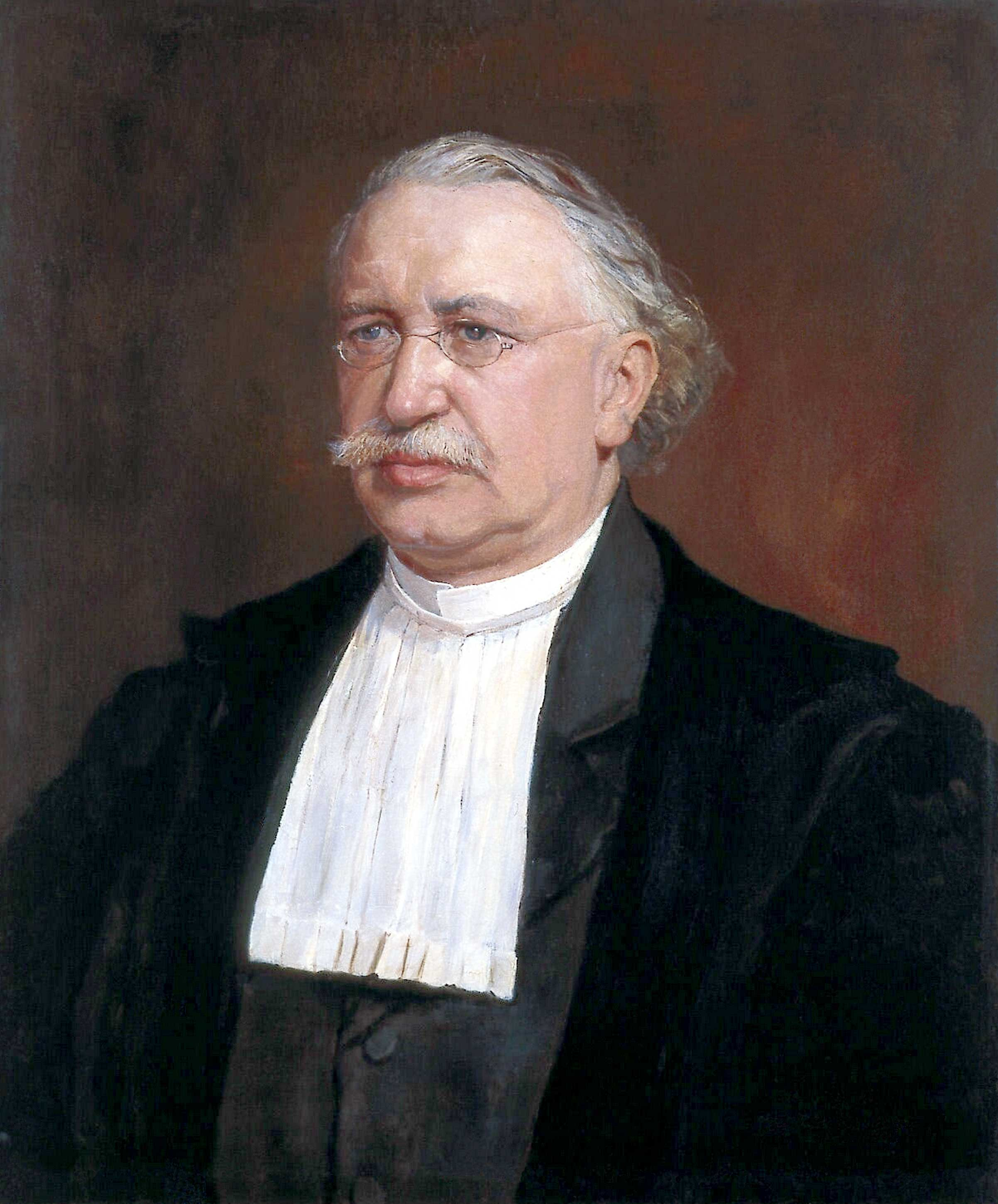
Theodor Wilhelm Engelmann (* 1843)

- 1802: August Friedrich Pott, deutscher Sprachforscher
- 1803: Jacob Abbott, US-amerikanischer Schriftsteller
- 1804: Heinrich Dorn, deutscher Komponist
- 1805: Fanny Hensel, deutsche Komponistin
- 1807: Auguste Laurent, französischer Chemiker
- 1811: Carl August Domschke, deutscher Maler, Zeichenlehrer und Professor
- 1814: Edmund Bojanowski, polnischer Ordensgründer
- 1814: Eduard Swoboda, österreichischer Maler
- 1820: Edmond Membrée, französischer Komponist
- 1821ː Louise Juta, Schwester von Karl Marx, Frau des Verlegers und Buchhändlers Jan Carel Juta
- 1824: James Mitchell Ashley, US-amerikanischer Politiker, Mitglied des Repräsentantenhauses, Gouverneur des Montana-Territoriums
- 1824: Anton Burger, deutscher Maler, Zeichner und Radierer
- 1826: Heinrich Lang, deutsch-schweizerischer Pfarrer und Theologe
- 1828: Andreas Andresen, deutscher Kunstbuchautor
- 1829: Karl Wilhelm von Kupffer, deutscher Mediziner
- 1830: Alois Czedik von Bründlsberg und Eysenberg, österreichischer Offizier, Lehrer, Beamter, Eisenbahndirektor und Politiker
- 1830: Conrad Bursian, deutscher Philologe und Archäologe
- 1831: Adolph Freiherr von La Valette-St. George, deutscher Zoologe, Anatom und Hochschullehrer
- 1837: Franz Klüsner, deutscher Prediger
- 1840: Claude Monet, französischer Maler und Hauptvertreter des Impressionismus
- 1843: Theodor Wilhelm Engelmann, deutscher Physiologe, Biologe und Zoologe
- 1844: Paul Förster, deutscher Publizist und Politiker, MdR
- 1845: Ernst Perabo, US-amerikanischer Pianist und Komponist
- 1848: Warwara Alexejewna Morosowa, russische Unternehmerin und Mäzenin
- 1849: Oskar Kopka von Lossow, preußischer Offizier und Militärschriftsteller

#### 1851–1900

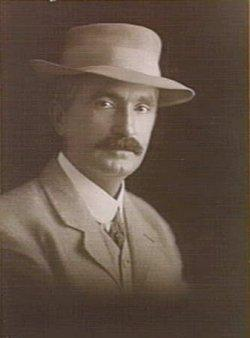
Steele Rudd (* 1868)
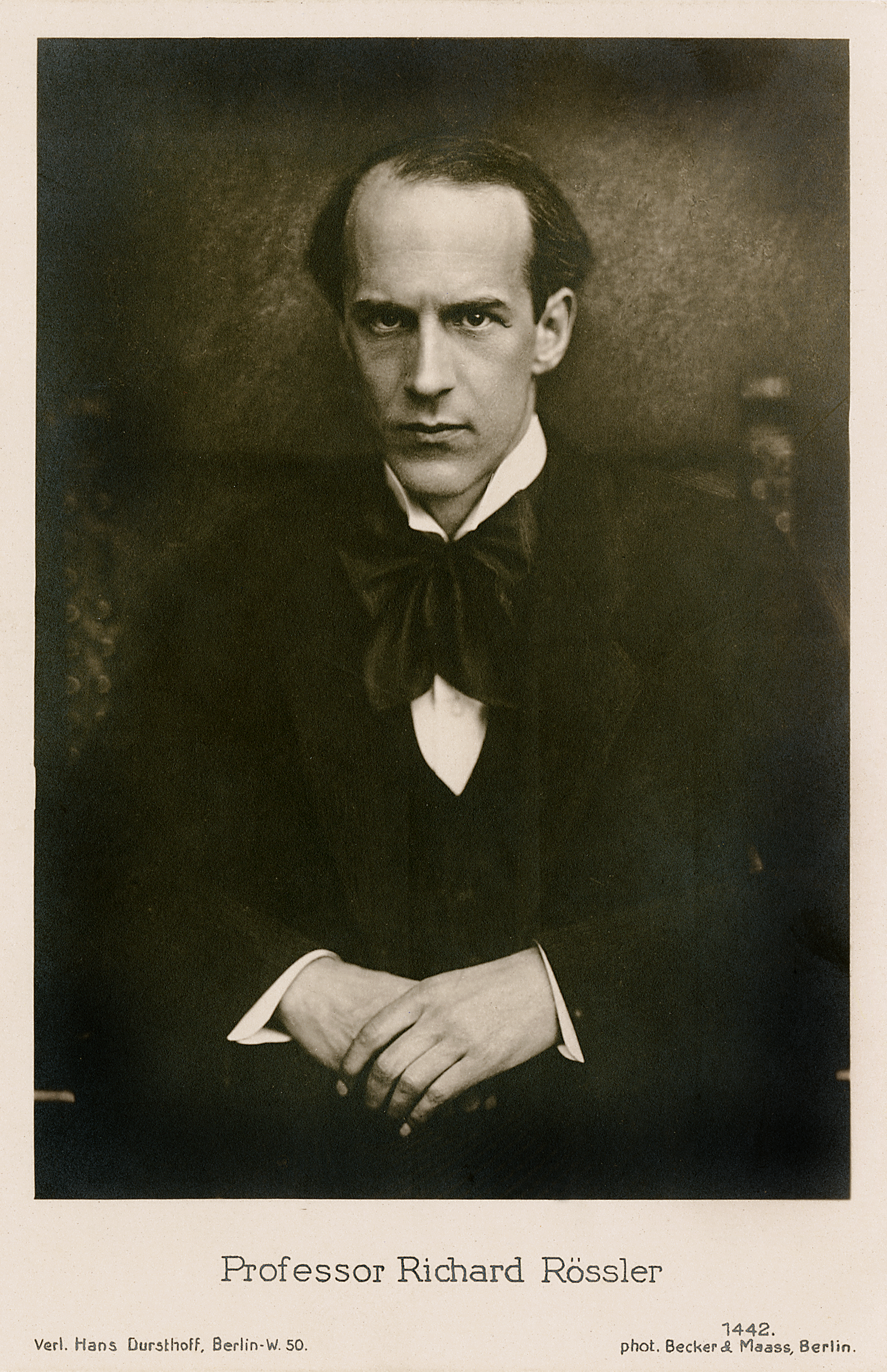
Richard Rössler (* 1880)
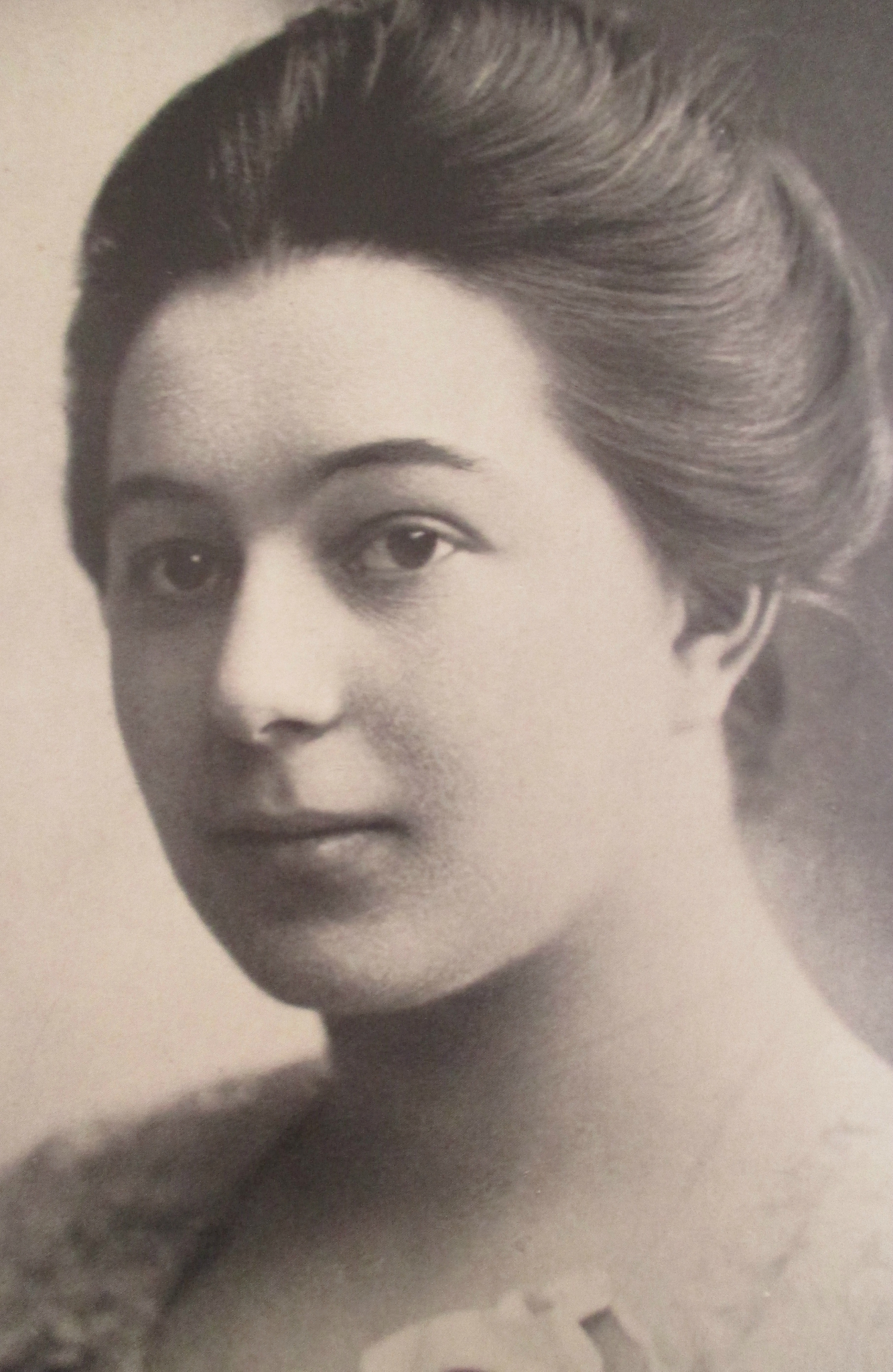
Sonia Delaunay (* 1885)
Jawaharlal Nehru (* 1889)
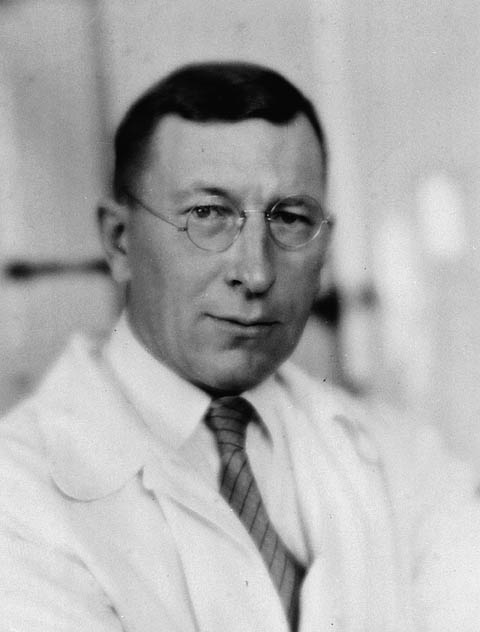
Frederick Banting (* 1891)

- 1852: Alfred Lichtwark, deutscher Kunsthistoriker, Museumsleiter und Kunstpädagoge
- 1855ː Annie Diederichsen, deutsche Schriftstellerin und Redakteurin
- 1859: Philipp Victor Achilles Andreae, deutscher Geologe und Paläontologe
- 1862: Hermann Gocht, deutscher Pfarrer und erster Sächsischer Gehörlosenseelsorger
- 1863: Leo Hendrik Baekeland, belgisch-US-amerikanischer Chemiker und Erfinder
- 1866: Leopold Andres, österreichischer General, Kartograph und Geodät
- 1867: Ottilie Pohl, deutsche Kommunalpolitikerin und Widerstandskämpferin
- 1867: Friedrich Vollmer, deutscher Klassischer Philologe
- 1868: Konrad Biesalski, deutscher Orthopäde
- 1868: Steele Rudd, australischer Schriftsteller
- 1874: William Sutherland Maxwell, kanadischer Bahai
- 1874: Johann Schober, österreichischer Beamter und Politiker, Polizeipräsident von Wien, Bundeskanzler, mehrfacher Minister
- 1875: Bruno H. Bürgel, deutscher Astronom und Schriftsteller
- 1875: Jakob Schaffner, Schweizer Schriftsteller
- 1876: Anton Aberle, deutsch-schweizerischer Architekt
- 1877: Norman Brookes, australischer Tennisspieler
- 1878: Julie Manet, französische Malerin, Kunstsammlerin und Mäzenin
- 1880: Richard Rössler, deutscher Pianist, Organist, Komponist und Musikpädagoge
- 1881: Nicholas Schenck, russisch-US-amerikanischer Filmpionier, Mitbegründer der Filmbranche in Hollywood
- 1881: René Tartara, französischer Schwimmer und Wasserballspieler, Olympiamedaillengewinner
- 1882: Norah de Kresz, englische Pianistin und Musikpädagogin
- 1883: Fritz Arnold, deutscher Kommunalpolitiker
- 1885: Sonia Delaunay-Terk, russisch-französische Malerin und Designerin
- 1887: Lajos Áprily, ungarischer Dichter und Übersetzer
- 1887: Hanna Solf, deutsche Widerstandskämpferin gegen den Nationalsozialismus
- 1887: Elisabeth Tombrock, deutsche Ordensgründerin
- 1889: Taha Hussein, arabischer Schriftsteller
- 1889: Jawaharlal Nehru, indischer Politiker und Widerstandskämpfer, erster Premierminister Indiens
- 1891: Frederick Banting, britischer Mediziner, Mitentdecker des Insulins, Nobelpreisträger
- 1891: Ted Meredith, US-amerikanischer Leichtathlet, Olympiasieger
- 1891: Josef Magnus Wehner, deutscher Schriftsteller und Bühnenautor
- 1892: Johann Surbeck, Schweizer Buchdrucker und Politiker
- 1893: Tommy Milton, US-amerikanischer Automobilrennfahrer
- 1895: Georg Aumeier, deutscher SS-Angehöriger
- 1895: Margot von Heyden-Linden, deutsche Malerin
- 1896: Mamie Eisenhower, US-amerikanische First Lady
- 1900: Aaron Copland, US-amerikanischer Komponist

### 20. Jahrhundert

#### 1901–1925

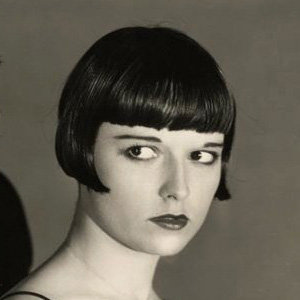
Louise Brooks (* 1906)
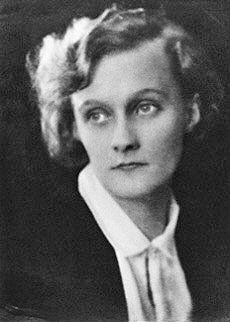
Astrid Lindgren (* 1907)
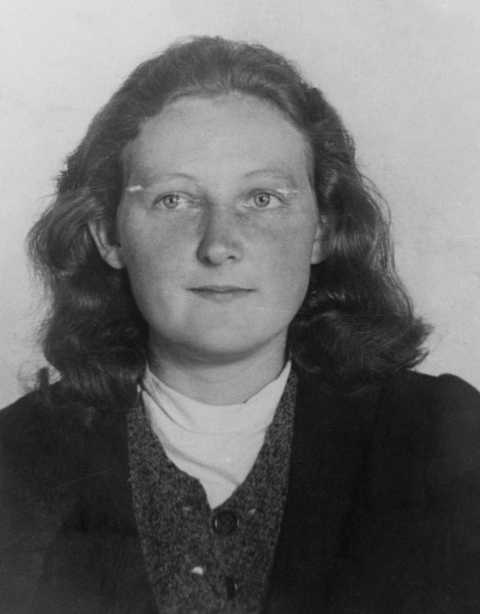
Cato Bontjes van Beek (* 1920)
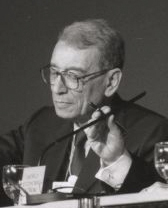
Boutros Boutros-Ghali (* 1922)

- 1902: Walter Götze, deutscher Krimineller
- 1904: Dick Powell, US-amerikanischer Schauspieler
- 1905: Giordano Aldrighetti, italienischer Motorrad- und Automobilrennfahrer
- 1905: John Henry Barbee, US-amerikanischer Musiker
- 1905: August Wenzinger, Schweizer Cellist, Gambist, Musikpädagoge und Dirigent
- 1906: Louise Brooks, US-amerikanische Schauspielerin
- 1907: Pedro Arrupe, spanischer Ordensgeneral
- 1907: Astrid Lindgren, schwedische Kinderbuchautorin
- 1907: Albert von Riccabona, österreichischer Mediziner und Hochschullehrer
- 1907: William Steig, US-amerikanischer Cartoonzeichner
- 1908: Joseph McCarthy, US-amerikanischer Senator
- 1908: Karl Schmedes, deutscher Boxer
- 1908: Wolfgang Yourgrau, US-amerikanischer Sozialpsychologe, Physiker und Journalist
- 1909ː Perle Bugnion-Secrétan, Schweizer Frauenrechtlerin
- 1910: Daniel Israel Arnon, US-amerikanischer Biologe, Biochemiker und Pflanzenphysiologe
- 1910: Eric Malpass, britischer Schriftsteller
- 1910: Silvio Angelo Pio Oddi, vatikanischer Diplomat, Kurienkardinal
- 1913: George Smathers, US-amerikanischer Politiker, Mitglied des Repräsentantenhauses, Senator
- 1914: Raúl Banfi, uruguayischer Fußballspieler
- 1914: Eric Crozier, britischer Regisseur und Librettist
- 1915: Heinrich Gross, österreichischer Psychiater
- 1915: Martha Tilton, US-amerikanische Sängerin
- 1915: Irmgard Wirth, deutsche Kunsthistorikerin
- 1916: Roger Apéry, griechisch-französischer Mathematiker
- 1917: Ansley Coale, US-amerikanischer Demograph
- 1918: John Bromwich, australischer Tennisspieler
- 1919: Honoré Bonnet, französischer Alpinskitrainer
- 1919: Günther Eckerland, deutscher Politiker, MdB
- 1919: Stephan Koren, österreichischer Wirtschaftswissenschaftler und Politiker, Bundesminister, Abgeordneter zum Nationalrat, Präsident der Oesterreichischen Nationalbank
- 1919: Rudolf Kreitlein, deutscher Fußballschiedsrichter
- 1919: Ludwig Mecklinger, deutscher Politiker, Landesminister, Minister für Gesundheitswesen der DDR, Abgeordneter der Volkskammer, Mitglied des ZK der SED
- 1920: Cato Bontjes van Beek, deutsche Widerstandskämpferin gegen den Nationalsozialismus
- 1922: Boutros Boutros-Ghali, ägyptischer Diplomat und Politiker, UN-Generalsekretär
- 1922: Veronica Lake, US-amerikanische Schauspielerin
- 1923: Alberto Madero, argentinischer Ruderer
- 1923: Ingeborg Sommer, deutsche Journalistin
- 1923: Herbert Zand, österreichischer Erzähler, Lyriker, Essayist und Übersetzer
- 1924: Billy Jim Layton, US-amerikanischer Komponist
- 1924: Rolf Schimpf, deutscher Schauspieler
- 1925ː Ruth Kallies, deutsche Sachbuchautorin
- 1925: Helmut Hofmann, deutscher Boxer
- 1925ː Carola Stern, deutsche Publizistin und Journalistin

#### 1926–1950

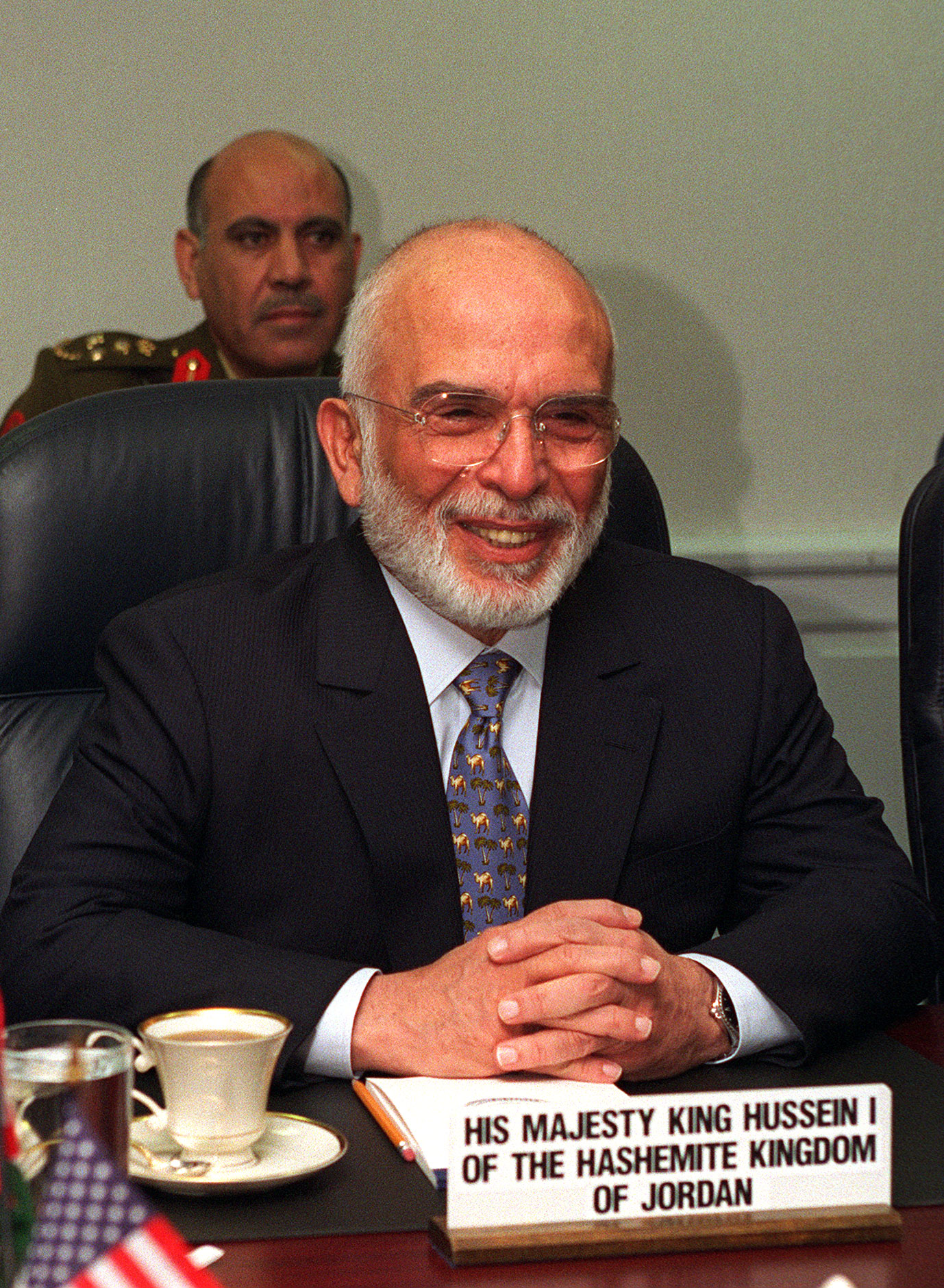
Hussein I. (* 1935)
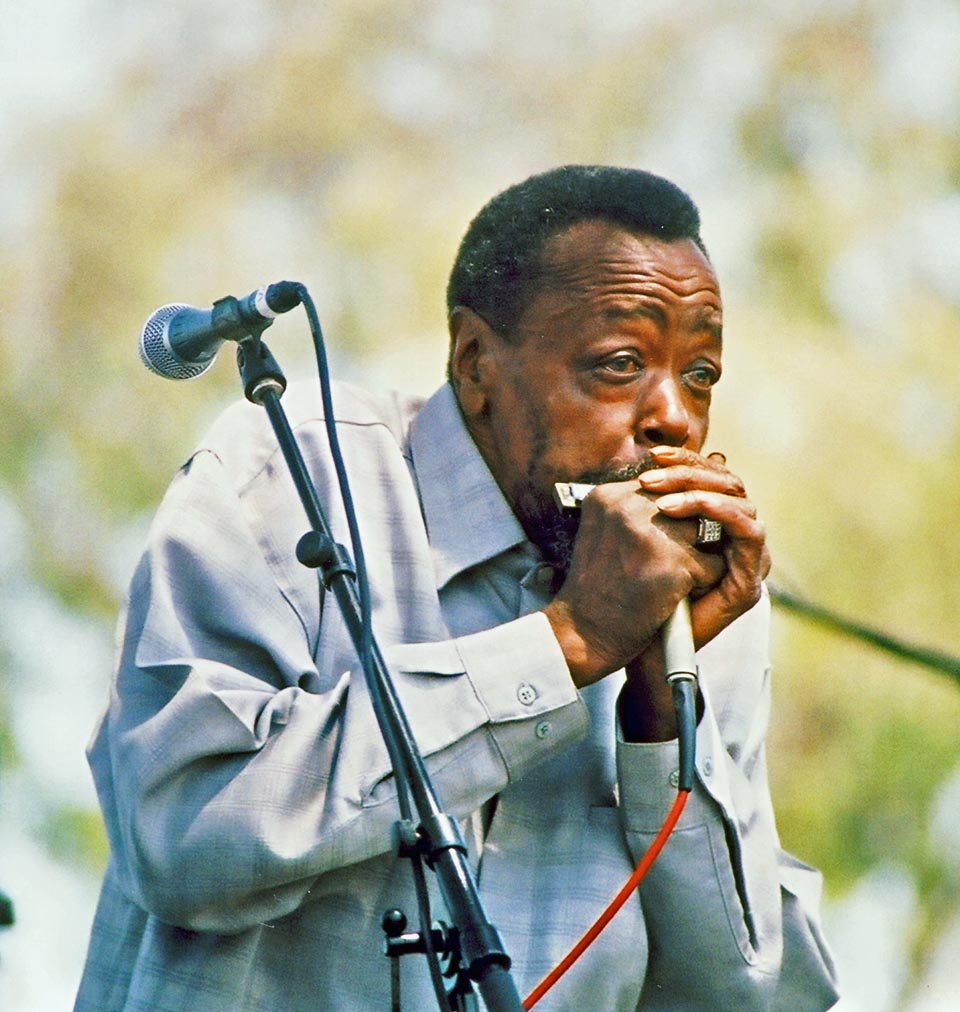
Carey Bell (* 1936)
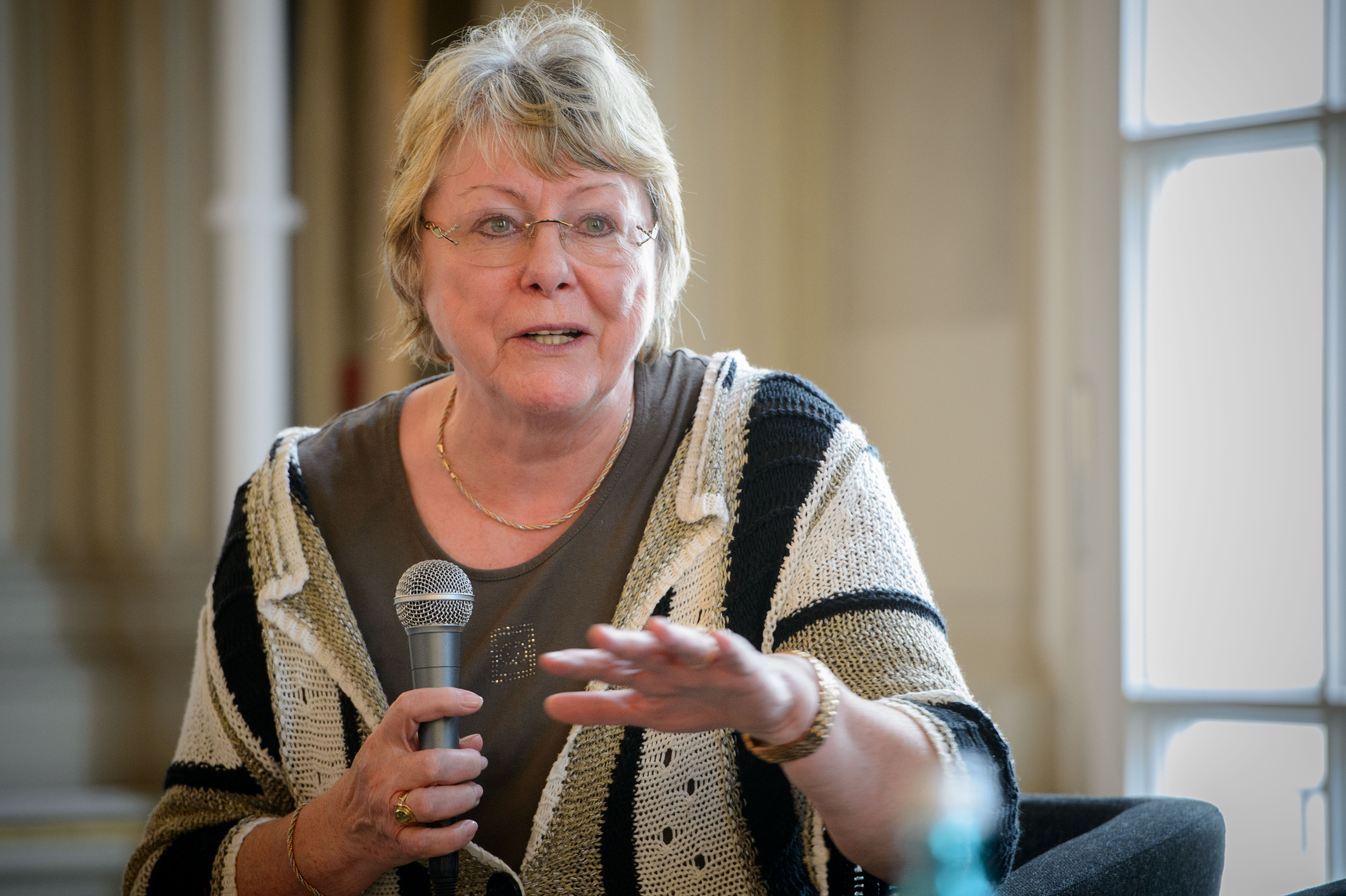
Barbara Junge (* 1943)
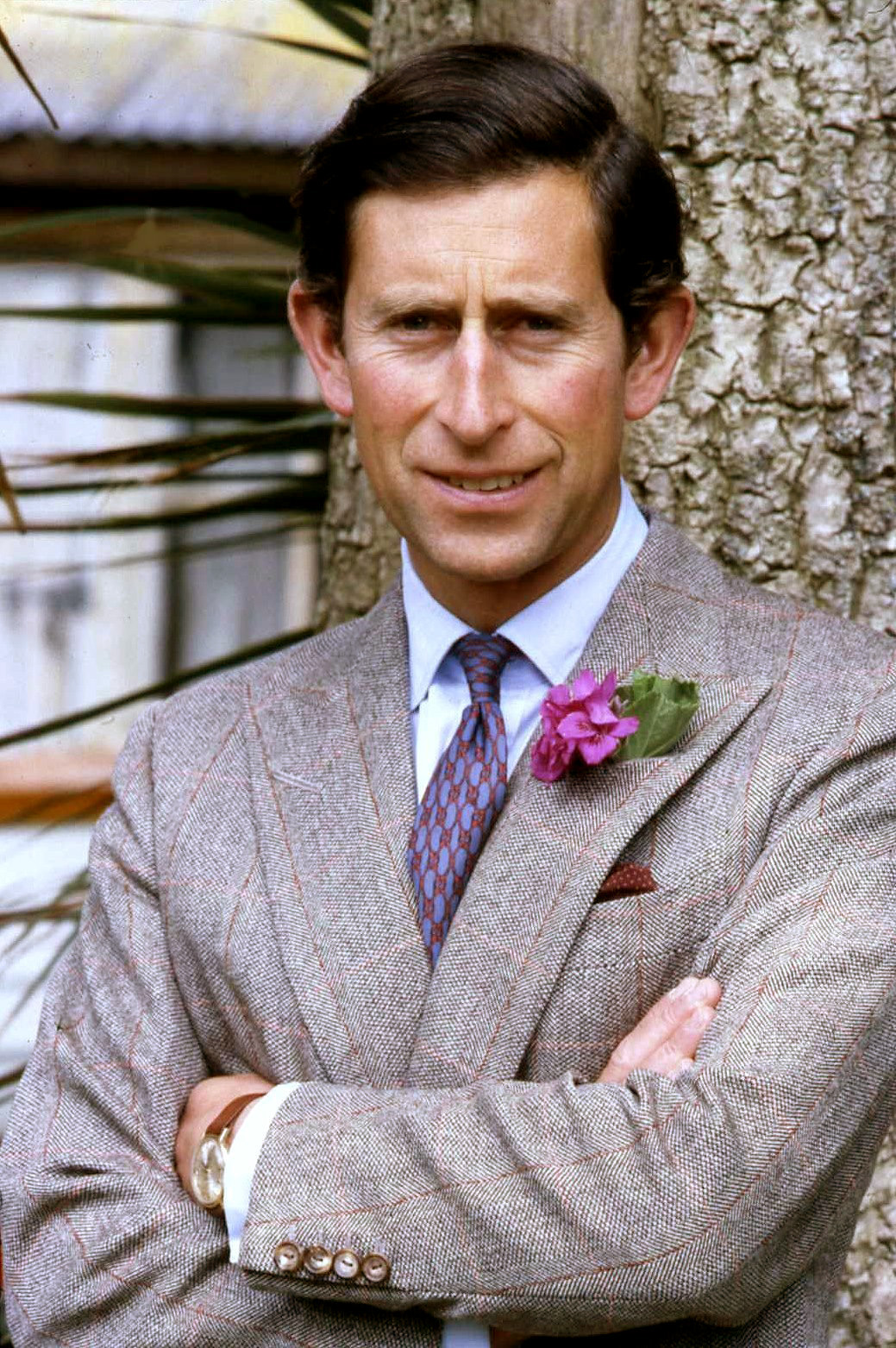
Charles III. (* 1948)
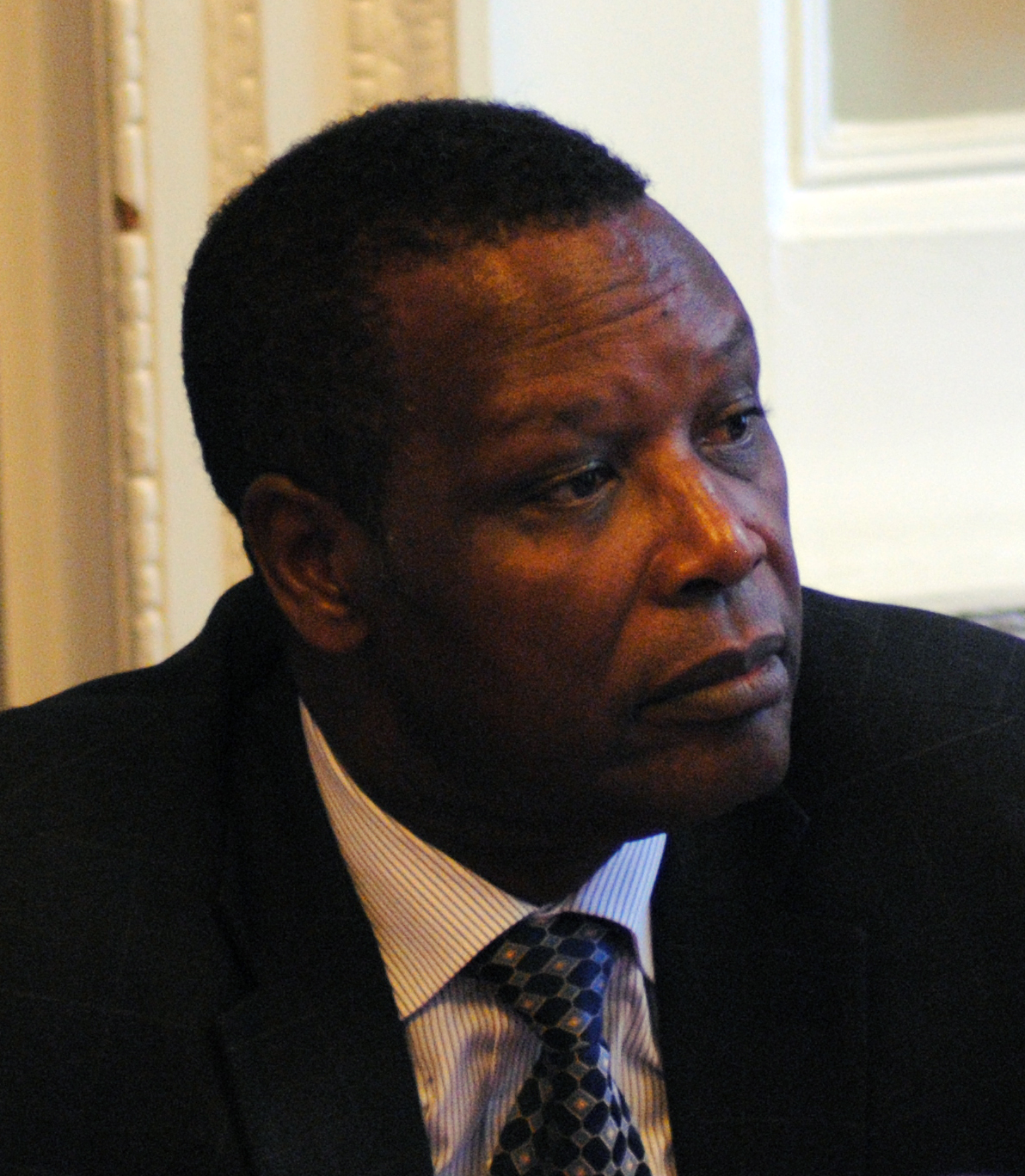
Pierre Buyoya (* 1949)

- 1926: Leonie Rysanek, österreichische Opernsängerin (Sopran)
- 1927: Oliver Colbentson, US-amerikanischer Geiger und Musikpädagoge
- 1927: Narciso Yepes, spanischer Gitarrist und Komponist
- 1929: Horst Janssen, deutscher Zeichner
- 1929: McLean Stevenson, US-amerikanischer Schauspieler
- 1930: Pierre Bergé, französischer Unternehmer und Mäzen
- 1930: Jörg Jannings, deutscher Regisseur und Hörspielleiter des RIAS
- 1930: Monique Mercure, kanadische Schauspielerin
- 1930: Jānis Pujats, lettischer Priester, Erzbischof von Riga, Kardinal
- 1930: Edward H. White, US-amerikanischer Astronaut
- 1931: Norman Freeman, US-amerikanischer Regattasegler
- 1932: Zbigniew Gostomski, polnischer Maler, Schauspieler und Fotograf
- 1932: Gunter Sachs, deutsch-schweizerischer Fotograf, Filmregisseur, Kunstsammler, Astrologe und Playboy
- 1932: Ramon Zupko, US-amerikanischer Komponist
- 1933: Jack Walsh, US-amerikanischer Schauspieler
- 1935: Steve Andreas, US-amerikanischer Psychologe und Gestalttherapeut
- 1935: Hussain I., König von Jordanien
- 1935: Kurt H. Illi, Verkehrsdirektor von Luzern
- 1936: Carey Bell, US-amerikanischer Blues-Musiker
- 1936: Freddie Garrity, britischer Sänger und Songschreiber
- 1936: Rubén Héctor Sosa, argentinischer Fußballspieler
- 1937: Vittorio Adorni, italienischer Radrennfahrer, Weltmeister
- 1937: Marion Créhange, französische Informatikerin
- 1938: Horst Köhler, deutscher Dressurreiter
- 1938: Karla Schneider, deutsche Schriftstellerin
- 1939: Wendy Carlos, US-amerikanische Musikerin
- 1939: Carl-Heinz Rühl, deutscher Fußballspieler, -trainer und -manager
- 1939: Rudolf Thome, deutscher Regisseur
- 1940: David Henry Auston, US-amerikanischer Physiker
- 1940: Bruno Åvik, schwedischer Skilangläufer
- 1941: Dieter Kühr, deutscher Pädagoge und Klarinettist
- 1942: Klaus Beer, deutscher Leichtathlet und Leichtathletiktrainer, Olympiamedaillengewinner
- 1943: Rafael Leonardo Callejas, honduranischer Ökonom und Politiker, Staatspräsident
- 1943: Jim Cantalupo, US-amerikanischer Unternehmer, Chef von McDonald’s
- 1943: Johnny Hansen, dänischer Fußballspieler
- 1943ː Barbara Junge, deutsche Dokumentarfilmregisseurin
- 1943: Günther Kuhn, deutscher Politiker
- 1943: Miklós Maros, ungarischer Komponist
- 1943: Peter Norton, US-amerikanischer Software-Entwickler und Unternehmer
- 1944: Karen Armstrong, britische Religionswissenschaftlerin
- 1946: Jay Ungar, US-amerikanischer Fiddlespieler und Komponist
- 1948: Hartwig Fischer, deutscher Politiker, MdL, MdB
- 1948: Charles III., König des Vereinigten Königreichs Großbritannien und Nordirland
- 1948: Helga Kromp-Kolb, österreichische Meteorologin und Klimaforscherin
- 1948: Kristina Lugn, schwedische Dramatikerin
- 1948: Eva Paskuy, deutsche Handballspielerin, Olympiamedaillengewinnerin
- 1949: Raúl Di Blasio, argentinischer Pianist
- 1949: Pierre Buyoya, burundischer Politiker, Staatspräsident
- 1949: Paul Engel, österreichischer Komponist und Dirigent

#### 1951–1975

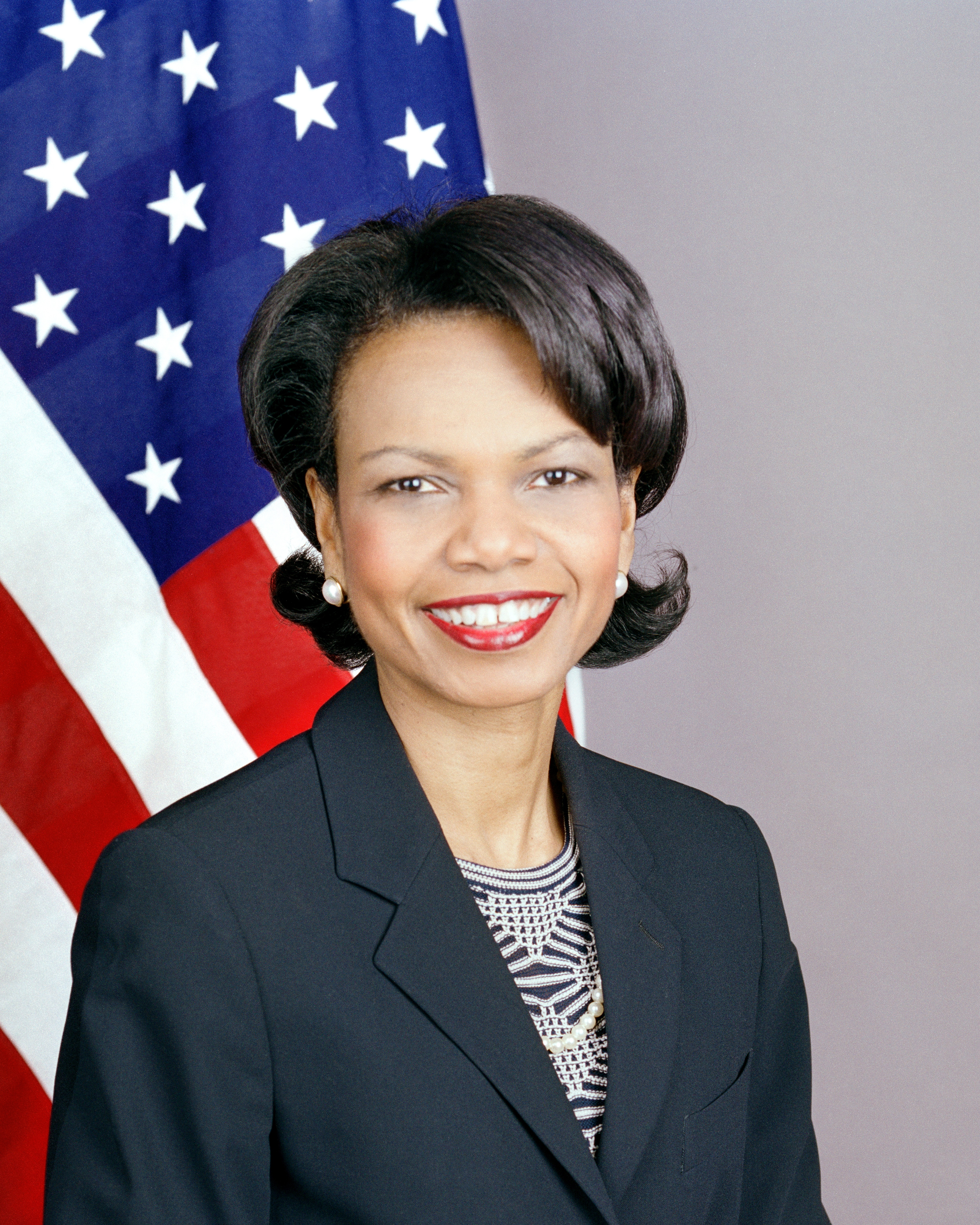
Condoleezza Rice (* 1954)
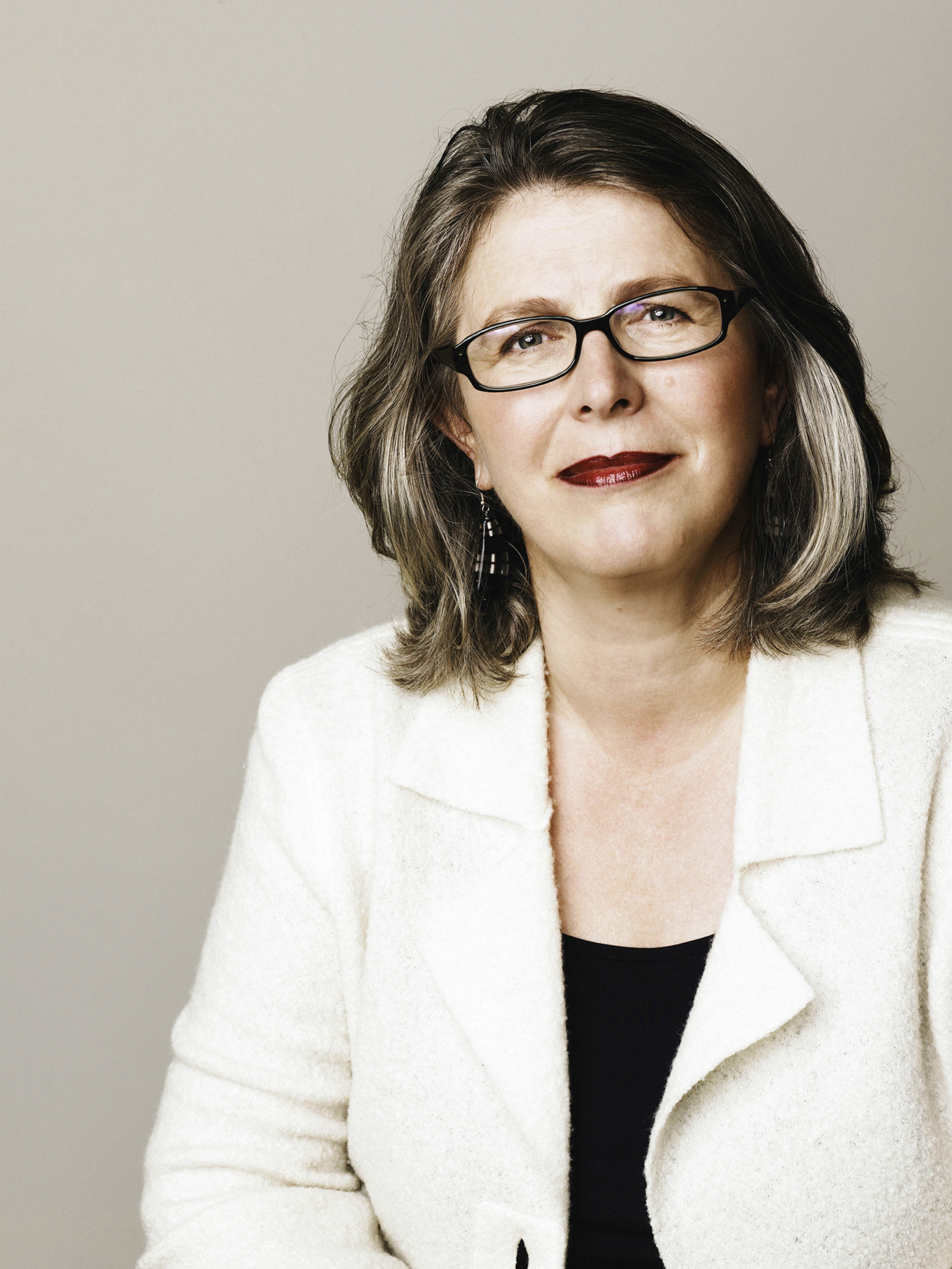
Terezija Stoisits (* 1958)
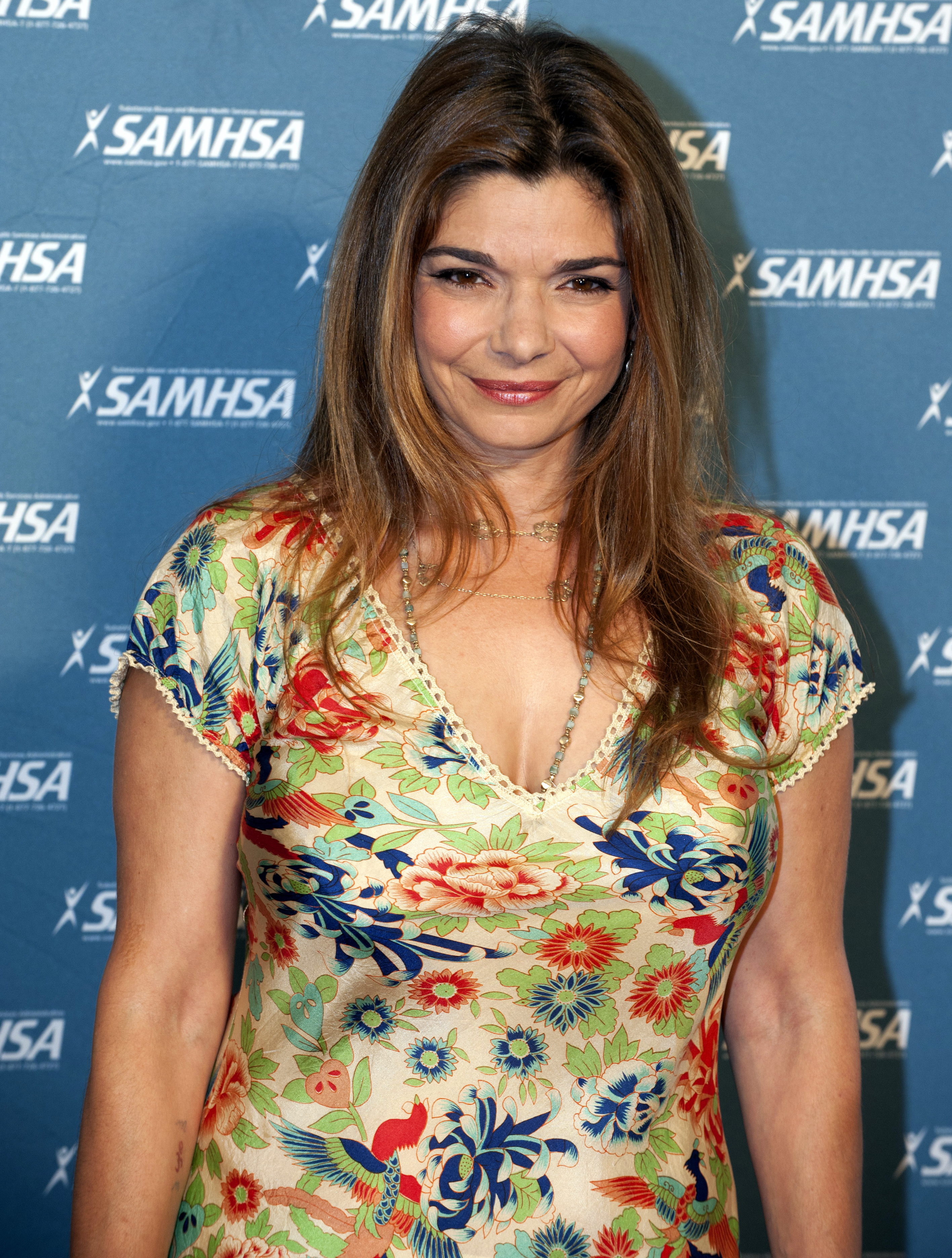
Laura San Giacomo (* 1962)
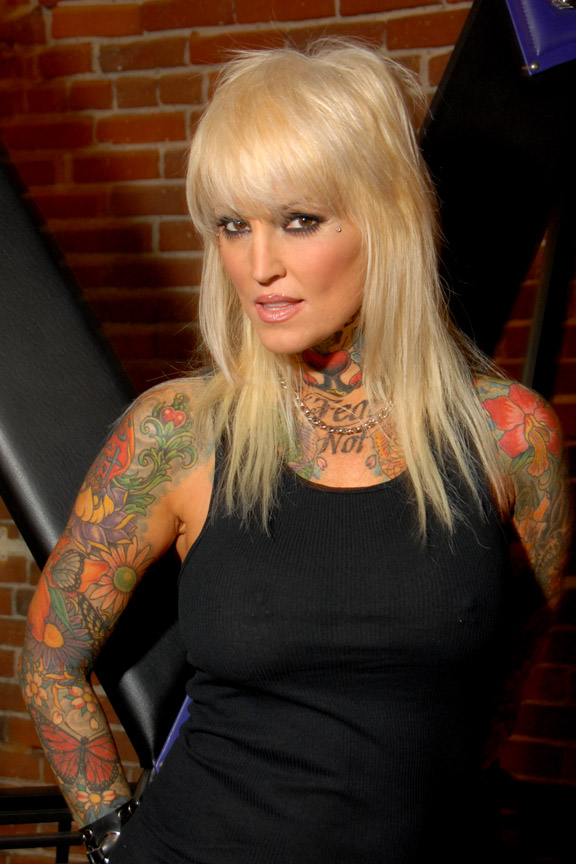
Janine Lindemulder (* 1968)

- 1951: Frankie Banali, US-amerikanischer Rockmusiker
- 1951: Alec John Such, US-amerikanischer Bassist
- 1951: Jacob Ter Veldhuis, niederländischer Komponist
- 1951: Matthias Weigold, deutscher Autor und Regisseur
- 1952: Maria Kliegel, deutsche Cellistin
- 1952: Pascal Pessiot, französischer Autorennfahrer und Unternehmer
- 1952: Manfred Schmid, deutscher Jurist
- 1953: Ludwig Dornauer, österreichischer Schauspieler und Autor
- 1953: Sorin Lerescu, rumänischer Komponist
- 1953: Herbert Neumann, deutscher Fußballspieler und -trainer
- 1954: Anson Funderburgh, US-amerikanischer Blues-Gitarrist
- 1954: Bernard Hinault, französischer Radrennfahrer
- 1954: Rudolf Holze, deutscher Chemiker und Hochschullehrer
- 1954: Fritz Rudolf Körper, deutscher Politiker, MdL, MdB
- 1954: Condoleezza Rice, US-amerikanische Außenministerin
- 1955: Matthias Herget, deutscher Fußballspieler
- 1955: Werner Siebler, deutscher Gewerkschafter, Postbote und Opfer des Radikalenerlasses
- 1956: Peter R. de Vries, niederländischer investigativer Journalist
- 1955: Galina Stepanowa, sowjetische Ruderin
- 1957: Frank Affolter, niederländischer Pianist und Komponist
- 1957: Wolfgang Hoppe, deutscher Bobfahrer
- 1957: Nicholas Lens, belgischer Komponist
- 1958: Hans Aurenhammer, österreichischer Kunsthistoriker
- 1958: Ingrīda Latimira, lettische Politikerin
- 1958: Olivier Marchal, französischer Schauspieler, Regisseur und Drehbuchautor
- 1958: Terezija Stoisits, österreichische Politikerin
- 1958: Jaan Undusk, estnischer Schriftsteller und Literaturwissenschaftler
- 1959: Paul Albert Attanasio, US-amerikanischer Drehbuchautor und Filmproduzent
- 1959: Antoine Duléry, französischer Schauspieler
- 1960: Elias Bierdel, Vorsitzender der Hilfsorganisation Cap Anamur/Deutsche Notärzte e. V.
- 1960: Bernard Brandt, Schweizer Freestyle-Skier
- 1960: Francesco Schettino, italienischer Kapitän
- 1960: Claudio Schiavoni, italienischer Autorennfahrer
- 1961: Jurga Ivanauskaitė, litauische Schriftstellerin
- 1961: Daniel Bernard Sweeney, US-amerikanischer Schauspieler
- 1962: Laura San Giacomo, US-amerikanische Schauspielerin
- 1962ː Atsuko Tanaka, japanische Synchronsprecherin
- 1963: Matthias Kupfer, deutscher Schauspieler
- 1963: Anno Saul, deutscher Filmregisseur
- 1965: Alexander Petritz, österreichischer Architekt und Stadtplaner
- 1966: Yan Maresz, monegassisch-französischer Komponist
- 1966: Petra Rossner, deutsche Radrennfahrerin
- 1967: Simone Brand, deutsche Politikerin
- 1968: Janine Lindemulder, US-amerikanische Pornodarstellerin
- 1969: Greg Andrusak, kanadischer Eishockeyspieler
- 1969: Isabelle Attard, französische Politikerin
- 1969: Rino Mastronardi, italienischer Autorennfahrer
- 1969: Butch Walker, US-amerikanischer Sänger und Songwriter
- 1970: Erik Bo Andersen, dänischer Fußballspieler
- 1970: Silvia Rieger, deutsche Leichtathletin
- 1971: Adam Gilchrist, australischer Cricketspieler
- 1972: Peter Brugger, deutscher Sänger und Gitarrist
- 1972: Josh Duhamel, US-amerikanischer Schauspieler
- 1972: Edyta Górniak, polnische Sängerin
- 1972: Sanne Schnapp, deutsche Schauspielerin
- 1972: Laurence Tieleman, italienischer Tennisspieler
- 1973: Matt Cedeño, US-amerikanischer Schauspieler
- 1973: Patrice Gay, französischer Autorennfahrer
- 1974: Michael Gwosdz, deutscher Politiker, MdL
- 1974: Vutthikorn Inthraphuvasak, thailändischer Unternehmer und Autorennfahrer
- 1974: Karsten Wöhler, deutscher Handballspieler und -funktionär
- 1975: Travis Barker, US-amerikanischer Schlagzeuger (blink-182)
- 1975: Frédéric Covili, französischer Skirennläufer
- 1975: Jens Kipper, deutscher Schauspieler und Regisseur
- 1975: Gabriela Szabo, rumänische Leichtathletin, Olympiasiegerin
- 1975: Gary Vaynerchuk, US-amerikanischer Multiunternehmer

#### 1976–2000

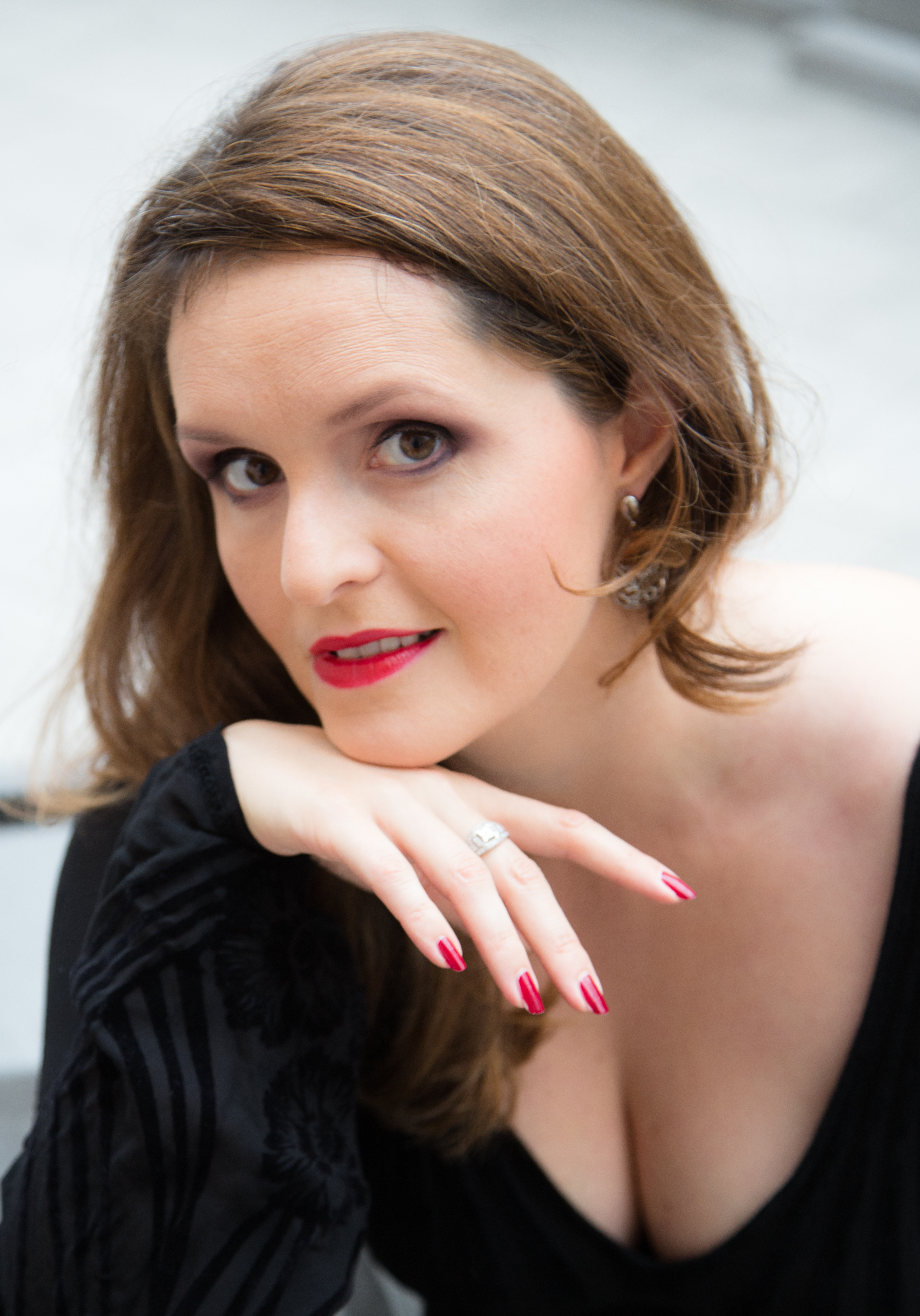
Sandra Trattnigg (* 1976)
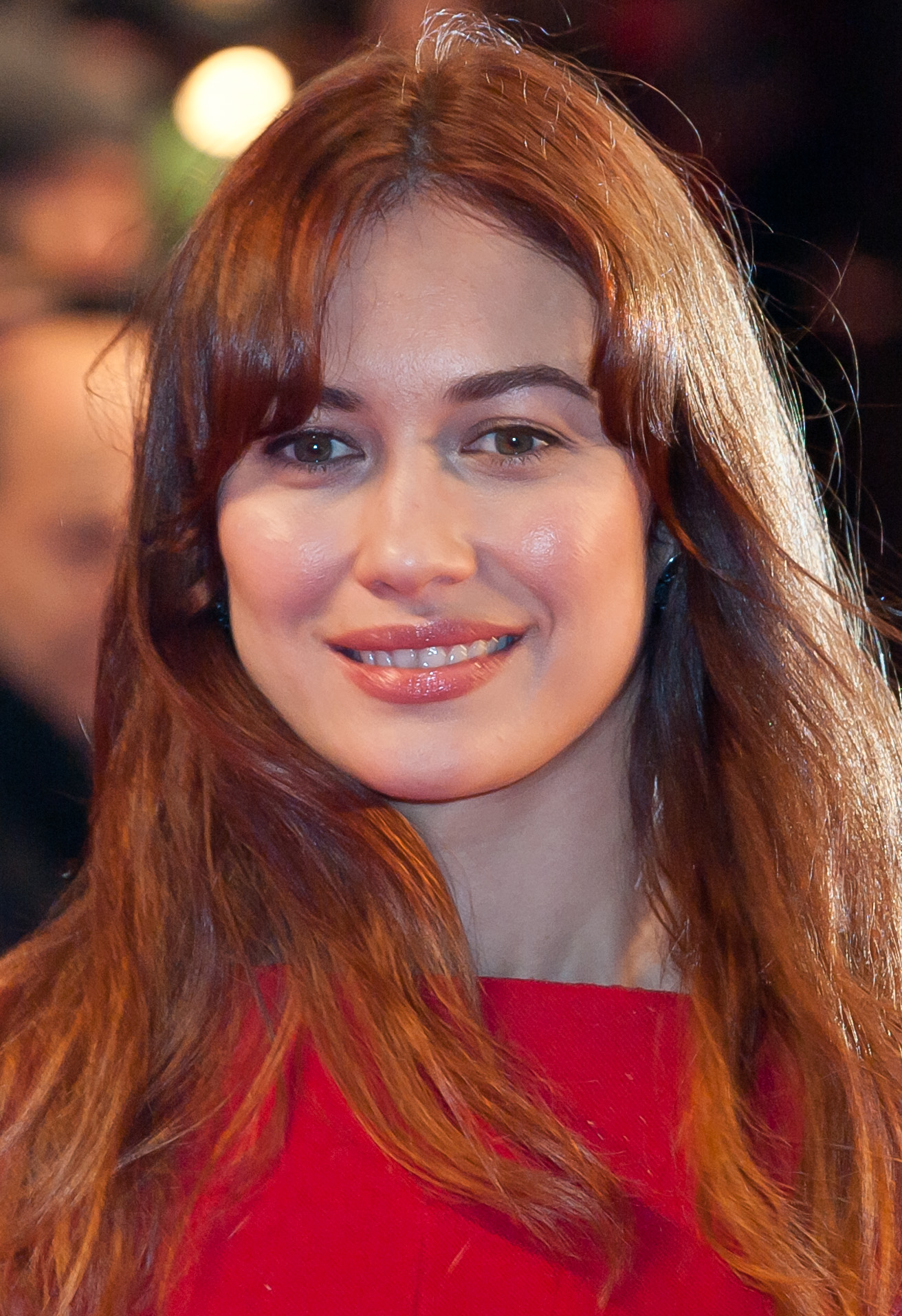
Olga Kurylenko (* 1979)
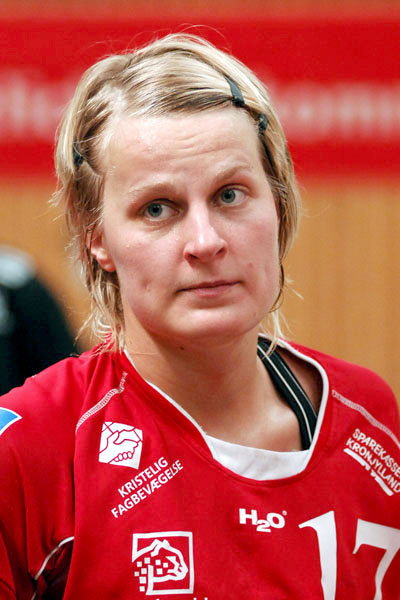
Nina Müller (* 1980)
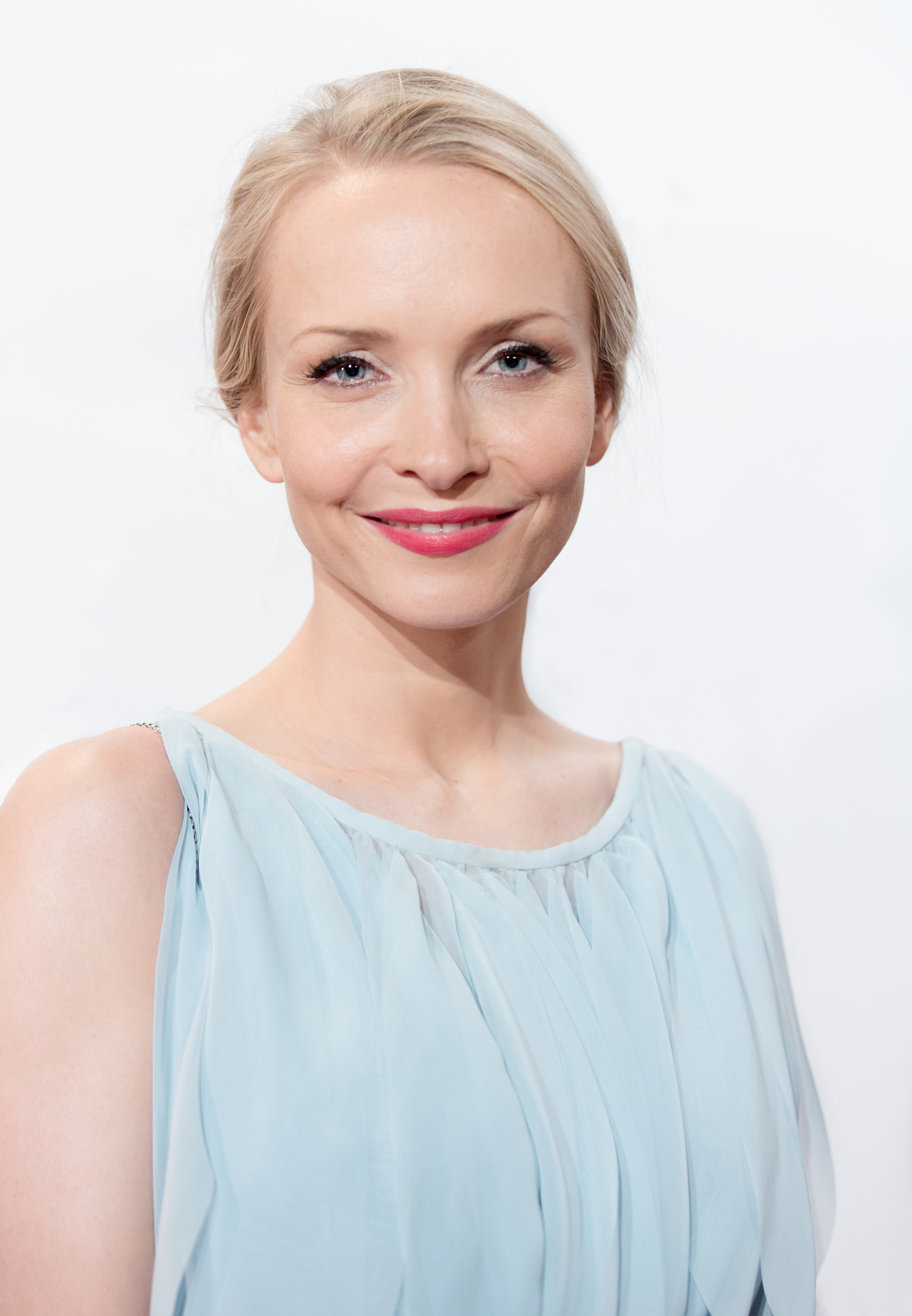
Janin Ullmann (* 1981)

- 1976: Ricardo Andorinho, portugiesischer Handballspieler
- 1976: František Čermák, tschechischer Tennisspieler
- 1976: Sandra Trattnigg, österreichische Opern- und Konzertsängerin (Sopran)
- 1977: Lucio Amanti, kanadischer Musiker und Komponist
- 1977: Vanessa Blumhagen, deutsche Journalistin
- 1978: Michala Banas, australisch-neuseeländische Schauspielerin und Sängerin
- 1979: Vitalij Aab, russisch-deutscher Eishockeyspieler
- 1979: Mavie Hörbiger, deutsche Schauspielerin
- 1979: Olga Kurylenko, ukrainische Schauspielerin und Model
- 1979: Nils Meyer, deutscher Handballspieler
- 1980: Randall Bal, US-amerikanischer Schwimmer
- 1980: Nina Müller, deutsche Handballspielerin
- 1980: Marionna Schlatter, Schweizer Politikerin
- 1981: Arabella Steinbacher, deutsche Geigerin
- 1981: Russell Tovey, britischer Schauspieler
- 1981: Janin Ullmann, deutsche Fernsehmoderatorin
- 1982: Ekaterina Atalık, türkisch-russische Schachspielerin
- 1982: Gradimir Crnogorac, bosnisch-herzegowinischer Fußballspieler
- 1982: Timothy Duggan, US-amerikanischer Radsportler
- 1982: Martin Eisl, österreichischer Fußballspieler
- 1982: Kim Jaggy, Schweizer Fußballspieler
- 1982: Laura Ramsey, US-amerikanische Schauspielerin
- 1982: Stefan Siegenthaler, Schweizer Radiomoderator
- 1982: Moreno Soeprapto, indonesischer Autorennfahrer
- 1983: Alejandro Falla, kolumbianischer Tennisspieler
- 1983: Filipos Kasidokostas, griechischer Karambolagespieler (Dreiband)
- 1984: Edita Abdieski, Schweizer Sängerin
- 1984: Marija Šerifović, serbische Sängerin
- 1985: Mara Abbott, US-amerikanische Radrennfahrerin
- 1985: Katrin Blume, deutsche Schauspielerin
- 1985: Thomas Vermaelen, belgischer Fußballspieler
- 1985: Andreas Vilberg, norwegischer Skispringer
- 1985: Ching Wei, Schwimmer aus Amerikanisch-Samoa
- 1986: Leford Green, jamaikanischer Leichtathlet
- 1986: Marie Sann, deutsche Illustratorin und Comiczeichnerin
- 1987: Sofia Assefa, äthiopische Langstreckenläuferin
- 1987: Ben Gastauer, Luxemburger Radrennfahrer
- 1987: Dimitri Leonidas, britischer Schauspieler
- 1988: Ben Blaskovic, deutscher Schauspieler
- 1988: Simon Schempp, deutscher Biathlet
- 1988: Lachlan Tame, australischer Kanute
- 1989: Vlad Chiricheș, rumänischer Fußballspieler
- 1989: T. Y. Hilton, US-amerikanischer American-Football-Spieler
- 1989: Tristan Meister, deutscher Chorleiter und Hochschullehrer
- 1989: Pamela Relph, britische Ruderin, Paralympicsgewinnerin und Weltmeisterin
- 1990: Roman Bürki, Schweizer Fußballspieler
- 1990: Marco Köfler, österreichischer Fußballspieler
- 1990: Lukas Nathrath, deutscher Schauspieler
- 1990: Kateřina Němcová, tschechische Schachspielerin
- 1990: Zoe Van der Weel, britische Handballspielerin
- 1991: Mohammed Abu, ghanaischer Fußballspieler
- 1991: Graham Patrick Martin, US-amerikanischer Schauspieler
- 1993: Man Asaad, syrischer Gewichtheber
- 1993: Samuel Umtiti, französischer Fußballspieler
- 1994: Thomas Murg, österreichischer Fußballspieler
- 1994: Marvin Schulz, deutscher Politiker (CDU), Mitglied des Bundestages
- 1995: Sandra Eie, norwegische Freestyle-Skierin
- 1995: Tristan Takats, österreichischer Freestyle-Skier
- 1997: Justice Hill, US-amerikanischer American-Football-Spieler
- 1998: Samuele Battistella, italienischer Radrennfahrer

### 21. Jahrhundert
- 2001: Chloe Lang, US-amerikanische Schauspielerin und Tänzerin

## Gestorben

### Vor dem 17. Jahrhundert

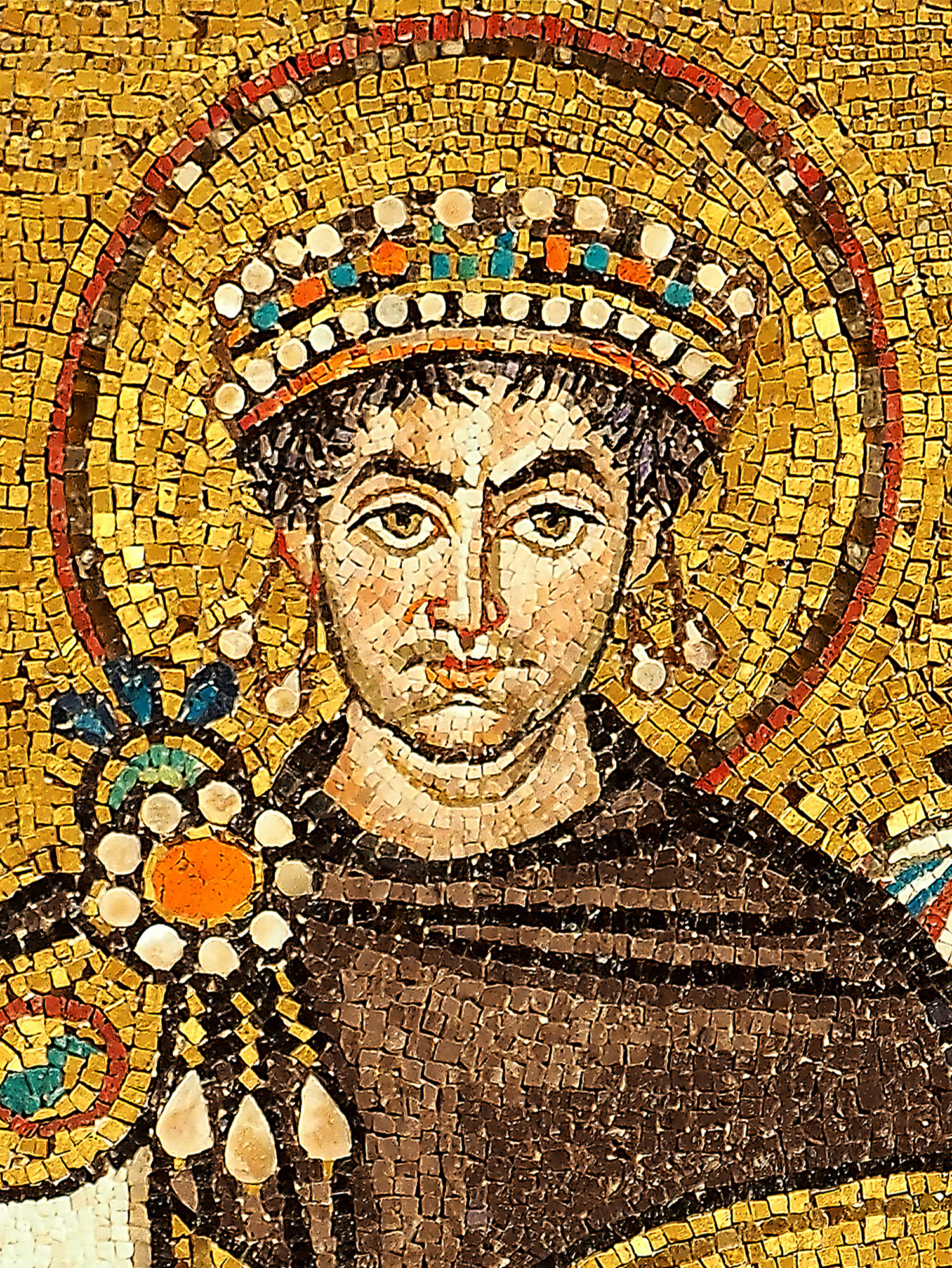
Justinian I. († 565)
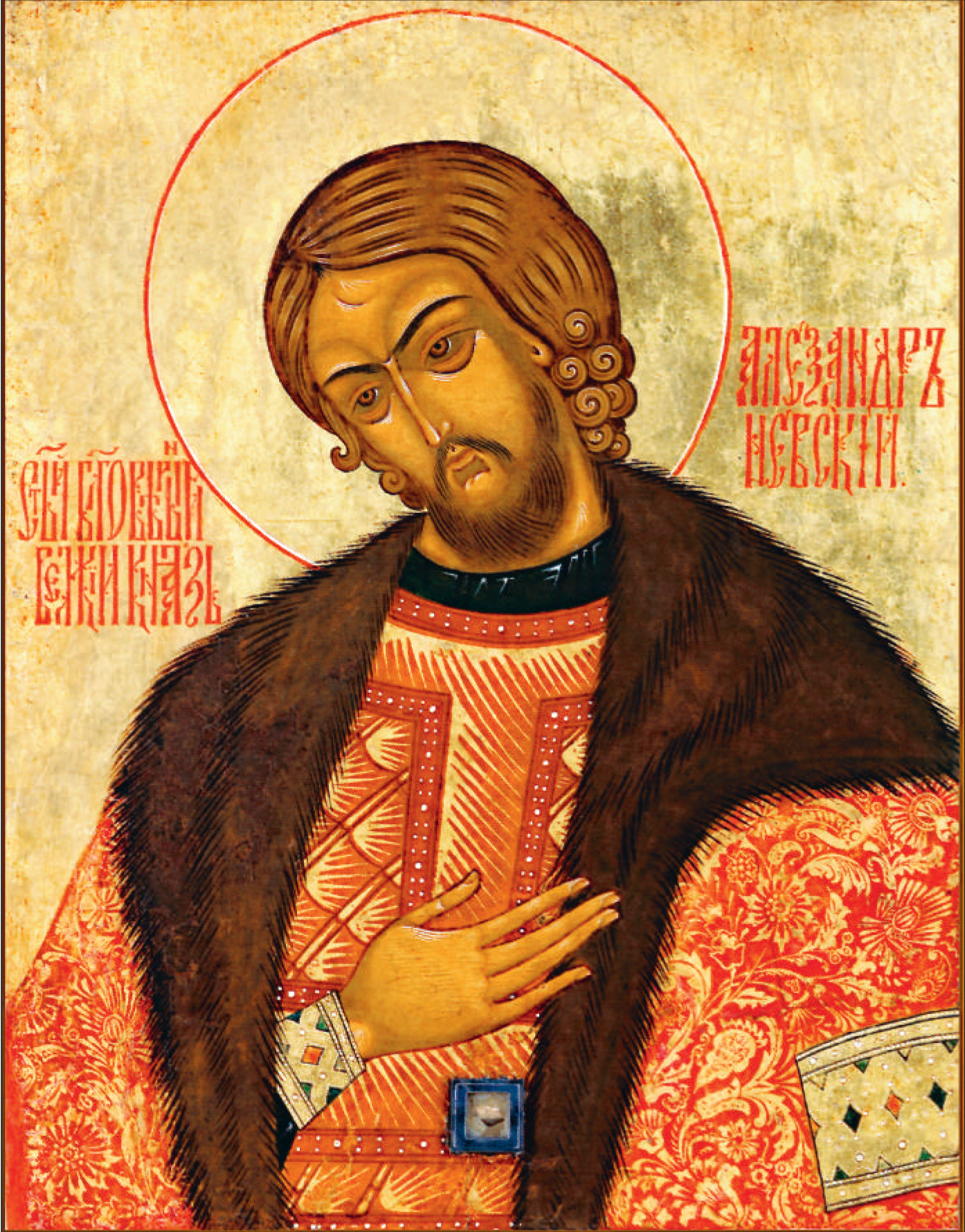
Alexander Newski († 1263)
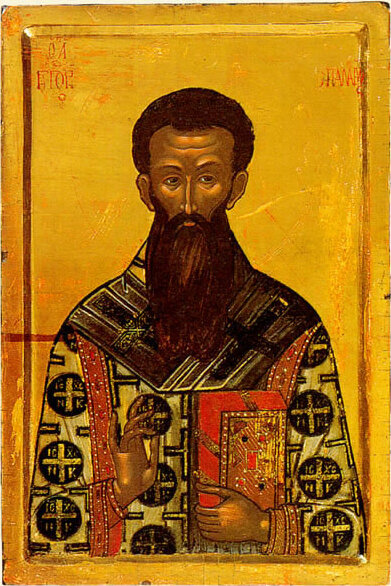
Gregorios Palamas († 1359)
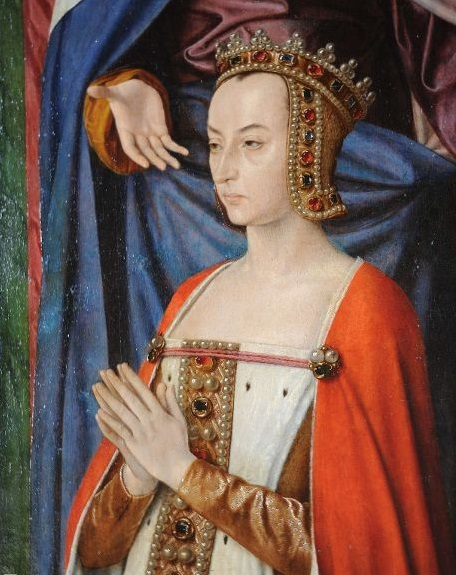
Anne de Beaujeu († 1522)

- 0565: Justinian I., oströmischer Kaiser
- 0935: Adalbert II., Erzbischof von Salzburg
- 0976: Song Taizu, chinesischer Kaiser, Gründer der Song-Dynastie
- 1018: Heinrich I., Bischof von Würzburg
- 1044: Thietmar von Hildesheim, Bischof von Hildesheim
- 1060: Gottfried II. Martel, Graf von Anjou und Tours
- 1077: Werner II., Bischof von Straßburg
- 1189: William de Mandeville, 3. Earl of Essex, englischer Adeliger
- 1215: Philipp von Ratzeburg, Bischof von Ratzeburg
- 1226: Friedrich von Isenberg, deutscher Adliger
- 1263, Alexander Newski, russischer Fürst von Nowgorod, Großfürst von Kiew und Wladimir, Heiliger der orthodoxen Kirche
- 1272: Widukind von Wittgenstein, Abt des Klosters Grafschaft
- 1272: Heinrich I. von Montfort, Bischof von Chur
- 1282: Nichiren, japanischer buddhistischer Reformer, auf den sich die Schulen des Nichiren-Buddhismus als Gründer berufen
- 1305: Johann II., Herzog der Bretagne und Earl of Richmond
- 1336: Arnold III. von Uissigheim, fränkischer Ritter
- 1359: Gregorios Palamas, orthodoxer byzantinischer Theologe, Schriftsteller und Erzbischof von Thessalonike, Heiliger der östlichen Kirche
- 1391: Nikola Tavelić, kroatischer Franziskaner, Heiliger der katholischen Kirche
- 1442: Jolanthe von Aragón, französische Adlige, Herzogin von Anjou
- 1451: Otto III. von Hachberg, Bischof von Konstanz
- 1462: George Douglas, schottischer Adliger, 4. Earl of Angus
- 1522: Anne de Beaujeu, Herzogin von Bourbon und Regentin von Frankreich
- 1540: Rosso Fiorentino, italienischer Maler
- 1561: Philipp III., Graf von Hanau-Münzenberg
- 1589: Philipp Apian, Kartograph von Bayern

### 17. und 18. Jahrhundert

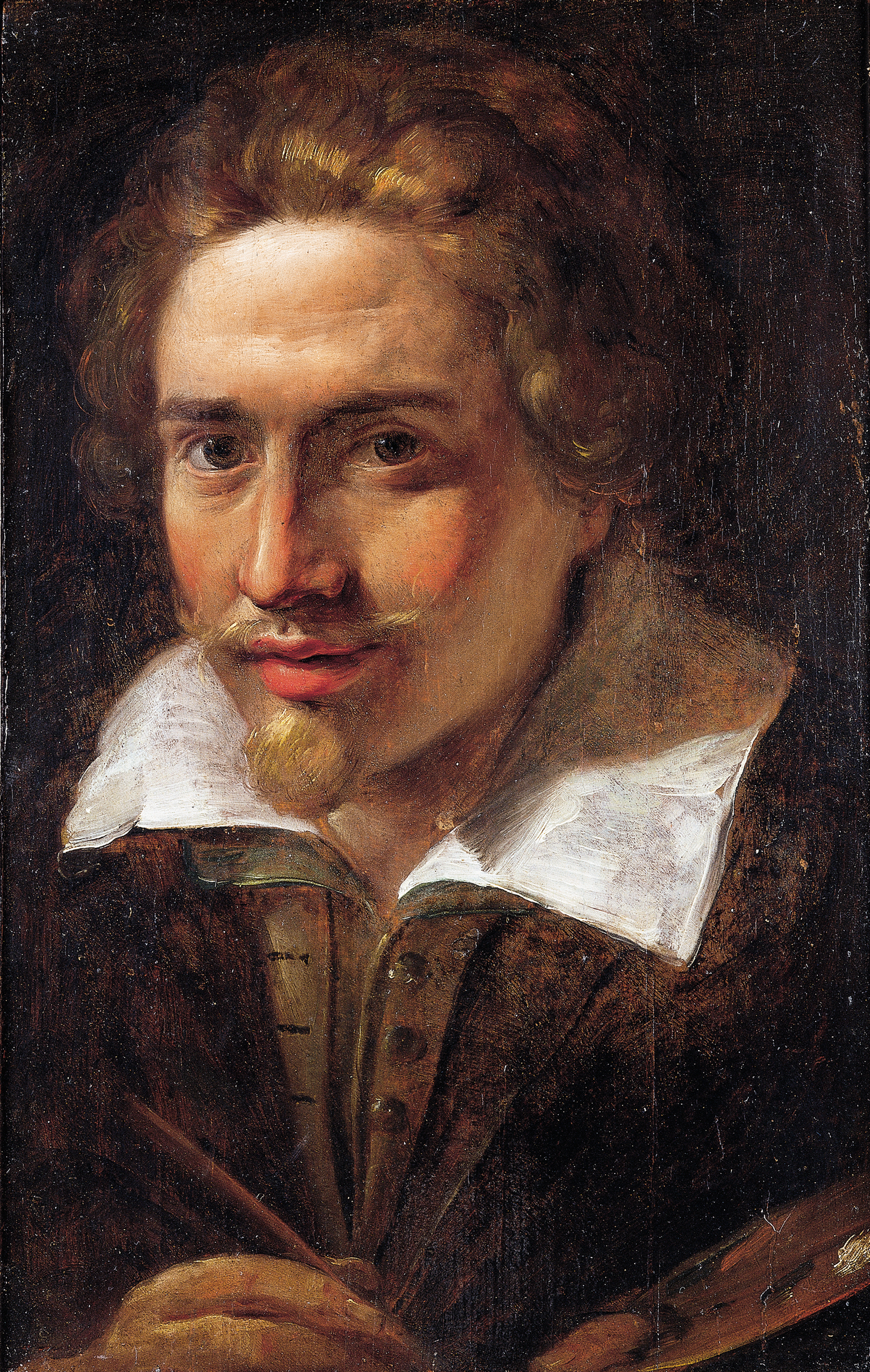
Giulio Cesare Procaccini († 1625)
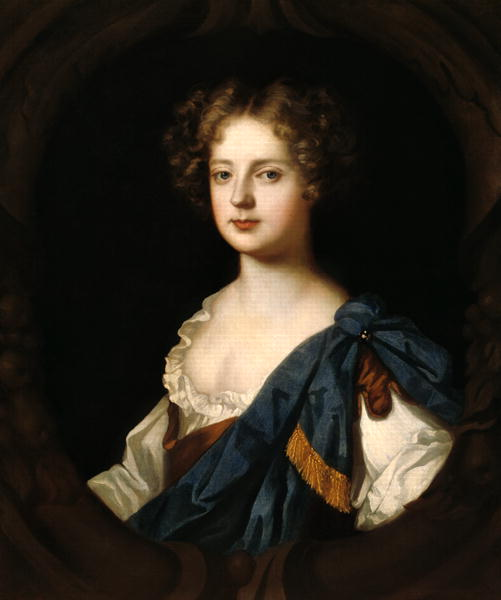
Nell Gwyn († 1687)
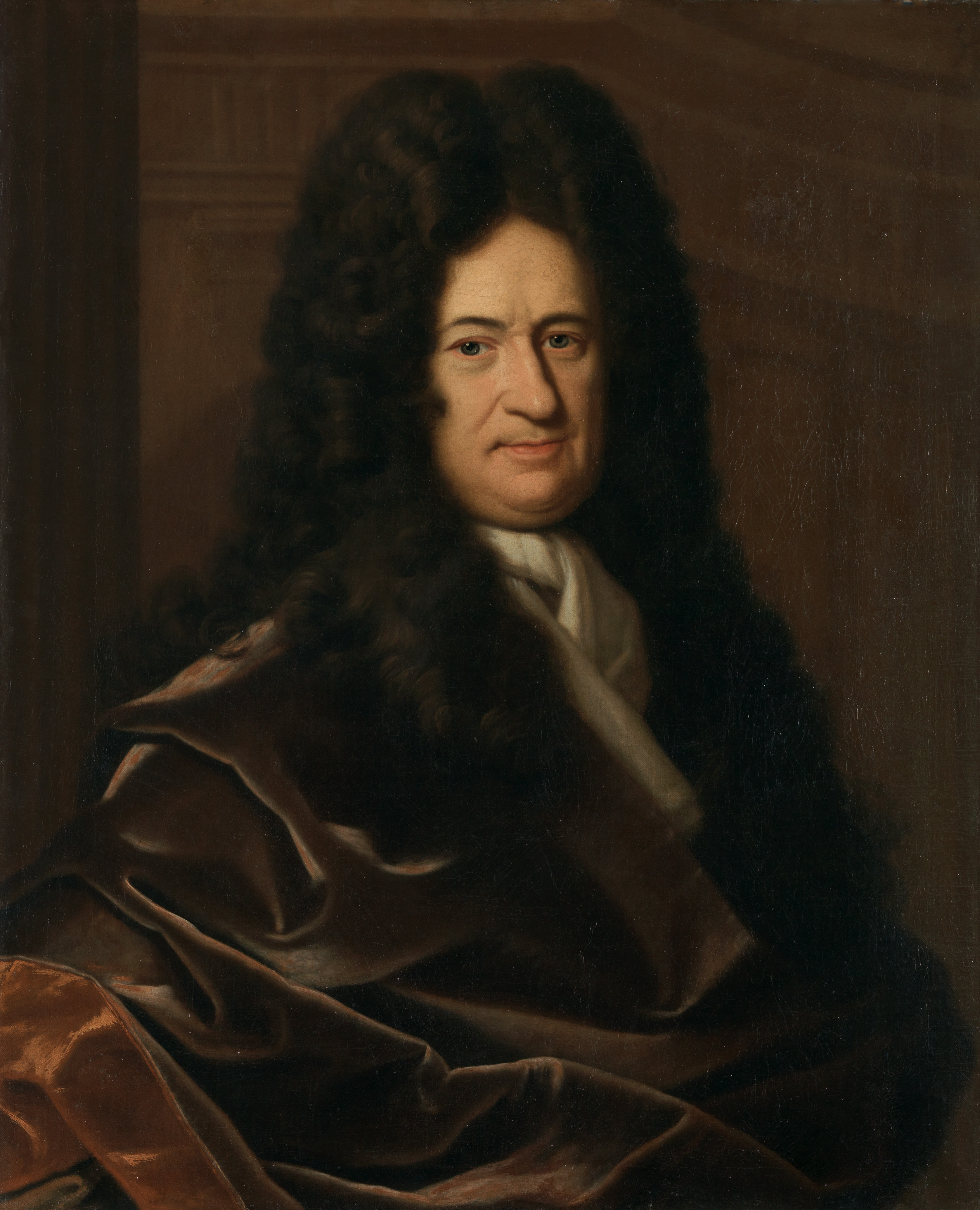
Gottfried Wilhelm Leibniz († 1716)
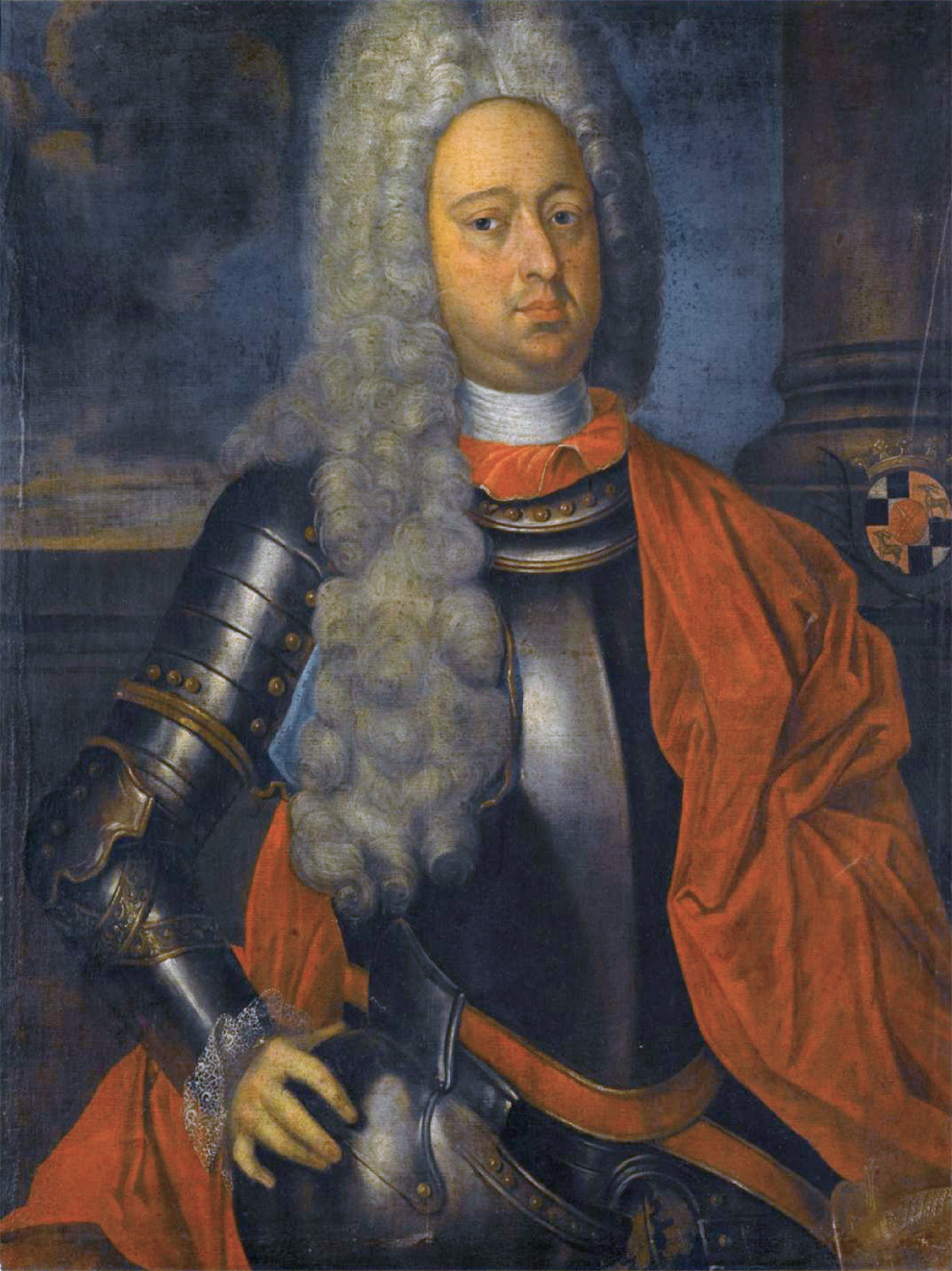
Friedrich Wilhelm († 1735)

- 1605: Anna Maria, Prinzessin aus der Linie Anhalt-Bernburg-Zerbst, Fürstäbtissin von Gernrode und Herzogin von Brieg, Liegnitz, Wohlau und Ohlau
- 1608: Bartolomé Carducho, italienischer Maler
- 1613: Theodor Adamius, deutscher Jurist und Hochschullehrer
- 1613: Guillaume de Hautemer, französischer Adliger und Militär
- 1616: Johannes Krabbe, deutscher Kartograf, Astrologe, Astronom, Geometer und Instrumentenbauer
- 1618: Anna Maria, Prinzessin von Brandenburg und Herzogin von Pommern
- 1625: Giulio Cesare Procaccini, italienischer Maler und Bildhauer
- 1628: Nicolas Trigault, Mitglied der Societas Jesu und französischer Missionar
- 1633: William Ames, englischer Theologe
- 1640: Christian von Hessen-Kassel, landgräflicher Prinz, schwedischer Obrist
- 1643: Georg Aribert von Anhalt-Dessau, anhaltischer Regent
- 1672: Franciscus Sylvius, französisch-niederländischer Anatom und Chemiker
- 1673: Mario Nuzzi, italienischer Maler
- 1675: August Augspurger, deutscher Lyriker, Übersetzer und Epigrammatiker
- 1675: Jacques Courtois, italienischer Schlachten- und Historienmaler
- 1677: Matthias Abele von und zu Lilienberg, österreichischer Jurist und Schriftsteller
- 1682: Rijklof van Goens, Gouverneur von Ceylon und Generalgouverneur von Niederländisch-Indien
- 1687: Nell Gwyn, Geliebte des englischen Königs Karl II.
- 1689: Adam Christoph Jacobi, deutscher Jurist
- 1692: Christoph Bernhard, deutscher Komponist, Kapellmeister und Musiktheoretiker
- 1694: Christian III. Moritz, Herzog von Sachsen-Merseburg
- 1698: Albrecht Elzow, deutscher Heraldiker
- 1716: Gottfried Wilhelm Leibniz, deutscher Philosoph und Universalgelehrter
- 1729: Johann Sturmer, mährischer Bildhauer
- 1734: Louise de Kérouaille, Mätresse des englischen Königs Karl II.
- 1735: Friedrich Wilhelm, Fürst von Hohenzollern-Hechingen
- 1747: Wigand Kahler, deutscher evangelischer Theologe und Mathematiker
- 1749: Maruyama Gondazaemon, japanischer Sumōringer
- 1796: Franz Xaver Wolfgang von Orsini-Rosenberg, österreichischer Diplomat
- 1797: Januarius Zick, deutscher Maler und Architekt
- 1798: Naonobu Ajima, japanischer Mathematiker
- 1800: François-Claude-Amour de Bouillé, französischer General

### 19. Jahrhundert

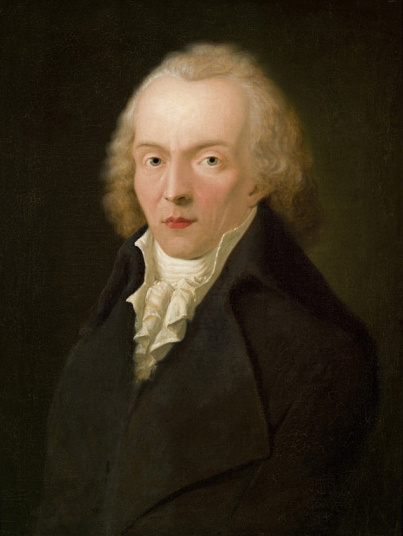
Jean Paul († 1825)
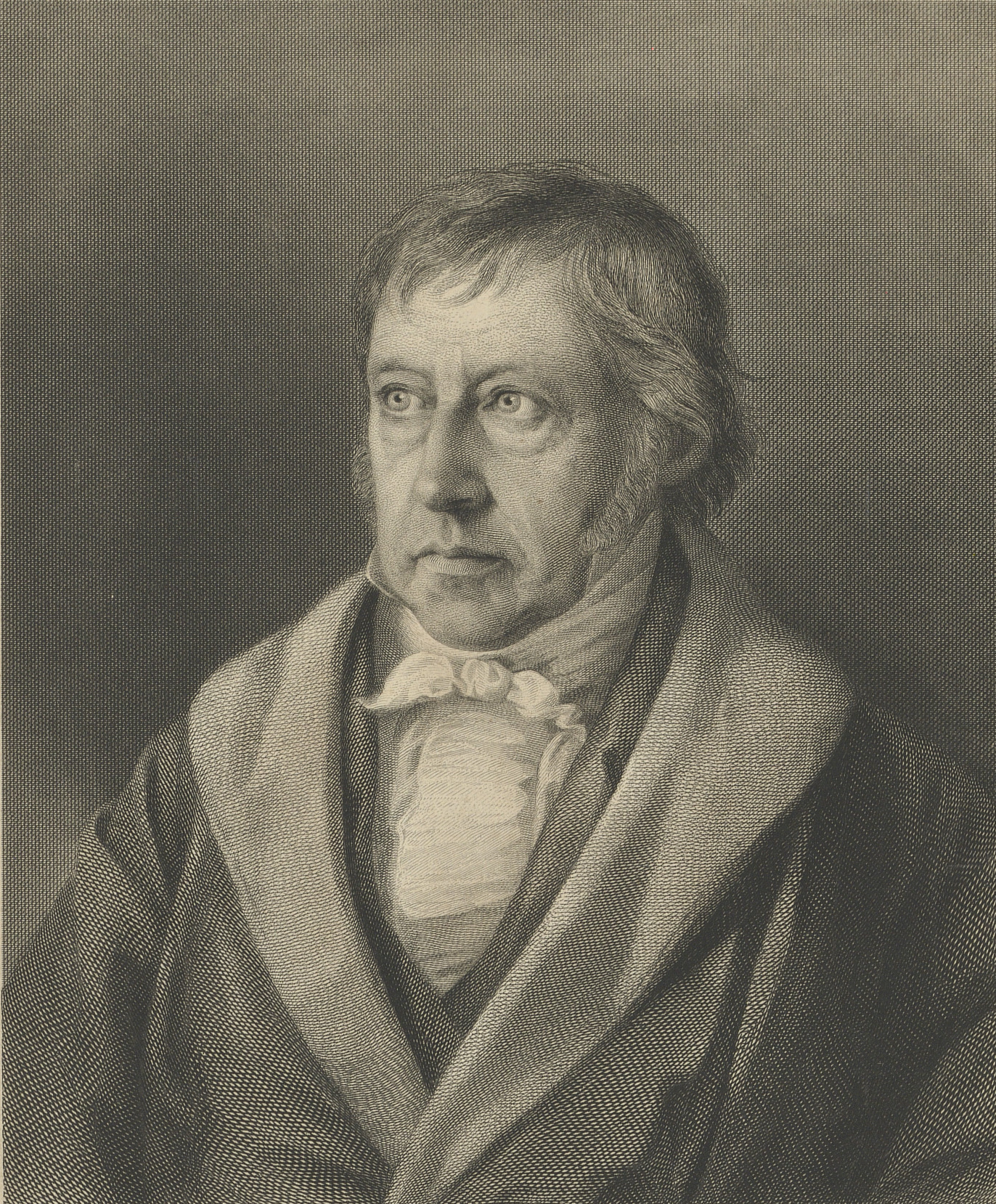
G. W. F. Hegel († 1831)
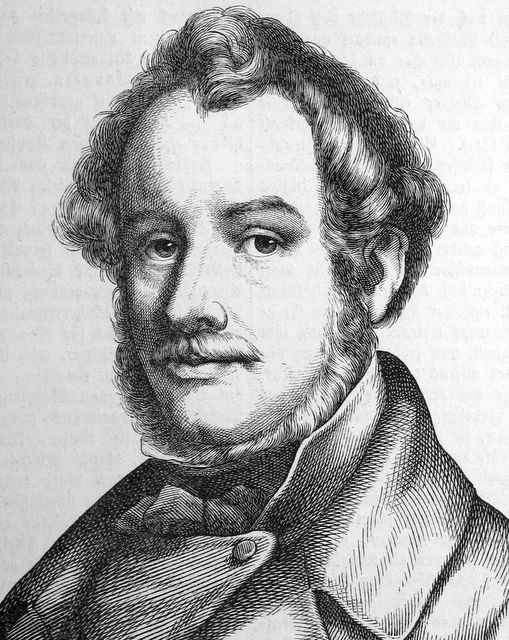
Ludwig Schwanthaler († 1848)
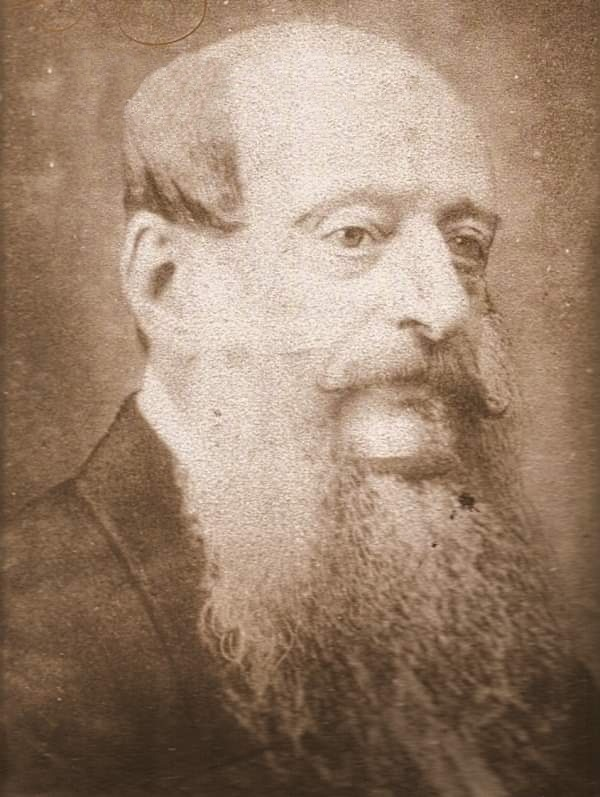
Miguel I. von Portugal († 1866)
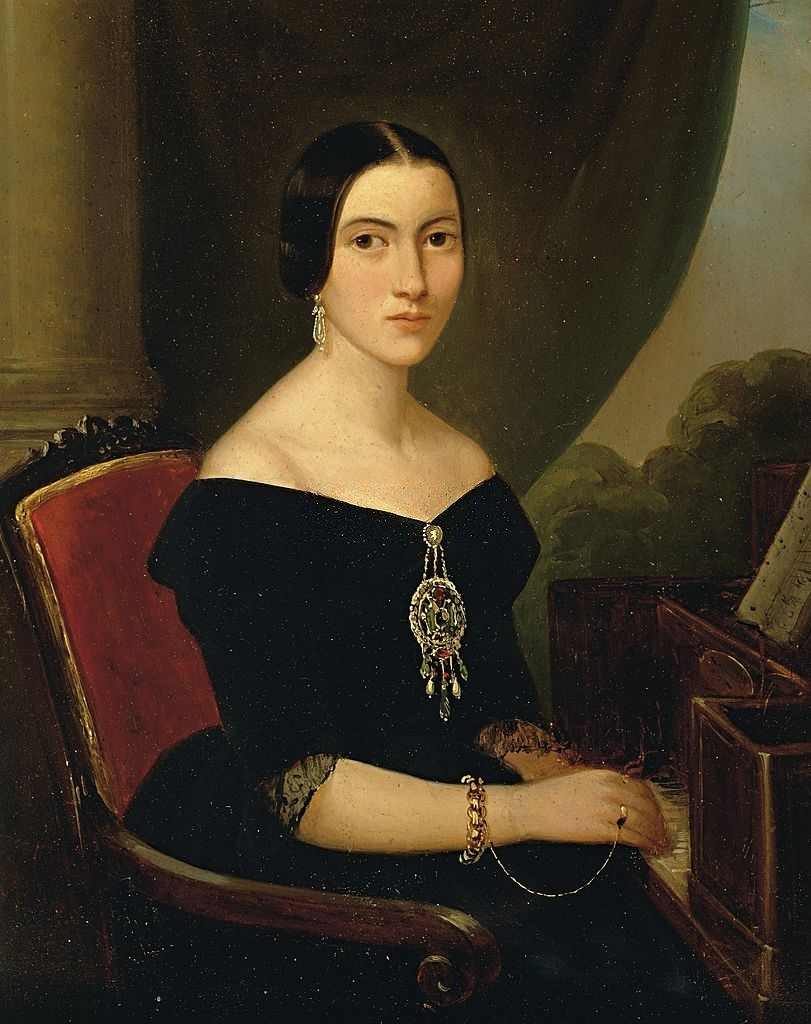
Giuseppina Strepponi († 1897)

- 1802: Heinrich Friedrich Innocentius Apel, sächsischer Jurist und Politiker
- 1803: Christian Erdmann Kindten, deutscher Orgelbauer
- 1805: Iwan Petrowitsch Saltykow, russischer Feldmarschall
- 1807: Charles Grey, 1. Earl Grey, britischer Adeliger und General
- 1808: Alemdar Mustafa Pascha, Großwesir des Osmanischen Reichs
- 1816: Thaddäus Haenke, österreichischer Geograf und Forschungsreisender
- 1819: William Samuel Johnson, einer der Gründerväter der USA
- 1825: Jean Paul, (Johann Paul Friedrich Richter), deutscher Schriftsteller
- 1826: Hans Adolph Goeden, deutscher Mediziner und Schriftsteller
- 1826: Johann Julius von Koenemann, deutscher Jurist und Oberamtmann
- 1829: Maria Beatrice d’Este, Herzogin von Massa und Carrara
- 1831: Georg Wilhelm Friedrich Hegel, deutscher Philosoph, wichtigster Vertreter des Deutschen Idealismus
- 1832: Charles Carroll, US-amerikanischer Politiker und Unterzeichner der Unabhängigkeitserklärung der USA
- 1832: Rasmus Rask, dänischer Sprachforscher
- 1841: Thomas Bruce, 7. Earl of Elgin, britischer Diplomat und Archäologe
- 1844: Flora Tristan, französische Schriftstellerin
- 1848: Ludwig Schwanthaler, deutscher Bildhauer des Klassizismus
- 1849: Carl Adams, deutscher Mathematiker und Lehrer
- 1853: Johann August Zeune, deutscher Pädagoge, Geograph und Germanist
- 1858: Ferrante Aporti, italienischer Pädagoge und Theologe
- 1866: Michael I., König von Portugal
- 1880: Franz Dominic Grassi, deutscher Kaufmann
- 1889: Karl Gareis, deutscher Lehrer und Politiker, MdL, Attentatsopfer
- 1897: Giuseppina Strepponi, italienische Sängerin und zweite Ehefrau Giuseppe Verdis
- 1899: Ferdinand Tiemann, deutscher Chemiker

### 20. Jahrhundert

#### 1901–1950

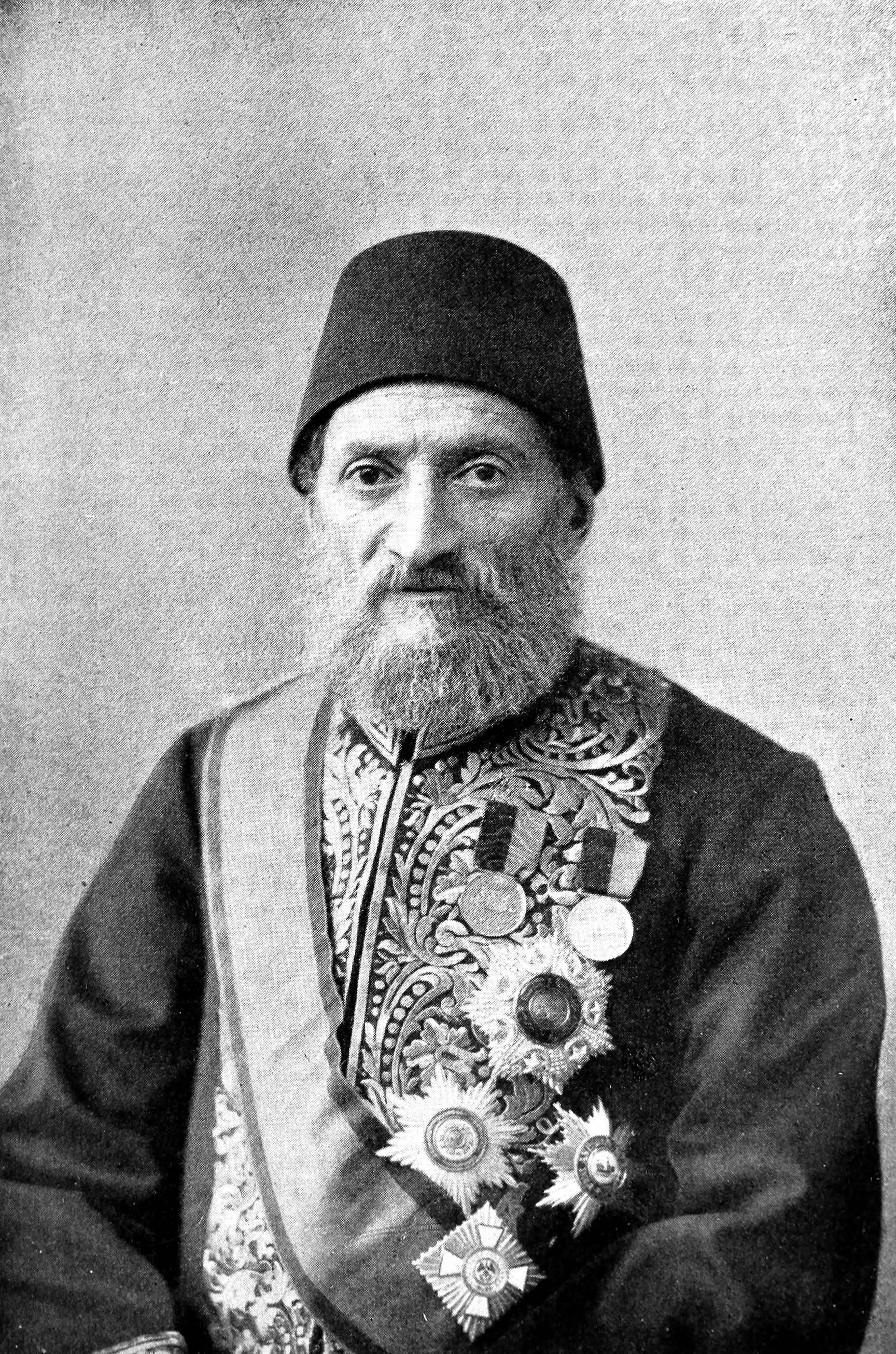
Kıbrıslı Kâmil Pascha († 1913)
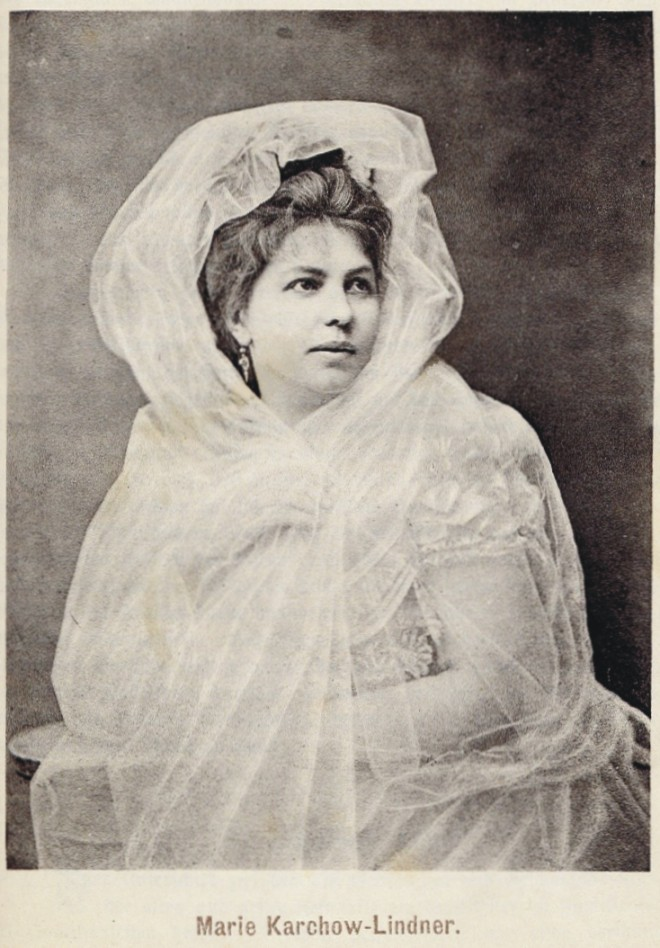
Marie Karchow-Lindner († 1914)
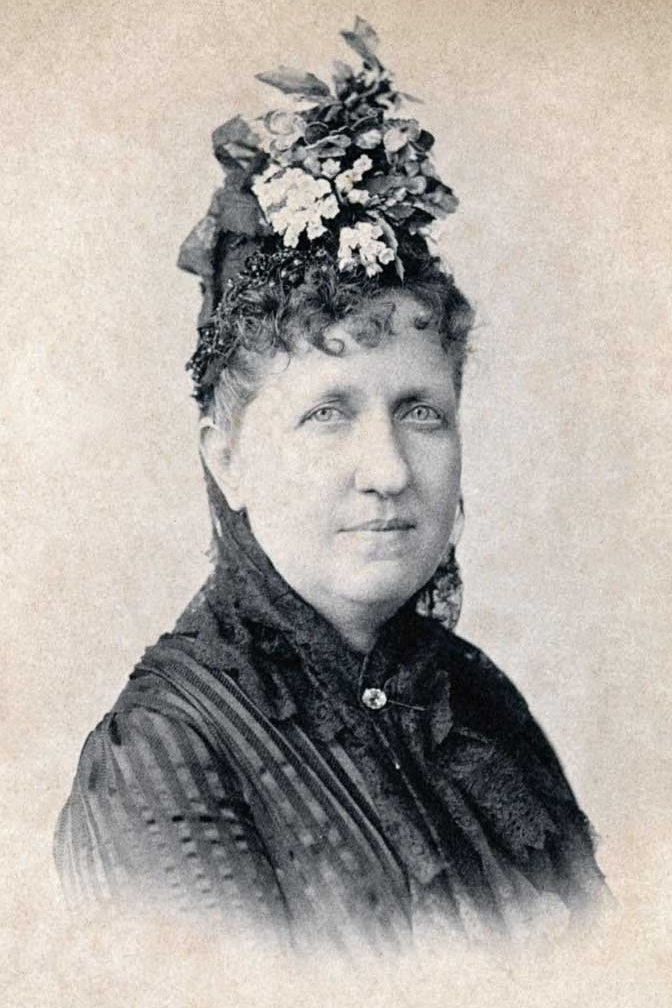
Isabella von Brasilien († 1921)
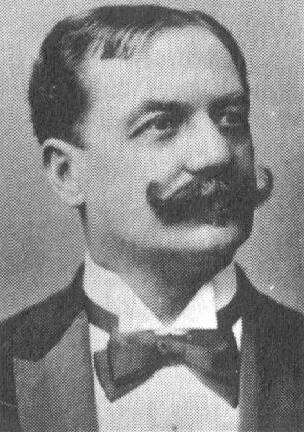
Carl Michael Ziehrer († 1922)
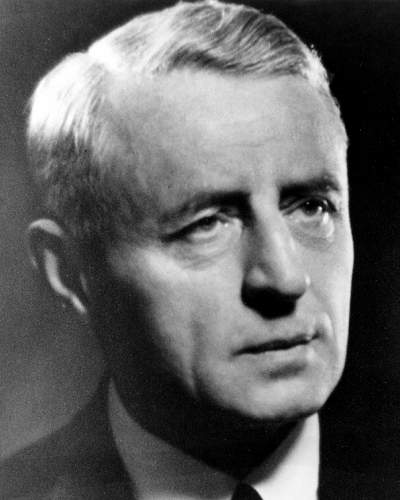
Walter Cramer († 1944)

- 1901: James Henry Mapleson, englischer Opernimpresario
- 1905: Robert Whitehead, britischer Ingenieur und Konstrukteur
- 1908: Guangxu, chinesischer Kaiser
- 1908: Dietrich von Hülsen-Haeseler, deutscher General, Politiker, Chef des Militärkabinetts
- 1911: Constantin Christomanos, griechischer Historiker, Dramenautor und Theaterleiter
- 1912: Alfonso Capecelatro di Castelpagano, italienischer Ordensgeistlicher, Erzbischof von Capua und Kurienkardinal
- 1913: Kıbrıslı Kâmil Pascha, Großwesir des Osmanischen Reiches
- 1914: Marie Karchow-Lindner, deutsche Schauspielerin, Journalistin und Mäzenin
- 1916: Hector Hugh Munro, britischer Schriftsteller
- 1918: Seumas O’Kelly, irischer Journalist und Schriftsteller
- 1918: Paul Wieczorek, deutscher Marinesoldat, erster Kommandeur der Volksmarinedivision während der Novemberrevolution
- 1919: John Aitken, britischer Physiker und Meteorologe
- 1921: Isabella von Brasilien, letzte Kronprinzessin von Brasilien
- 1922: Carl Michael Ziehrer, österreichischer Komponist
- 1925ː Agnes Zimmermann, deutsche Konzertpianist und Komponistin
- 1928: Katharina Brandis, deutsche Malerin
- 1929: Kamala, indisches Wolfskind
- 1929: Karl Scheurer, Schweizer Politiker
- 1930: Jules Perréard, Schweizer Unternehmer und Politiker
- 1931: Eddie Mapp, US-amerikanischer Blues-Mundharmonikaspieler
- 1931: Richard Müller, deutscher Politiker, MdR
- 1942: Sidney Fox, US-amerikanische Schauspielerin
- 1942: Franco Mazzotti, italienischer Adeliger, Pilot sowie Motorboot- und Automobilrennfahrer
- 1944: Walter Cramer, deutscher Unternehmer, Beteiligter am Attentat vom 20. Juli 1944
- 1946: Manuel de Falla, spanischer Komponist
- 1946: Willi Herold, deutscher Soldat, Kriegsverbrecher
- 1947: Joseph Allard, kanadischer Fiddle-Spieler und Komponist
- 1947: Verena Conzett-Knecht, Schweizer Gewerkschafterin und Frauenrechtlerin
- 1948: Gustav Beckmann, deutscher Musikwissenschaftler, Dirigent und Komponist
- 1950: Carl Heinrich Apstein, deutscher Zoologe

#### 1951–2000

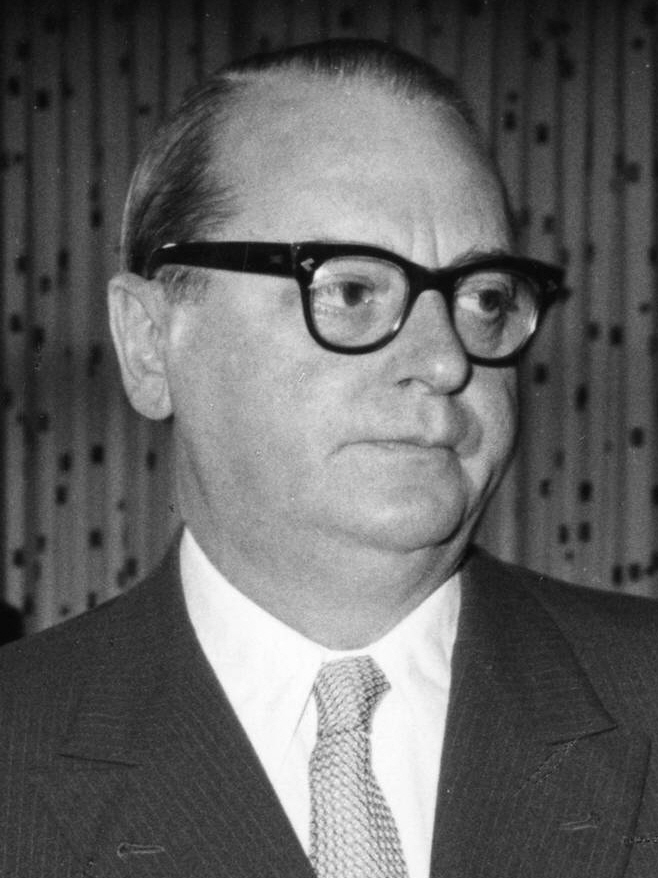
Heinrich von Brentano († 1964)
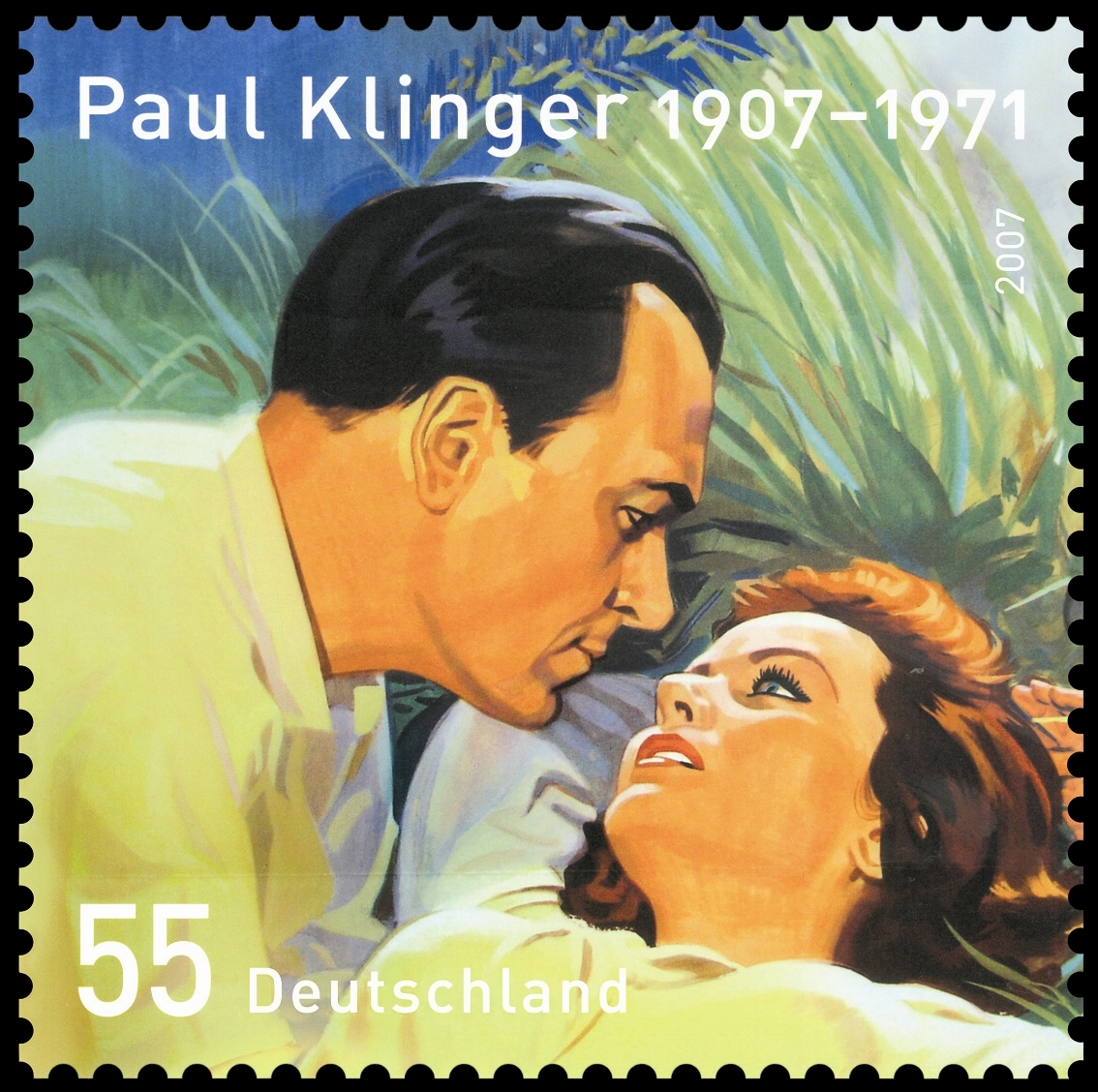
Paul Klinger († 1971)
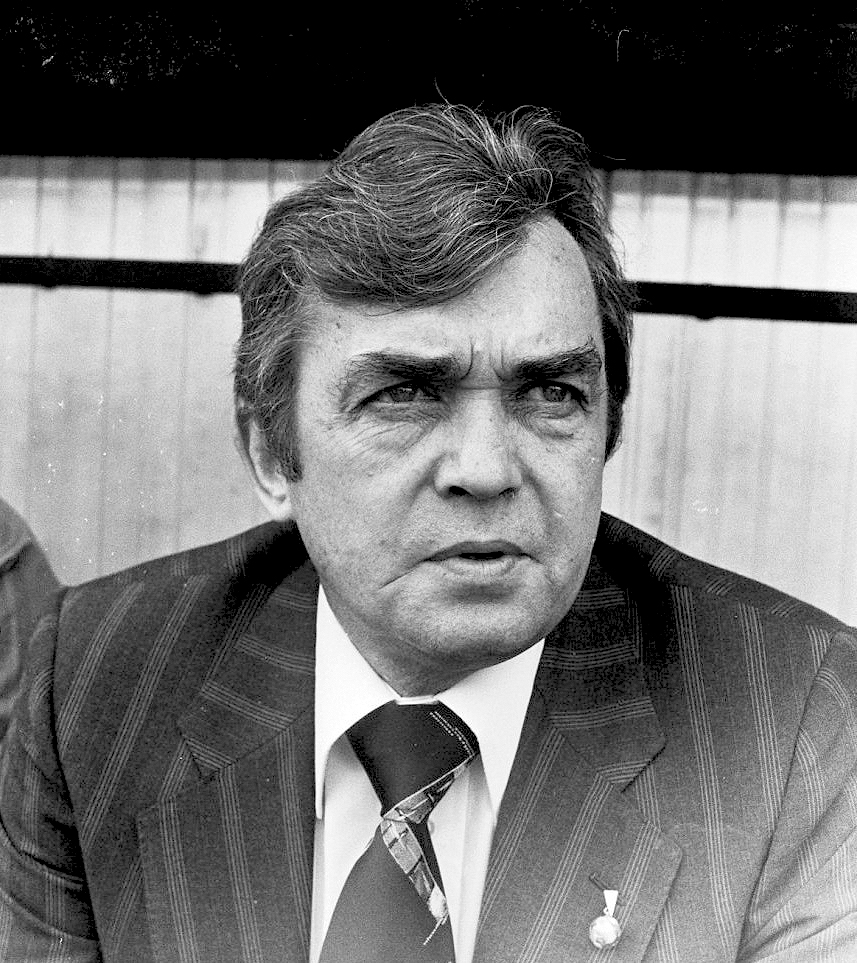
Ernst Happel († 1992)
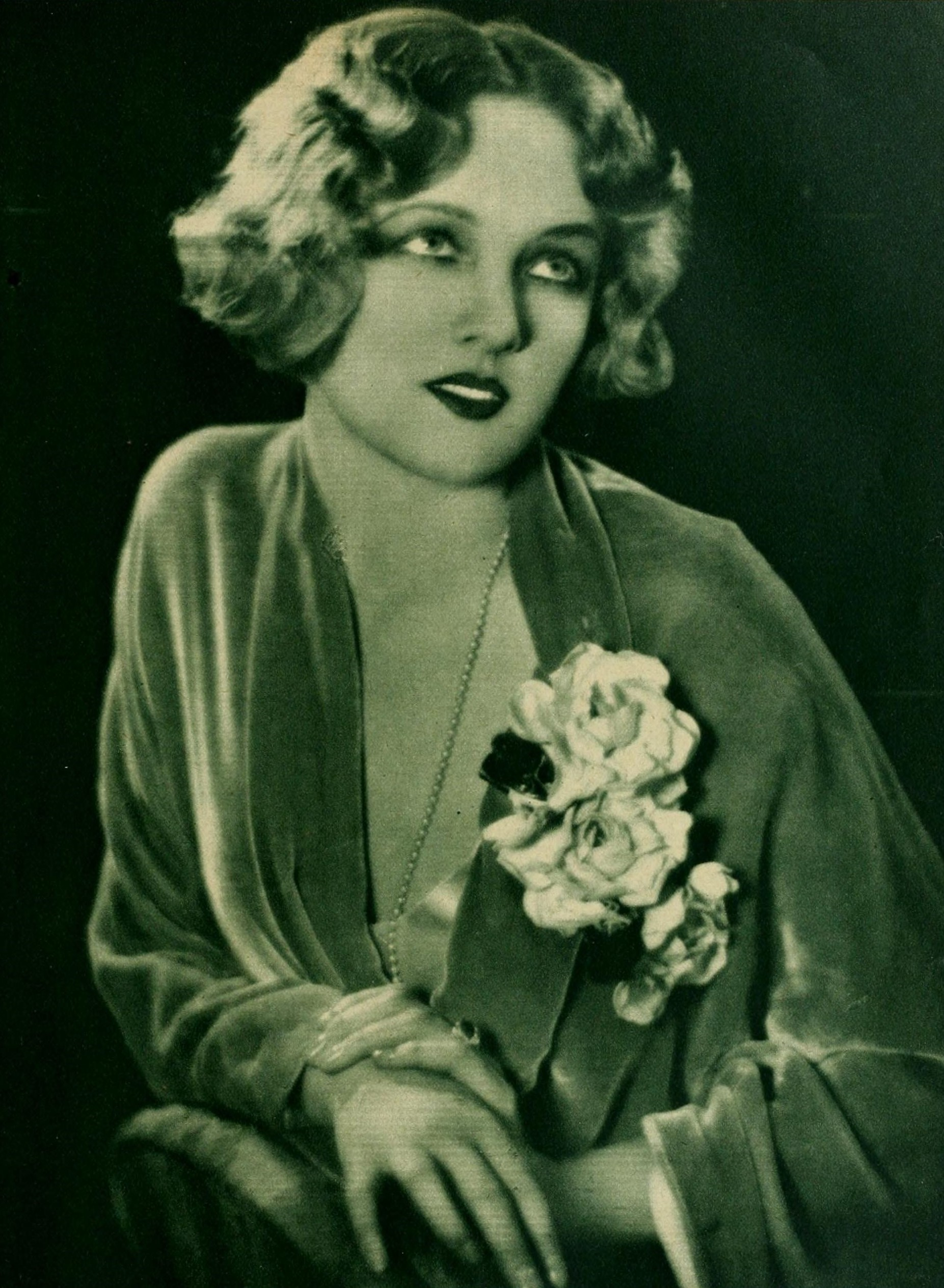
Virginia Cherrill († 1996)

- 1954: Ernst Sigismund Fischer, österreichischer Mathematiker
- 1960: Anne Bonnet, belgische Malerin
- 1961: Fritz Stein, deutscher Dirigent, Musikwissenschaftler und Organist
- 1962: Douglas Clarke, britischer Dirigent, Musikpädagoge, Organist, Pianist und Komponist
- 1964: Heinrich von Brentano, deutscher Politiker, MdL, MdB, MdEP, Bundesminister des Auswärtigen
- 1964: Joseph Laska, österreichischer Komponist und Dirigent
- 1968: Peter Swanwick, britischer Schauspieler
- 1969: Fanny Rosenfeld, kanadische Leichtathletin, Olympiasiegerin
- 1971: Narayan Hari Apte, indischer Schriftsteller, Herausgeber und Drehbuchautor
- 1971: Paul Klinger, deutscher Schauspieler
- 1972: Martin Dies junior, US-amerikanischer Politiker, Mitglied des Repräsentantenhauses für Texas
- 1973: Ferenc Szedlacsek, tschechoslowakischer Fußballspieler und -trainer ungarischer Abstammung
- 1975: Max Ackermann, deutscher Maler und Grafiker
- 1975: Salomon Adler-Rudel, ukrainisch-deutsch-israelischer Sozialpolitiker, Pionier jüdischer Sozialarbeit in Deutschland
- 1975: Artemi Ajwasjan, armenischer Komponist, Dirigent und Cellist
- 1975: Harry J. Anslinger, US-amerikanischer Diplomat
- 1977: Richard Addinsell, britischer Komponist
- 1977: Roberto Pineda Duque, kolumbianischer Komponist
- 1978: Mikaela Drosdowskaja, sowjetische Schauspielerin und Synchronsprecherin
- 1980: Friedrich Heinrichsen, deutscher Typograf, Grafiker und Textdichter
- 1985: Julito Deschamps, dominikanischer Sänger, Pianist und Gitarrist
- 1986: Enchi Fumiko, japanische Schriftstellerin
- 1988: Josef von Matt, Schweizer Schriftsteller in Nidwaldner Mundart, Buchhändler, Verleger und Antiquar
- 1989: Wild Bill Davison, US-amerikanischer Jazz-Kornettis
- 1989: Wilhelm Keilmann, deutscher Pianist, Kapellmeister und Komponist
- 1990: Otto Kuchenbecker, deutscher Basketballspieler
- 1991: Tony Richardson, britischer Regisseur
- 1992: George Rufus Adams, US-amerikanischer Jazzmusiker
- 1992: Ernst Happel, österreichischer Fußballtrainer
- 1992: Victor Reinshagen, Schweizer Dirigent und Komponist
- 1995: János Tamás, ungarisch-schweizerischer Komponist, Dirigent und Pädagoge
- 1996: Joseph Kardinal Bernardin, US-amerikanischer Geistlicher, Erzbischof von Chicago
- 1996: Virginia Cherrill, US-amerikanische Schauspielerin
- 1996: Meridel Le Sueur, US-amerikanische Schriftstellerin und Frauenrechtlerin
- 1997: Eddie Edward Arcaro, US-amerikanischer Jockey
- 1997: Knud E. Andersen, dänischer Radrennfahrer
- 1999: Erich Hornsmann, deutscher Jurist, Sachbuchautor und Umweltschutzaktivist
- 1999: Hans Winter, deutscher Maschinenbauingenieur und Hochschullehrer

### 21. Jahrhundert

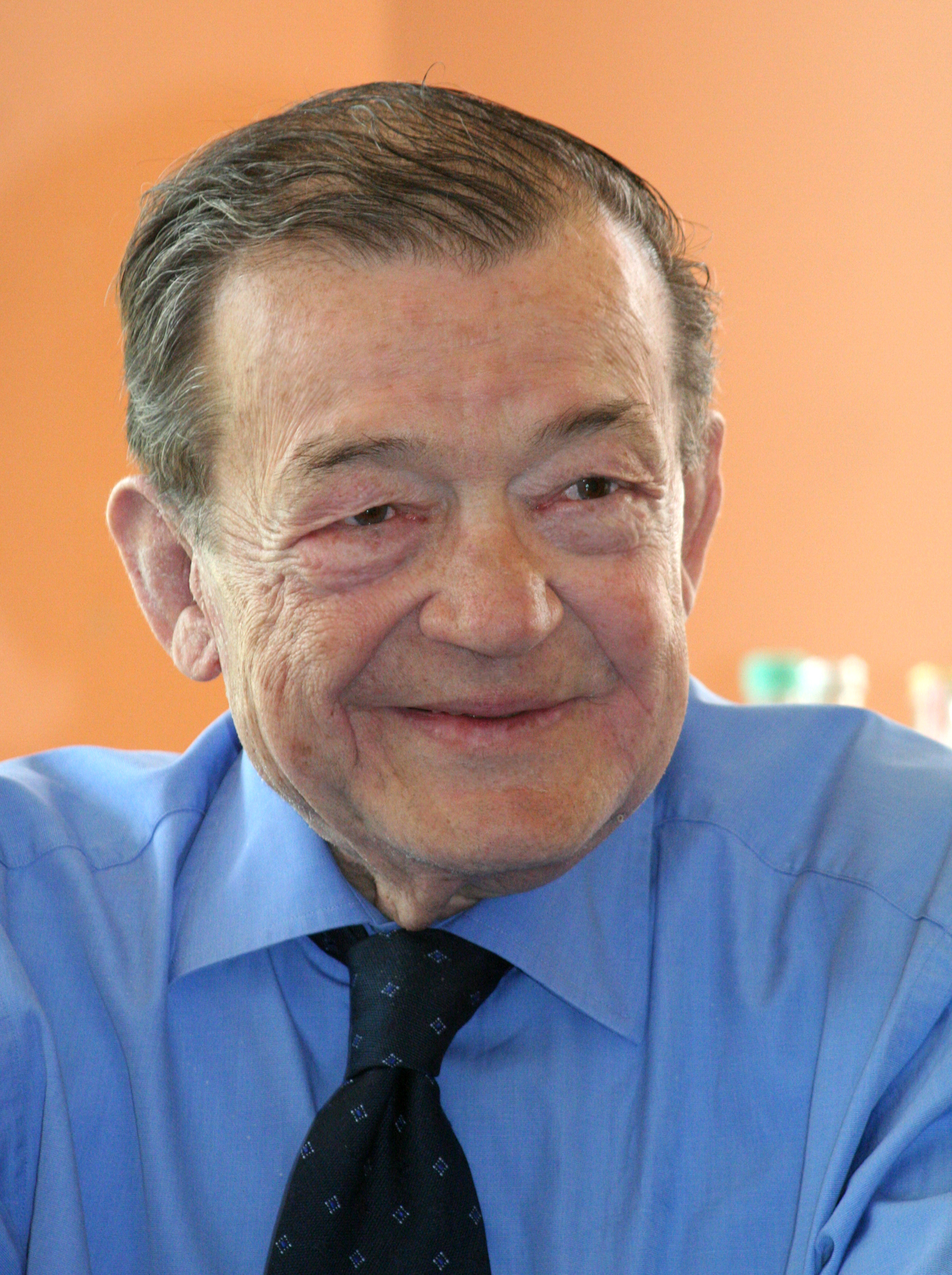
Klaus Steilmann († 2009)
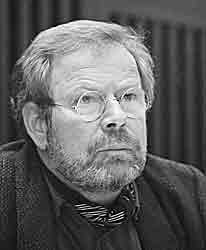
Franz Josef Degenhardt († 2011)
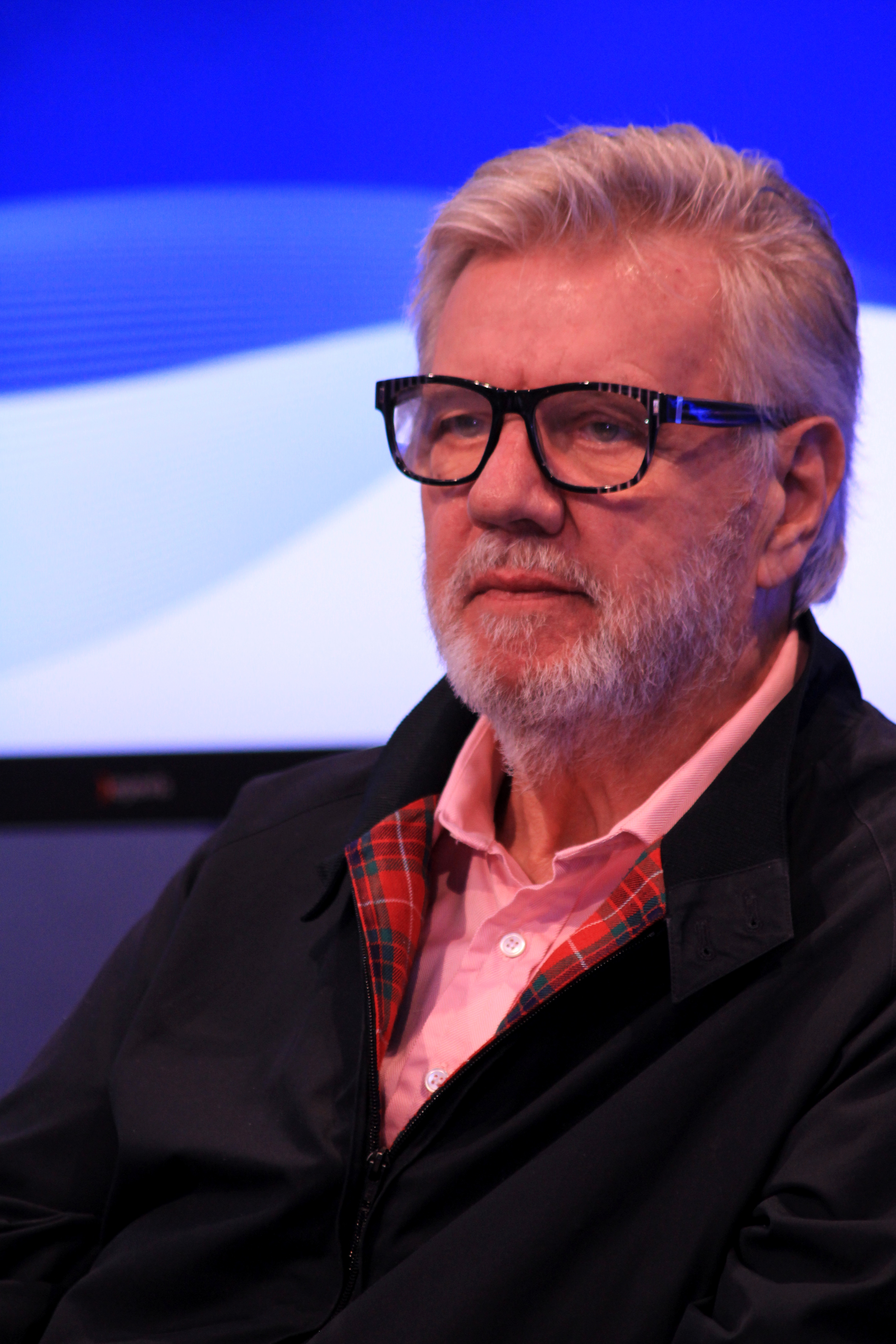
Morten Grunwald († 2018)
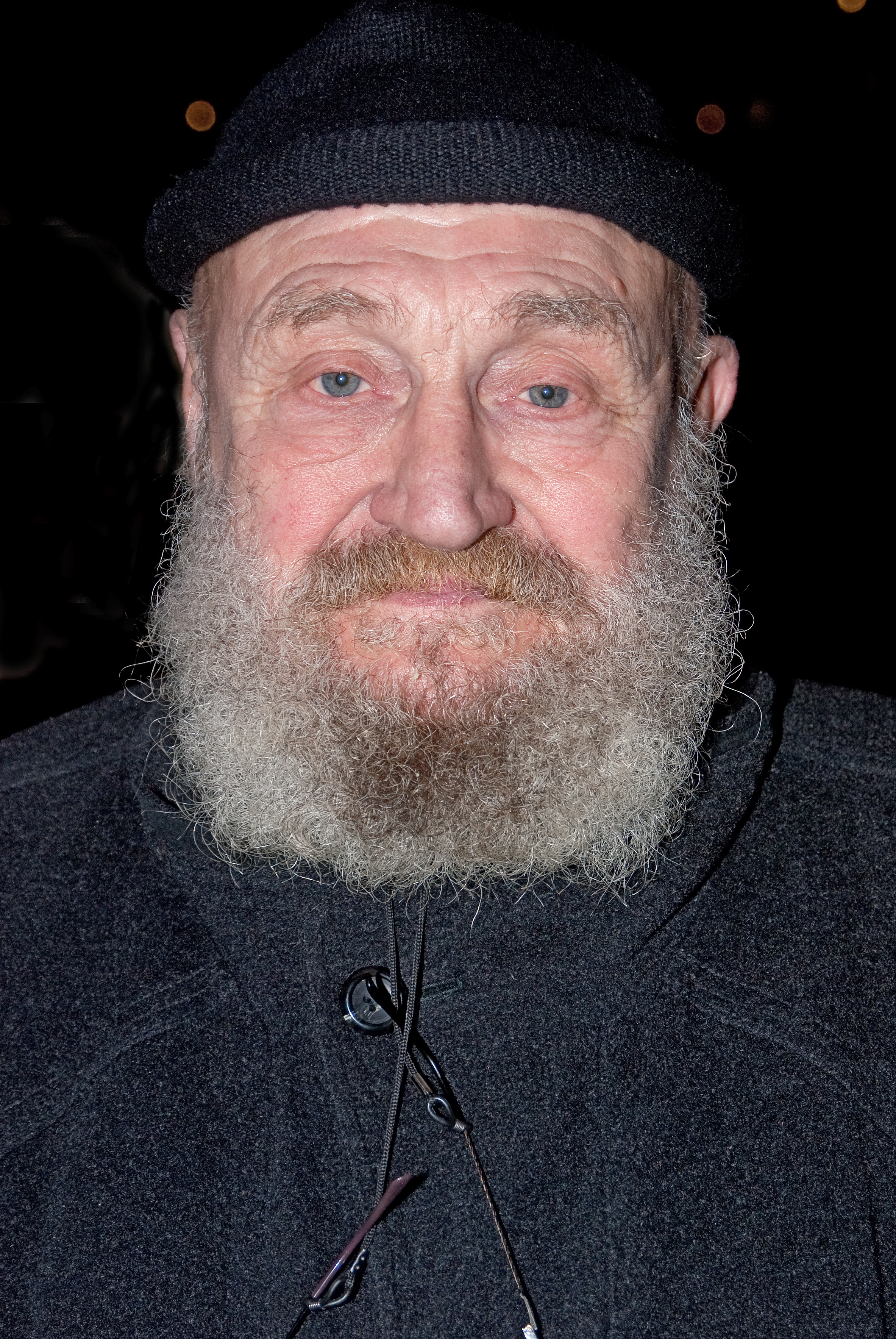
Rolf Hoppe († 2018)
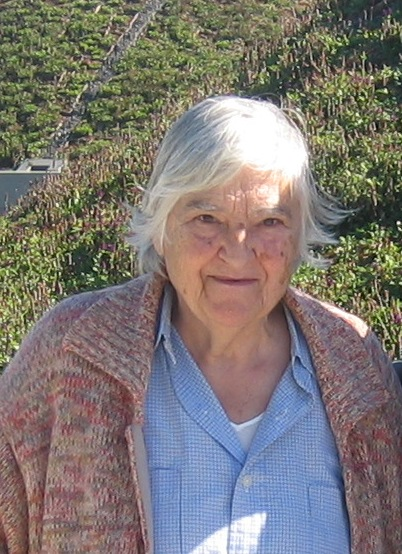
Etel Adnan († 2021)

- 2001: Oliver Hasenfratz, deutscher Schauspieler
- 2004: Michel Colombier, französischer Filmkomponist
- 2004: Rainer Probst, deutscher Maler, Pädagoge und Schulpolitiker
- 2004: Helmut Zahn, deutscher Chemiker
- 2005: Diana Kempff, deutsche Schriftstellerin
- 2005: Jenő Takács, ungarisch-österreichischer Komponist, Pianist, Musikethnologe und Pädagoge
- 2006: Bob Bruce Ashton, US-amerikanischer Komponist und Musikpädagoge
- 2006: John van Nes Ziegler, deutscher Politiker, Landtagspräsident von Nordrhein-Westfalen
- 2007: Rainer Baumann, deutscher Musiker
- 2008: Christel Goltz, österreichische Opernsängerin
- 2009: Nikolai Petrowitsch Anikin, russischer Skilangläufer
- 2009: Toshitaka Hidaka, japanischer Ethologe und Autor
- 2009: Ambrose Jackson, US-amerikanischer Jazztrompeter und Komponist
- 2009: Hans Matthöfer, deutscher Politiker, Bundesminister
- 2009: Klaus Steilmann, deutscher Unternehmer
- 2010: Wolfgang Kolneder, österreichischer Theaterregisseur
- 2011: Franz Josef Degenhardt, deutscher Liedermacher und Schriftsteller
- 2011: Jackie Leven, britischer Liederkomponist und Folk-Musiker
- 2012: Ahmed al-Dschabari, palästinensischer Militärchef
- 2012: Alex Alves, brasilianischer Fußballspieler
- 2014: Carlo Binetti, Schweizer Politiker und Fußballtrainer
- 2014: Glen A. Larson, US-amerikanischer Autor, Filmproduzent und Komponist
- 2017: Wolfgang Schreyer, deutscher Schriftsteller
- 2018: Morten Grunwald, dänischer Schauspieler
- 2018: Rolf Hoppe, deutscher Schauspieler
- 2018: Fernando del Paso, mexikanischer Schriftsteller
- 2018: Mario Suárez, venezolanischer Sänger
- 2019: Branko Lustig, kroatischer Filmproduzent und Schauspieler
- 2019: Alain Weber, französischer Komponist
- 2019: Friedhelm Werremeier, deutscher Schriftsteller und Drehbuchautor
- 2021: Etel Adnan, libanesisch-US-amerikanische Künstlerin
- 2021: Rašid Šemšedinović, jugoslawischer Eishockeytorwart
- 2023ː Christiane Pearce-Blumhoff, deutsche Schauspielerin
- 2023ː Uta Schmidt, deutsche Filmeditorin
- 2024: Hermann Josef Schieffer, deutscher Mediziner

## Feier- und Gedenktage
- Kirchliche Gedenktage
  - Hl. Philippus, römischer Apostel und Märtyrer (katholisch, orthodox)
  - Hl. Justinian I., oströmischer Kaiser (orthodox, evangelisch: LCMS)
  - Gottfried Wilhelm Leibniz, deutscher Philosoph (evangelisch)
- Namenstage
  - Arik, Sidonia
- Gedenktage internationaler Organisationen
  - Weltdiabetestag (UNO) (seit 1991)

Weitere Einträge enthält die Liste von Gedenk- und Aktionstagen.